# Gilbert du Motier de La Fayette
« La Fayette » redirige ici. Pour les autres significations, voir Lafayette.
Gilbert du Motier, marquis de La Fayette, né le 6 septembre 1757 au château de Chavaniac près de Saint-Georges-d'Aurac (Auvergne, actuel département de la Haute-Loire), et mort le 20 mai 1834 à Paris (ancien 1er arrondissement), est un officier et homme politique français, célèbre en raison de son engagement dans les rangs de l'armée des insurgés américains (1777-1783), puis dans l'aile libérale et réformiste de l'aristocratie française (1784-1792), enfin dans l'opposition libérale au régime de la monarchie de Juillet qu'il avait pourtant contribué à établir lors des Trois Glorieuses (juillet 1830).
Convaincu de la noblesse de la cause des insurgés américains, il s'engage à leurs côtés en 1777. Nommé général à l'âge de 19 ans par George Washington, La Fayette joue un rôle décisif dans la guerre d'indépendance des États-Unis contre la Grande-Bretagne, notamment lors de la victoire de Yorktown le 19 octobre 1781. Surnommé le « héros des deux mondes », il est depuis 2002 un des huit citoyens d'honneur des États-Unis. Il y fait d'ailleurs à l'invitation du président James Monroe un voyage triomphal en 1824, au cours duquel il est accueilli et honoré dans 182 villes des 24 États que compte l'Union à cette époque.
Après avoir combattu aux États-Unis, La Fayette œuvre en France à la rénovation du pouvoir royal, avant de devenir une des grandes personnalités de la Révolution française, avec la rédaction de la déclaration des droits de l'homme et du citoyen et le commandement de la Garde nationale, jusqu'à son émigration en 1792 après avoir déserté son poste en espérant rallier l’armée prussienne. Il est néanmoins arrêté et incarcéré pendant cinq ans par les autorités autrichiennes et prussiennes.
La Fayette est aussi un acteur politique majeur de la révolution de Juillet en 1830 et des débuts de la monarchie de Juillet, rompant cependant rapidement avec le roi Louis-Philippe dont il avait soutenu l'accession au trône. Durant cette dernière période de sa vie, il s'affirme aussi comme un soutien majeur à la Pologne après l'insurrection de 1830-1831.
À partir de 1789, La Fayette signe ses courriers « Lafayette » en un seul mot, en réaction contre le système nobiliaire abattu par la révolution. C'est cette graphie qui est utilisée par ses contemporains jusqu'à sa mort.

## Biographie

### Origines familiales et jeunesse (1757-1775)

#### La famille Motier de La Fayette
La Fayette est issu d'une branche cadette de la famille Motier de La Fayette, famille noble d'Auvergne, dont la filiation remonte au XIIIe siècle avec Pons Motier, seigneur de la Fayette,, et qui s'est éteinte en 1891. La branche aînée, éteinte en 1694, est celle de Gilbert Motier de La Fayette, maréchal de France en 1421.
Le nom de La Fayette vient d'une terre située dans l'actuelle commune d'Aix-la-Fayette, près de Saint-Germain-l'Herm (Puy-de-Dôme).
Son nom complet est Marie-Joseph Paul Yves Roch Gilbert du Motier, marquis de La Fayette, mais il est généralement désigné par les abréviations « marquis de La Fayette » ou « Lafayette ». Son biographe Louis R. Gottschalk (en) indique que l'intéressé orthographiait son nom aussi bien sous la forme « Lafayette » que sous la forme « La Fayette ».

#### Des parents morts prématurément
Son père, Michel Louis Christophe du Motier, marquis de La Fayette (13 août 1733–1er août 1759), colonel aux Grenadiers de France, meurt en Westphalie à l'âge de vingt-cinq ans au cours de la bataille de Minden, auprès de son ami Charles-François de Broglie.
Devenue veuve, sa mère, Marie Louise Julie de La Rivière, issue d'une riche famille noble de Saint-Brieuc, née en 1737, s'installe à Paris au palais du Luxembourg. Gilbert est élevé par ses tantes et par sa grand-mère à Chavaniac, où il passe une enfance libre dans les forêts d'Auvergne, rêvant, vers l'âge de neuf ans, de chasser la bête du Gévaudan.
Sa mère meurt le 3 avril 1770. Son grand-père maternel, le marquis de La Rivière, meurt à son tour le 24 avril 1770. Il hérite d'une fortune qui lui assure une rente de 25 000 livres. Un peu plus tard, un autre oncle meurt, lui laissant un revenu de 120 000 livres ; ces 145 000 livres de revenu annuel font de lui un des hommes les plus riches du royaume.

#### Formation (1770-1774)
Son arrière-grand-père maternel, le comte de La Rivière, ancien lieutenant général des Armées du roi, le fait venir à Paris pour son éducation. Il étudie jusqu'en 1771 au collège du Plessis (actuel lycée Louis-le-Grand) et suit parallèlement une formation d'élève-officier à la compagnie des mousquetaires noirs du roi. Il suit également les cours de l'Académie militaire de Versailles.

#### Mariage (1774)
Le 11 avril 1774, à 16 ans, La Fayette épouse Marie Adrienne Françoise de Noailles (1759-1807), fille du duc d'Ayen et d'Henriette-Anne-Louise d'Aguesseau, dotée de 200 000 livres. Il s'agit d'un mariage arrangé, qui aboutira à une réelle affection entre les époux, malgré les fréquentes infidélités du marquis. De ce mariage naîtront un fils et trois filles :
- Henriette (18 avril 1776-31 décembre 1778) ;
- Anastasie (1er juillet 1777-23 février 1863), qui, le 23 février 1798, épousera Just Charles César de Faÿ de La Tour-Maubourg (1774-1846) ; par elle, le marquis est l'ancêtre de Paola Ruffo di Calabria, épouse du roi des Belges Albert II[15] ;
- Georges Washington de La Fayette (1779-1849), qui épousera Émilie Destutt de Tracy, fille d'Antoine Destutt de Tracy ;
- Virginie (27 octobre 1782- 21 juin 1849), qui, le 20 avril 1803, épousera Louis de Lasteyrie du Saillant (1781-1826) ; ils sont les ancêtres d'Aldebert et de René de Chambrun.

### Débuts professionnels

#### L'échec de la carrière de courtisan (1774)
Les Noailles, apparentés à Madame de Maintenon, sont une des plus importantes familles de la cour de France. La Fayette est présenté à la cour dès le printemps 1774, mais n'y obtient aucun succès. Attaché à sa liberté, dépourvu d'esprit courtisan, il fait avorter les tentatives de son beau-père visant à lui faire obtenir une situation intéressante,.

#### Officier au régiment de Noailles (1774-1775)
Il quitte fréquemment la cour pour rejoindre le régiment de Noailles cavalerie, qui appartient à son beau-père. Il a pour colonel effectif l'ami près de qui son père est mort, le comte de Broglie.
Il y entre comme sous-lieutenant à 16 ans, puis est assez vite promu capitaine des dragons. Suivant l'exemple paternel, il choisit alors de poursuivre dans la carrière militaire et entre dans la Maison militaire du roi.

#### Le «souper de Metz» et l'engagement pour les insurgés américains (1775)

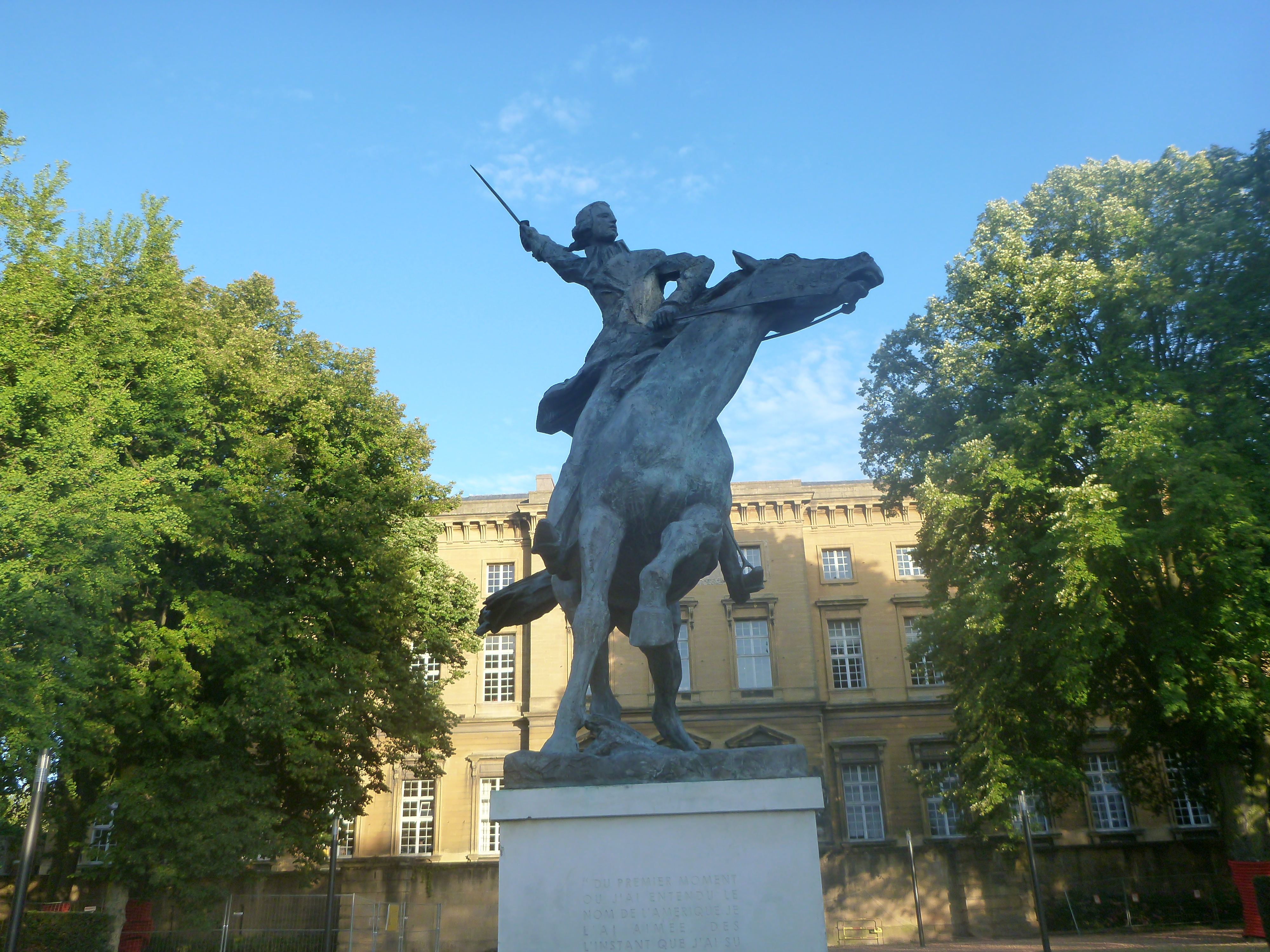
Statue de La Fayette, jardins de Broglie, Metz.

En août 1775, Gilbert de La Fayette, âgé de 17 ans, est envoyé par son beau-père en garnison à Metz pour y parfaire sa formation militaire.
Dans ses Mémoires, il raconte comment il a participé le 8 août à un dîner offert par le comte de Broglie au duc de Gloucester, frère du roi d'Angleterre, qui y évoque le soulèvement des Patriots. C’est le jour même de ce « souper de Metz » que le jeune officier prend la décision de partir combattre pour l'indépendance de l'Amérique.
De retour à Paris à l’automne, La Fayette participe à des sociétés de pensée qui débattent de l'engagement de la France dans la révolution américaine. Lors de ces réunions, un conférencier, l'abbé Raynal, insiste sur les « Droits de l'homme » et la fin des colonies, critique le clergé comme la noblesse. Censuré, il exprime dès lors secrètement ses vues auprès de loges maçonniques, entre autres celle dont La Fayette est membre.
Comme de nombreux militaires à cette époque, il a été initié comme franc-maçon dès cette année 1775.

### La guerre d'indépendance des États-Unis (1775-1783)
La participation de La Fayette à la guerre d'indépendance des États-Unis lui a valu une immense célébrité et une place symbolique en tant que trait d'union entre les Américains et la France, lui valant d'être surnommé « le héros des deux mondes ». Et ce qui fait de La Fayette le symbole du soutien français aux insurgés d'Amérique, comme ce qui en fait la figure du héros romantique qu'on en conserve, c'est son jeune âge (19 ans) et les circonstances de son départ de France, sans l'autorisation du roi, encore favorable à la paix, finançant le voyage de ses propres deniers.

#### Les difficultés du départ de France (juin 1776-avril 1777)
Le jeune capitaine se fait réformer de l'armée le 11 juin 1776, puis, grâce au soutien du comte de Broglie et de ses futurs protecteurs, le baron de Kalb et Silas Deane, agent officieux des Patriots à Paris, signe le 7 décembre 1776 un engagement dans l'armée américaine, avec le grade de major général. Le comte de Broglie, ancien chef du « cabinet secret » de Louis XV, qui souhaite aider discrètement les Patriots contre la Couronne britannique, finance secrètement l'achat de la Victoire, un navire de 200 tonneaux, avec 2 canons, trente hommes d’équipage et une cargaison de 5 à 6 000 fusils, qui est mis en attente dans le port espagnol de Pasajes de San Juan, près de Saint-Sébastien.

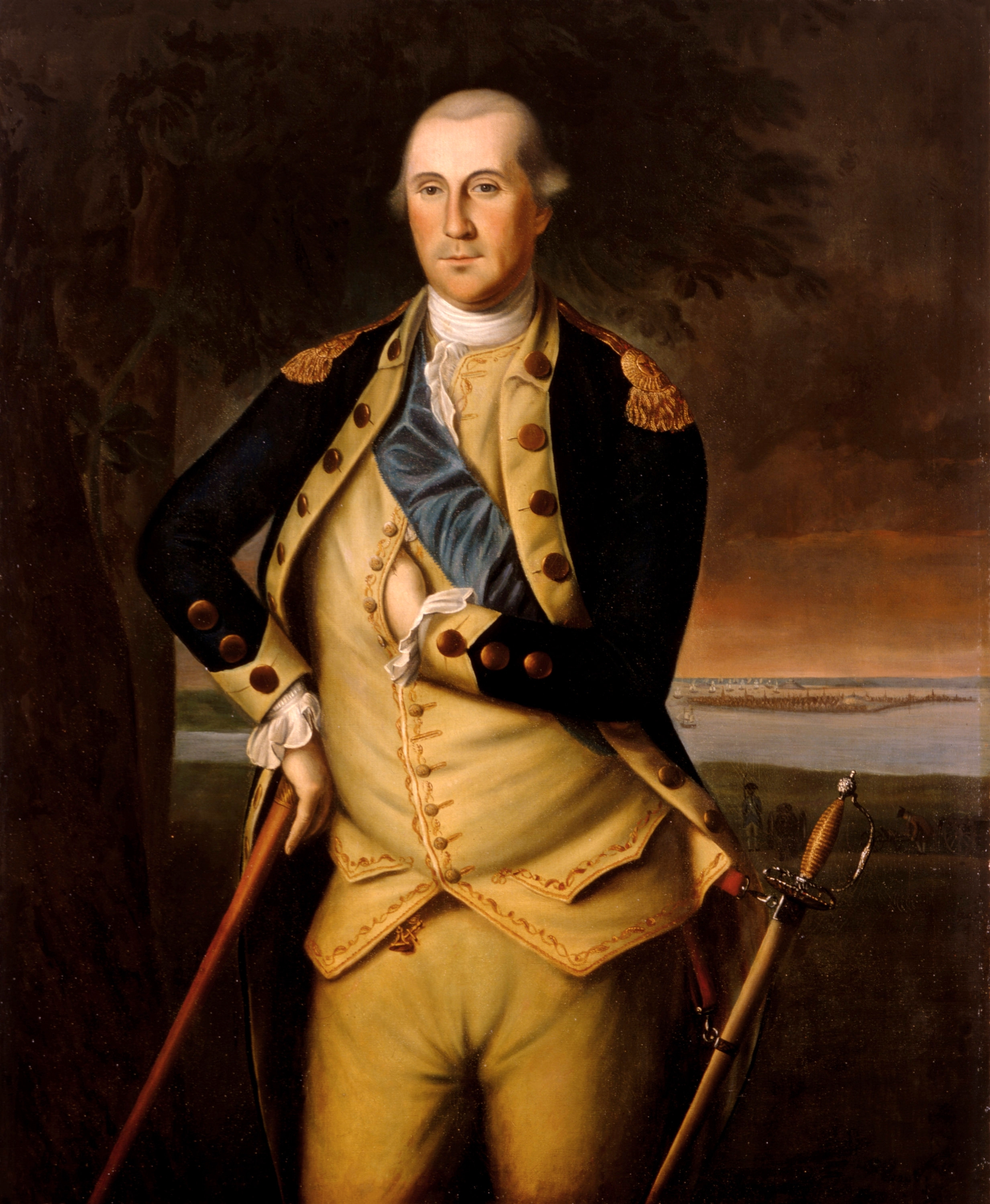
George Washington par Charles Willson Peale (1776).

Arrivé à Pasajes de San Juan le 17 avril 1777, il embarque sur la Victoire avec quelques compagnons. Le 26 avril, le navire appareille pour l'Amérique. Son trajet suit une route passant bien au large des Antilles, où les flottes anglaise et française pourraient lui faire obstacle.

#### L'arrivée en Amérique (juin 1777)
Au bout de sept semaines, il arrive le 13 juin à South Inlet, près de Georgetown, où les fusils sont vendus aux autorités de Géorgie pour armer la milice de cette colonie. Il fait prêter à ses compagnons le serment de vaincre ou de périr, puis rencontre le major Benjamin Huger, un riche propriétaire terrien, avec qui il reste deux semaines avant de partir pour Philadelphie, alors capitale des Insurgés.

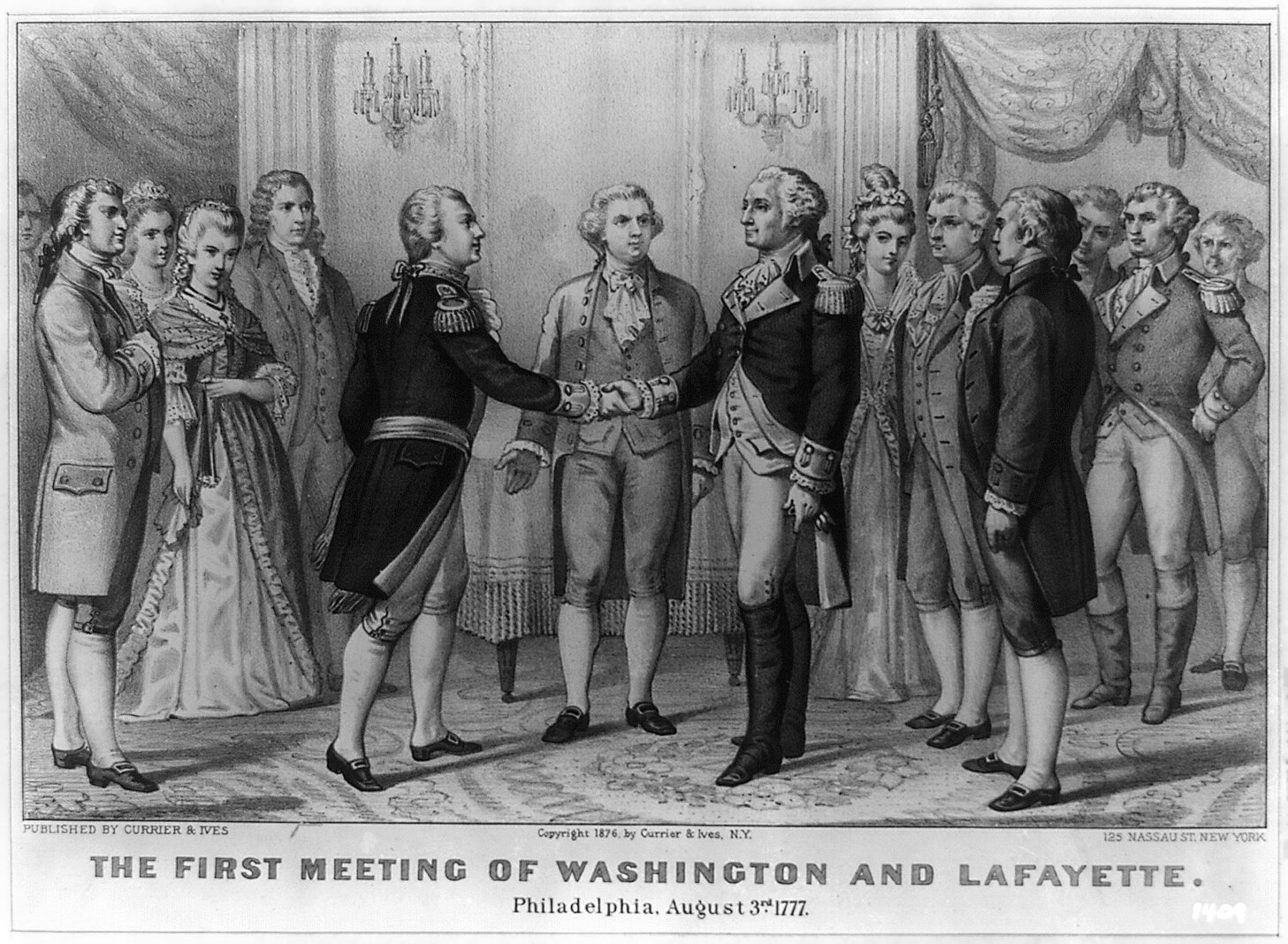
Première rencontre entre le marquis de Lafayette et George Washington le 5 août 1777. Gravure de Currier and Ives.

Pendant le voyage, La Fayette a appris les bases de l'anglais (il lui suffira d'une année pour bien le pratiquer). Cela, ainsi que son appartenance à une loge maçonnique, lui permet de se voir ouvrir de nombreuses portes à Philadelphie. Il a aussi la recommandation de Benjamin Franklin, représentant américain en France, qui a adressé un courrier au Congrès en sa faveur.
Après avoir offert de servir sans être payé, La Fayette est intégré le 31 juillet au grade de major général par le Congrès,.
Le général George Washington, commandant en chef de l'armée de terre, arrive alors à Philadelphie, pour rendre compte de la situation militaire. La Fayette le rencontre le 5 août 1777.
Selon Leepson, « les deux hommes se sont reconnus presque immédiatement ». Washington est impressionné par l’enthousiasme du jeune homme et est enclin à juger favorablement ce confrère franc-maçon. La Fayette pour sa part est en admiration devant le commandant en chef.
Washington l'emmène alors dans son camp. Washington exprimant son embarras quant à l'état de ses troupes, La Fayette lui répond : « Je ne suis pas là pour enseigner, je suis là pour apprendre ».
Il est affecté à l'état-major, même s'il existe un malentendu quant à son statut : le Congrès le considère comme ayant un grade honorifique, alors que lui-même se considère comme un officier de plein droit, à qui Washington confiera une division quand il sera prêt.
Washington l'informe que diriger une division ne lui serait pas possible, car il est né à l'étranger ; il serait cependant heureux de le garder auprès de lui en tant qu’« ami et père ».

#### Septembre 1777-mars 1778: Brandywine, Gloucester, Albany

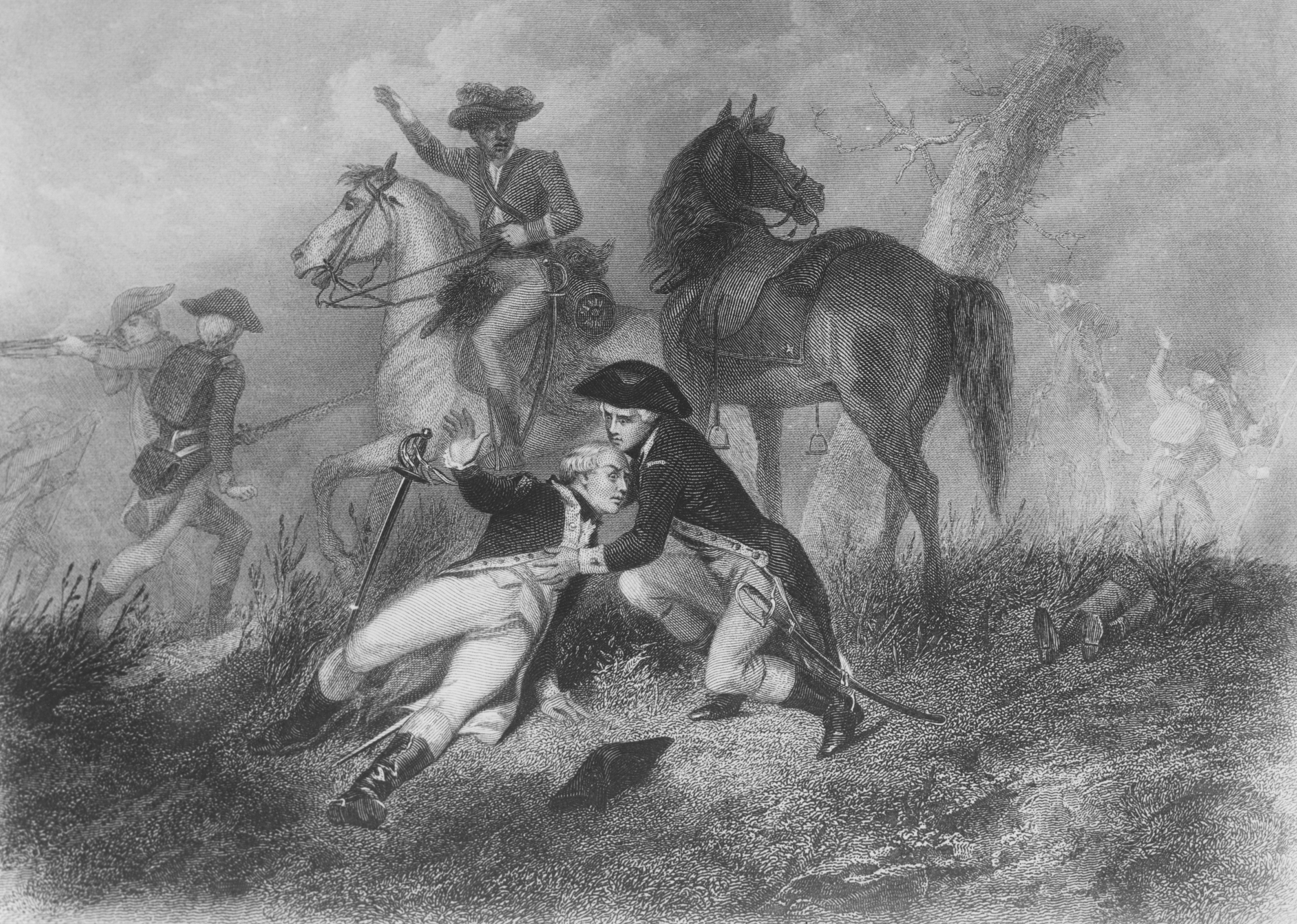
Lafayette blessé durant la bataille de Brandywine.

La première bataille à laquelle participe La Fayette a lieu à Brandywine le 11 septembre 1777. Le général britannique William Howe, projetant d'attaquer Philadelphie, prévoit de faire arriver ses troupes du sud, par la baie de Chesapeake, plutôt que par la baie de la Delaware fortement défendue.
Après que ses troupes ont été débordées par les Britanniques, Washington envoie La Fayette auprès du général John Sullivan. À son arrivée, La Fayette rejoint la troisième brigade de Pennsylvanie, commandée par le général Thomas Conway. Les forces britanniques, qui incluent des mercenaires allemands, sont supérieures en nombre et avancent de façon irrésistible.
Durant la retraite, La Fayette contribue au rassemblement de la brigade, afin de permettre un repli mieux ordonné. Il est alors touché d'une balle dans la jambe.
Après la bataille, Washington le cite pour « bravoure et ardeur militaire ». Dans une lettre au Congrès, il le recommande également pour prendre la tête d'une division, mais les Insurgés évacuent Philadelphie, qui sera prise un peu plus tard dans le mois.
La Fayette revient sur le terrain en novembre, après deux mois de convalescence chez les Frères moraves de Bethlehem en Pennsylvanie. Il reçoit alors le commandement de la division précédemment dirigée par le général Adam Stephen. Il assiste le général Nathanael Greene pour la reconnaissance des positions britanniques dans le New Jersey. À la tête de 300 soldats, il défait des mercenaires allemands supérieurs en nombre à Gloucester le 24 novembre.

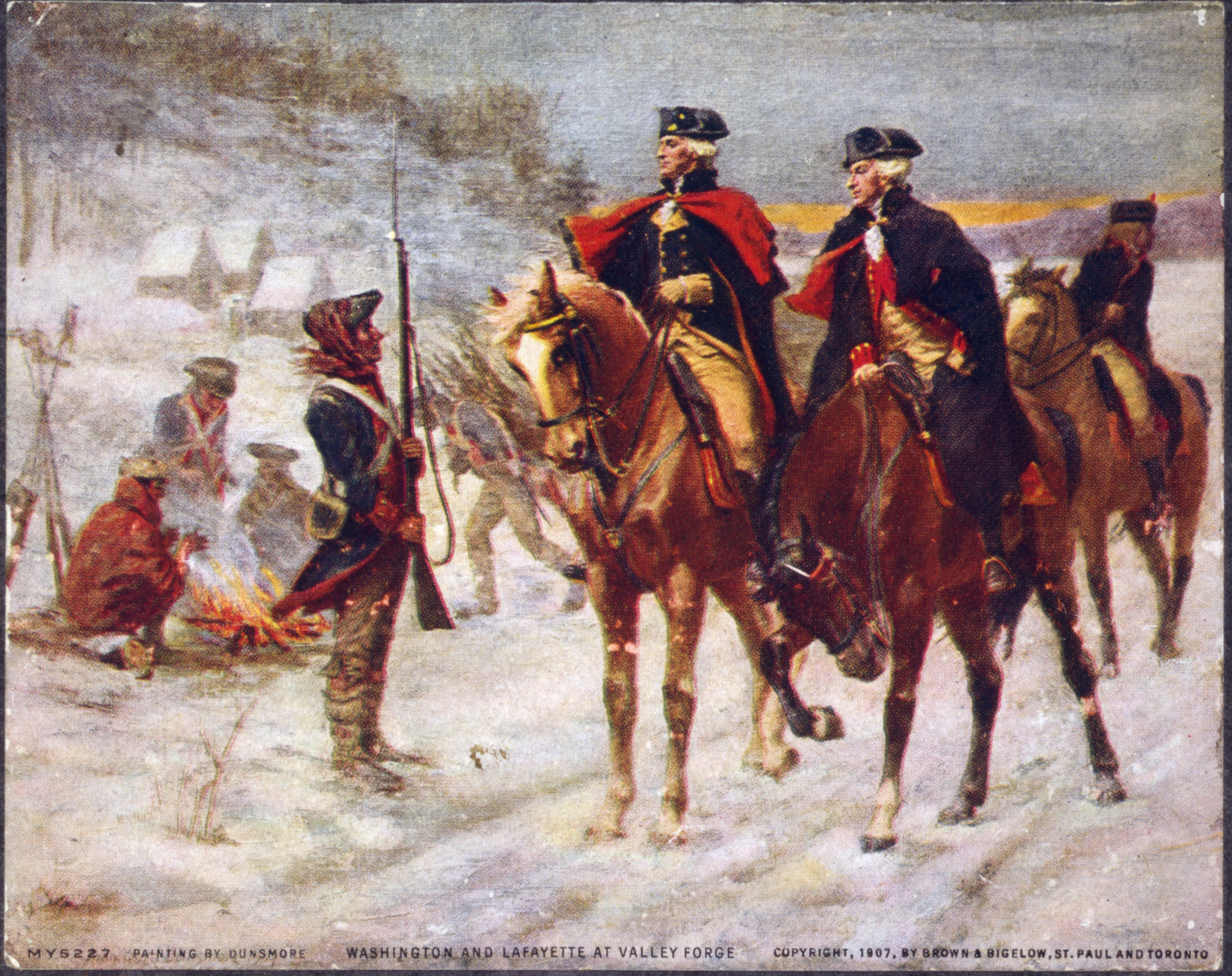
Tableau de John Ward Dunsmore avec La Fayette (à droite) et Washington à Valley Forge.

Durant l'hiver 1777-1778, La Fayette reste au campement de Washington à Valley Forge et partage alors les rudes conditions de vie de ses hommes. Il revient ensuite à Valley Forge, où il critique la décision du Conseil de tenter une invasion du Québec en hiver. Le Congrès continental tranche en sa faveur, et Gates quitte le Conseil de guerre.
En mars 1778, les traités signés entre la France et les Insurgés sont rendus publics : la France y reconnaît formellement l'indépendance des Treize Colonies.

#### Mai 1778-janvier 1779: Barren Hill, Monmouth, Rhode Island

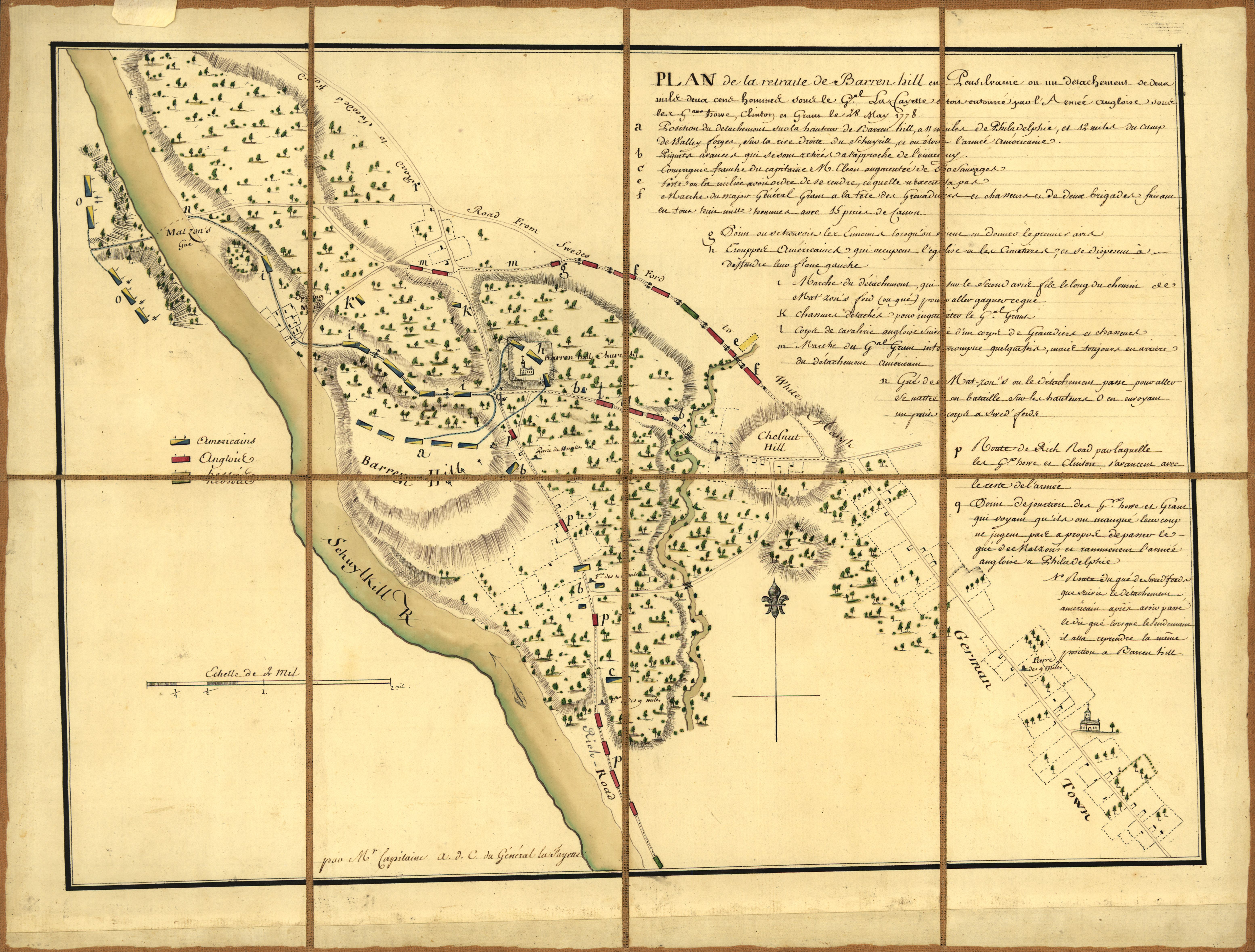
Carte de la bataille de Barren Hill par Michel Capitaine du Chesnoy, aide-de-camp de La Fayette.

Confrontés à la perspective d'une intervention française, les Britanniques décident de regrouper leurs forces terrestres et navales à New York. Ils commencent donc à évacuer Philadelphie en mai 1778.
Le 18 mai, Washington envoie La Fayette avec 2 200 hommes pour reconnaître les environs de Barren Hill en Pennsylvanie. Le jour suivant, les Britanniques apprennent qu'il a établi son camp dans les alentours et envoient 5 000 hommes pour le capturer. Le général Howe est également envoyé le 20 mai, avec 6 000 soldats supplémentaires, afin d'attaquer son flanc gauche. Cette attaque disperse son flanc, La Fayette ordonne alors le repli de ses troupes, profitant de l’indécision du commandement britannique. Pour feindre une supériorité numérique, La Fayette envoie des hommes chargés de se manifester sur une butte (Lafayette Hill, Pennsylvanie) et de tirer périodiquement sur les forces ennemies. Ses troupes peuvent alors s'échapper par une route sinueuse et traverser la ville de Matson's Ford.

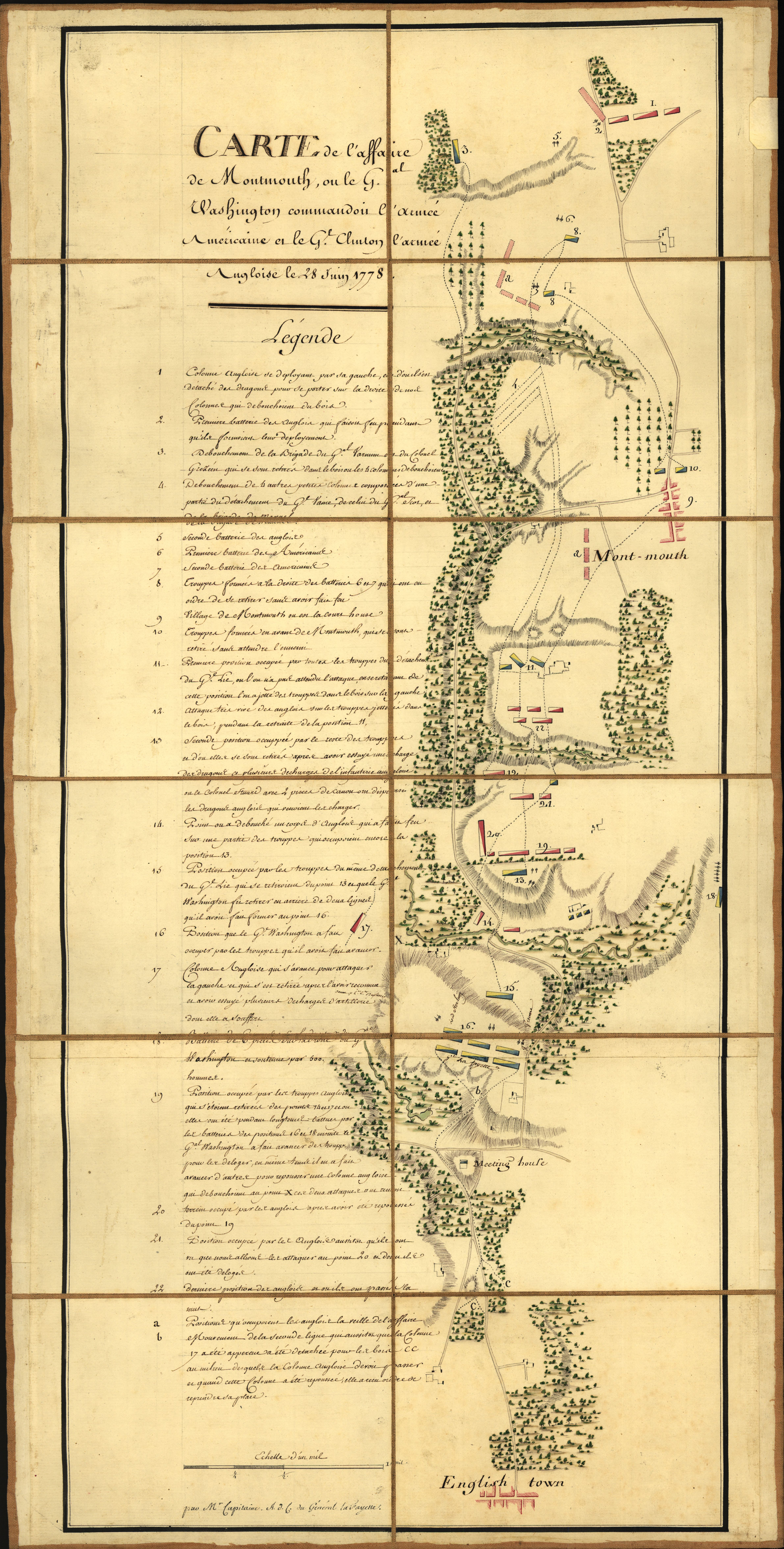
Carte de la bataille de NomNouth par Michel Capitaine du Chesnoy, aide-de-camp de Lafayette.

Les Britanniques poursuivent ensuite leur marche vers New York. L'armée continentale les poursuit et les attaque finalement à Monmouth dans le New Jersey. Washington désigne Charles Lee pour mener cette attaque. Le 28 juin, Lee attaque le flanc britannique. Peu de temps après le début de l'engagement, cette attaque est mise en péril par une série d'ordres contradictoires. La Fayette envoie alors un messager à Washington, pour requérir sa présence en urgence sur le front. À son arrivée, Washington trouve les hommes de Lee en déroute. Il le relève de son commandement, prend la tête de l'armée et rétablit en partie la situation. Ayant souffert de pertes significatives, les Britanniques partent dans la nuit et rejoignent New York sans autre problème.
La flotte envoyée par la France sous le commandement de l'amiral d'Estaing arrive dans le baie de la Delaware le 8 juillet 1778. Le plan mis au point avec Washington prévoit d'attaquer Newport, dans le Rhode Island, principale base britannique dans le nord. La Fayette et Greene sont envoyés avec 3 000 hommes, afin de participer à l'attaque. La Fayette aurait souhaité diriger les forces franco-américaines, mais l'amiral d'Estaing refuse. Le 9 août, les Américains lancent une attaque terrestre, sans informer d'Estaing. Ils lui demandent de placer ses navires dans la baie de Narragansett, mais il refuse, souhaitant défaire la flotte anglaise en pleine mer. La bataille est infructueuse. Au même moment, une tempête endommage les deux flottes.

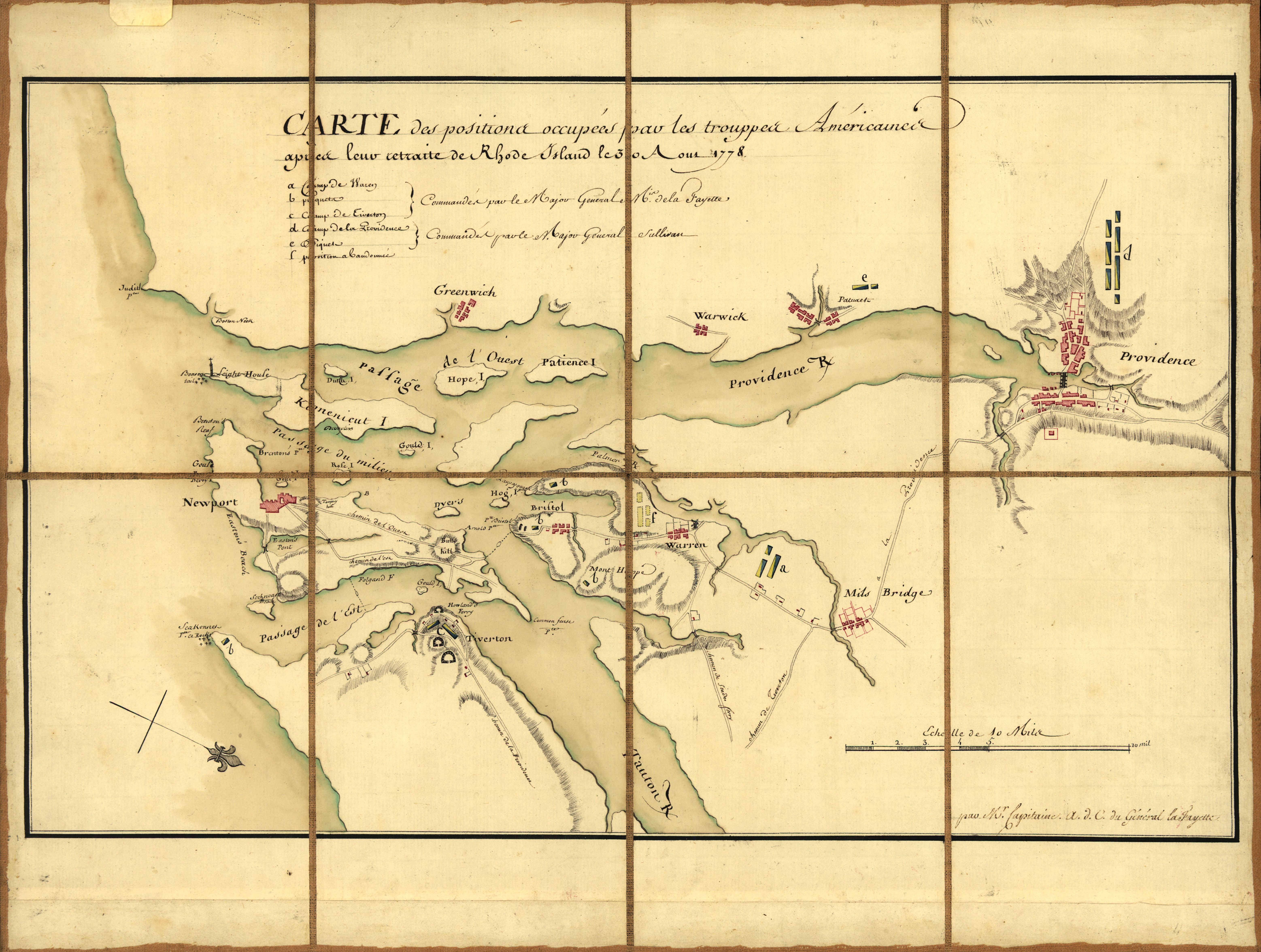
Carte militaire française montrant les positions des généraux La Fayette et Sullivan autour de la baie de Narragansett le 30 août.

D'Estaing emmène ses navires vers Boston, afin de les réparer, mais il est confronté à une manifestation de colère des habitants de la ville, qui considèrent ce mouvement de la flotte française comme une désertion. John Hancock et La Fayette sont envoyés pour calmer la foule. La Fayette retourne ensuite vers Rhode Island pour préparer la retraite, rendue nécessaire par le départ de d'Estaing. Pour ces actions, il est cité par le congrès continental pour « gallantry, skill, and prudence » (bravoure, compétence et prudence).
Il souhaiterait alors étendre la guerre contre les Britanniques en d'autres lieux, en Amérique et en Europe, sous le drapeau français, mais son point de vue suscite peu d'intérêt. En octobre 1778, il obtient de Washington et du Congrès la permission de rentrer en France. Le Congrès décide de lui attribuer une épée de cérémonie, qui lui sera donnée en France.
Le départ est un peu retardé par une maladie, puis il embarque en janvier 1779.

#### Activités durant le séjour en France (février 1779-mars 1780)
Arrivé à Paris en février, La Fayette est assigné à résidence pour huit jours pour avoir désobéi au roi en partant en Amérique. Cette sanction est purement formelle : La Fayette reçoit un accueil de héros et est très vite invité aux chasses royales.
La Fayette pousse alors à une invasion de la Grande-Bretagne, en se proposant comme commandant en chef des forces françaises. L'Espagne, alliée à la France contre les Britanniques, envoie une escadre dans la Manche pour soutenir une éventuelle opération française. Elle se trouve en position en août 1779. La flotte britannique qui surveille le secteur parvient cependant à échapper aux forces combinées françaises et espagnoles. Le projet d'invasion est donc annulé en septembre, ce qui amène La Fayette à souhaiter partir de nouveau en Amérique.
Durant cette période, La Fayette travaille parallèlement avec Benjamin Franklin, afin d'assurer l'envoi de 6 000 soldats français sous le commandement du général Rochambeau. Lui-même reprendrait sa fonction de major général des forces américaines, servant de liaison entre Rochambeau et Washington.
À la fin de cette année, l'épouse de La Fayette donne naissance, le 24 décembre, à un fils qui reçoit le prénom de Georges Washington.
En mars 1780, La Fayette repart en Amérique, embarquant à Rochefort à bord de la frégate Hermione.
Il arrive à Boston le 27 avril.

#### Avril 1780-juin 1781: débuts du second séjour américain

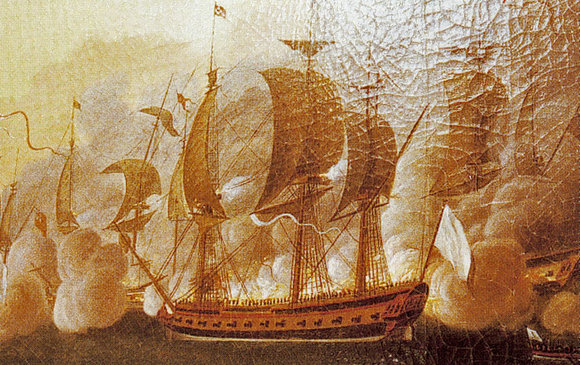
La frégate française Hermione qui emmène La Fayette en Amérique en 1780.

Quand La Fayette arrive aux États-Unis, la cause américaine est en perte de vitesse, après plusieurs défaites militaires, subies principalement dans le sud.
Il est acclamé avec enthousiasme à Boston, où il est vu comme « un chevalier dans son armure étincelante, venant du passé chevaleresque pour sauver la nation ». Le 10 mai 1780, il arrive à Morristown (New Jersey), où se trouve Washington, très satisfait de l'arrivée prochaine de la force française de Rochambeau, dont il est informé par La Fayette. Conscient de la popularité du Français, Washington lui demande d'écrire une lettre, avec l'aide d'Alexander Hamilton, afin de presser le gouvernement français d'envoyer plus d'hommes et de fournitures.
Pourtant, quelques mois plus tard, quand la flotte française arrive, les promesses ne sont pas entièrement tenues. Rochambeau décide d'attendre des renforts avant de partir au combat. La Fayette, insatisfait de cette décision, élabore des plans d'envergure pour prendre New York, entre autres. Rochambeau n'apprécie pas ce geste et exige des excuses de La Fayette, refusant de le recevoir en leur absence. Washington conseille alors au marquis d'être patient.
Au cours de l'été 1780[réf. souhaitée], Washington place La Fayette à la tête d'une division chargée de surveiller le nord du New-Jersey et l'État adjacent de New York. Le marquis dépense des sommes considérables pour assurer son commandement. Mais aucune action significative n'ayant eu lieu, Washington dissout cette unité en novembre et renvoie les soldats à leurs milices d'origine.

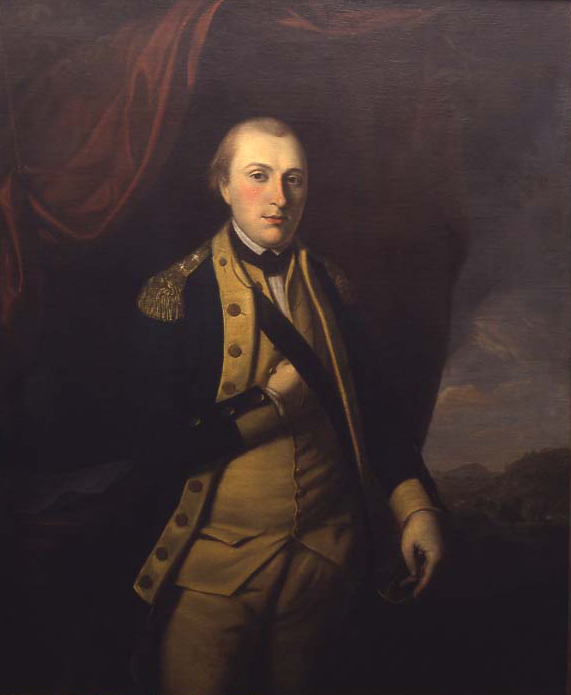
Gilbert du Motier de La Fayette, huile sur toile de Charles Willson Peale, ~ 1779-1780

Les Insurgés continuent d'enregistrer des revers, la plupart des batailles dans le sud sont perdues. Le général Benedict Arnold rejoint même les Britanniques.
La Fayette passe la première partie de l'hiver 1780-1781 à Philadelphie, où la Société américaine de philosophie le fait entrer en son sein, le premier étranger dans ce cas. Le Congrès lui demande de retourner en France, afin d'obtenir plus d'hommes et de ressources. Il refuse, mais envoie des lettres aux responsables concernés.
Après la victoire américaine de Cowpens (Caroline du sud), en janvier 1781, Washington demande à La Fayette de reformer sa division à Philadelphie et de rejoindre dans le sud les troupes du baron von Steuben. Leur force combinée doit attaquer le corps britannique commandé par Benedict Arnold (qui risque la peine de mort s'il est pris), une flotte française devant empêcher toute fuite par la mer. Mais le commandement maritime britannique empêche la réussite de ce plan, bien que La Fayette et von Steuben aient fait leur jonction à Yorktown.
Von Steuben propose alors à Washington un plan pour piéger la principale armée anglaise, commandée par Lord Cornwallis. Ne recevant pas de nouveaux ordres du commandant en chef, La Fayette entame un mouvement vers Philadelphie, mais en route, se voit affecter au commandement militaire de la Virginie. Craignant de se trouver écarté des batailles décisives, il demande une réaffectation, mais en vain. Il écrit aussi au chevalier de La Luzerne, ambassadeur de France à Philadelphie, décrivant le mauvais approvisionnement de ses troupes. La Luzerne demande alors une aide massive de la France. Approuvée par Louis XVI, cette aide jouera un rôle crucial dans les batailles à venir.
De son côté, Washington prévoit une bataille avec Cornwallis, mais n'en informe pas La Fayette de crainte que ses messages soient interceptés.

#### Juin-octobre 1781: combats en Virginie; Yorktown

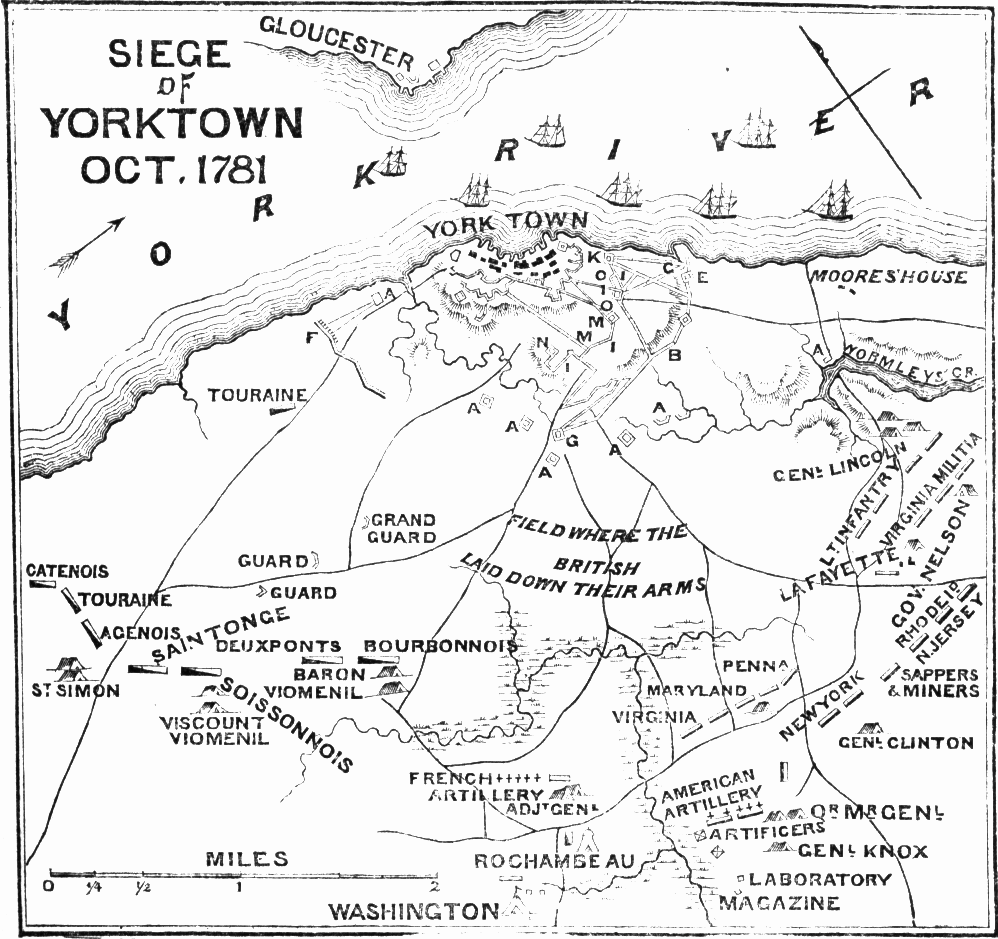
Carte avec les sites clefs de la bataille de Yorktown.

La Fayette échappe à une tentative de Cornwallis de le capturer à Richmond.
En juin 1781, Cornwallis reçoit l'ordre de construire un port dans la baie de Chesapeake, afin de préparer une attaque terrestre sur Philadelphie. Alors que les colonnes britanniques sont en mouvement, La Fayette envoie une petite unité pour attaquer à l'improviste leur arrière garde et les groupes à la recherche de ravitaillement. Cette manœuvre permet de donner l'impression qu'il dispose de forces plus nombreuses qu'elles ne sont en réalité.
Le 4 juillet, les Britanniques quittent Williamsburg et se préparent à traverser la James River. Cornwallis envoie une unité en avant-garde sur la rive sud, gardant la plus grande partie de ses forces sur la rive nord, cachée dans une forêt. Son plan est de tendre une embuscade à La Fayette. Le 6 juillet, La Fayette ordonne au général Anthony Wayne d'attaquer les forces britanniques dans la forêt avec 800 hommes. Wayne, en état de forte infériorité numérique, lance pourtant une charge à la baïonnette qui permet aux Américains de gagner du temps, les Britanniques ne pouvant pas les pourchasser. La bataille de Green Spring est une victoire de Cornwallis, mais le moral des Américains est renforcé par le courage dont ont fait preuve les hommes de Wayne,.
En août, Cornwallis a installé ses troupes à Yorktown. De son côté, La Fayette a pris position sur la Malvern Hill, plaçant son artillerie sur cette colline et entourant les forces britanniques proches de la rivière York, qui sont chargées de construire des fortifications pour protéger la flotte à Hampton Roads. L'enfermement par le général français piège les Britanniques lorsque la flotte française arrive et remporte la bataille de la baie de Chesapeake, privant Cornwallis de sa protection navale,.
Le 14 septembre 1781, Washington et ses hommes rejoignent ceux de La Fayette. Le 28 septembre, la flotte française bloquant l'accès naval, la force terrestre commence le siège de Yorktown. Le 14 octobre, La Fayette et 400 hommes prennent la redoute 9, après qu'Alexander Hamilton et ses soldats ont pris la redoute 10 au corps à corps, deux éléments essentiels de la défense britannique. Après une vaine contre-attaque, Cornwallis se rend le 19 octobre 1781.

### Les dernières années de l'Ancien Régime (1782-1789)

#### Volonté réformatrice de La Fayette
La Fayette rentre en France à la fin de 1781. Sa participation aux opérations militaires sur le sol américain l'incite à envisager l'application des idées liées à l'indépendance américaine à la société française. Son intention est même de brusquer les réformes qu'il juge nécessaires.
Mais Washington, avec qui il correspond régulièrement, l'incite à plus de mesure : « C'est une partie de l'art militaire de connaître le terrain avant de s'y engager. On a souvent plus fait par les approches en règle que par une attaque à force ouverte ». Cette observation ralentit un peu la fougue du jeune réformateur.

#### La Fayette et le mesmérisme
Il s'intéresse parallèlement aux travaux du médecin allemand Franz-Anton Mesmer.

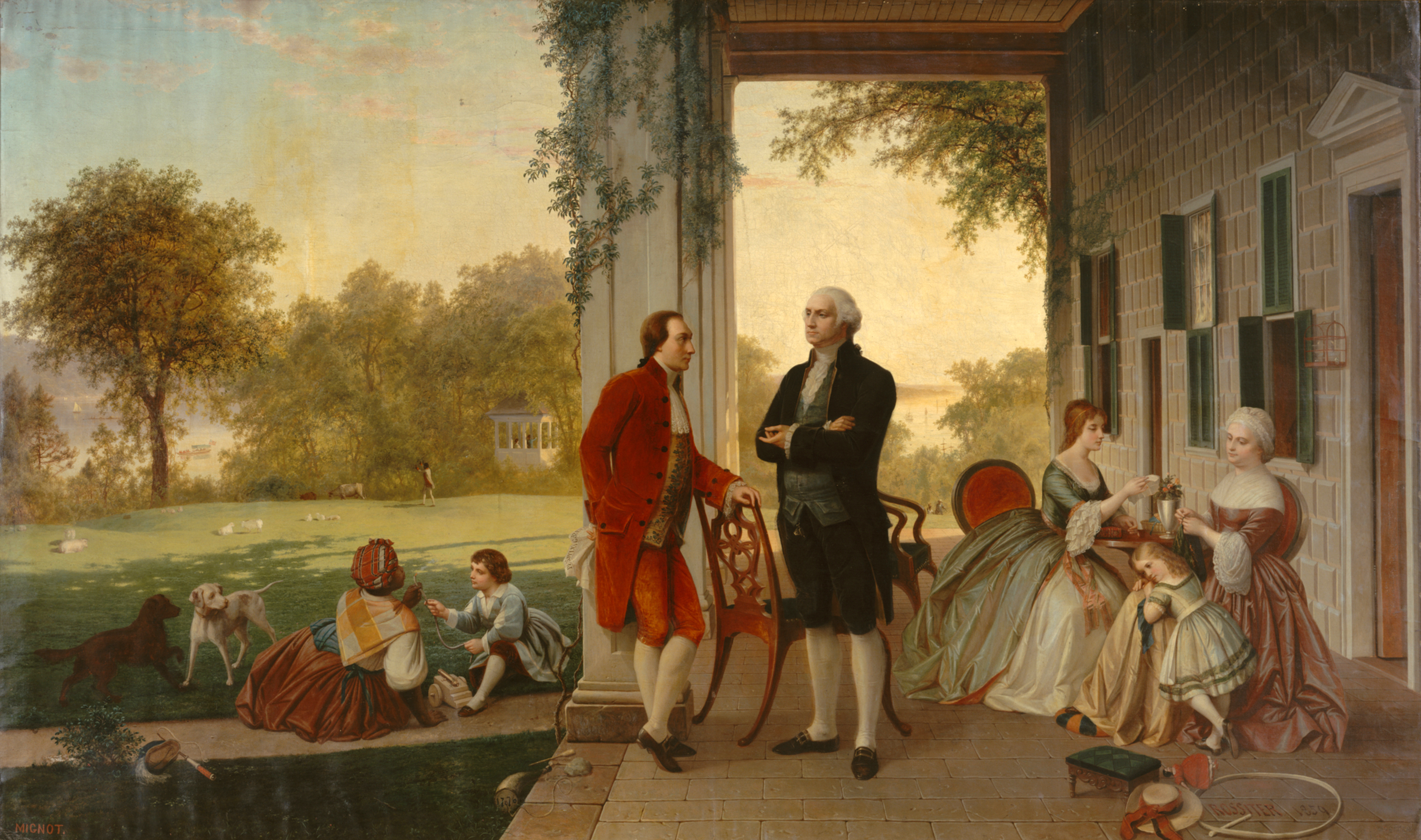
Rencontre entre Lafayette et Washington sur sa plantation de Mount Vernon en 1784. (Louis Rémy Mignot).

En mai 1784, La Fayette écrit à George Washington une lettre enthousiaste sur les travaux du médecin allemand Franz-Anton Mesmer : « Un docteur allemand nommé Mesmer, ayant fait la plus grande découverte sur le magnétisme animal, a formé des élèves, parmi lesquels votre humble serviteur est appelé l'un des plus enthousiastes ». Cette lettre est suivie d'une lettre de Mesmer lui-même le 16 juin à laquelle Washington répond cinq mois plus tard en confirmant qu'il a bien rencontré La Fayette. Washington, influencé par Benjamin Franklin, est en fait plutôt réservé sur Mesmer.

#### Voyage en Amérique (1784)
La Fayette repart pour l'Amérique le 1er juillet 1784. C'est un voyage privé, sur invitation de Washington. Le 4 août, il est acclamé à New York par la foule qui l’accueille. Après trois jours de réceptions, il part faire un grand tour des provinces, partout accueilli avec la même chaleur. De grands banquets lui sont offerts à Philadelphie, Baltimore et Boston. Après un séjour à Mount Vernon, la plantation de Washington, La Fayette passe par New York, avant de remonter l’Hudson et de signer un traité de paix avec des Hurons et des Iroquois. La Fayette continue son voyage par Boston, Chesapeake, Yorktown et Richmond, avant de quitter le pays à New York le 21 décembre 1784.
Durant ce voyage, il a rencontré une communauté de Shakers, percevant une similarité entre les pratiques de transe de ces derniers et les crises mesmériennes. Lafayette a également participé à des rituels autochtones et il est persuadé que le magnétisme animal est la redécouverte d'une pratique primitive ancienne.
La Fayette est de retour à Paris dans les premiers jours de 1785. Cet événement soulève un grand enthousiasme. La reine Marie-Antoinette, présente à une fête à l'Hôtel de Ville, tient à conduire madame de La Fayette dans sa propre voiture à l'hôtel de Noailles, où vient de descendre l'époux de celle-ci. Le lendemain il est reçu à la cour puis, pendant plusieurs jours, il est l'objet des hommages et de la curiosité publics. Accueilli en héros à Paris, il peut jeter son dévolu avec succès sur certaines des plus célèbres beautés de l'époque : Aglaë de Barbentane, comtesse d'Hunolstein et Diane-Adélaide de Damas d'Antigny, comtesse de Simiane, dont le mari, le comte de Simiane, se tuera en 1787 en apprenant que sa femme est la maîtresse de La Fayette.

#### Le traité de commerce franco-américain
En 1787, il provoque la formation d'un comité chargé de discuter l'abolition du monopole des tabacs et y plaide la cause du commerce américain que ce monopole frappe d'un préjudice de près de trente millions.
Les efforts qu'il déploie en faveur de la nation américaine lors de la négociation du traité commercial avec la France, provoquent de nouveaux témoignages de reconnaissance et resserrent les liens d'amitié qui l'unissent à George Washington. La correspondance entre ces deux hommes ne prendra fin qu'avec la mort de Washington, le 14 décembre 1799.

#### De l'assemblée des notables aux États généraux (1787-1789)

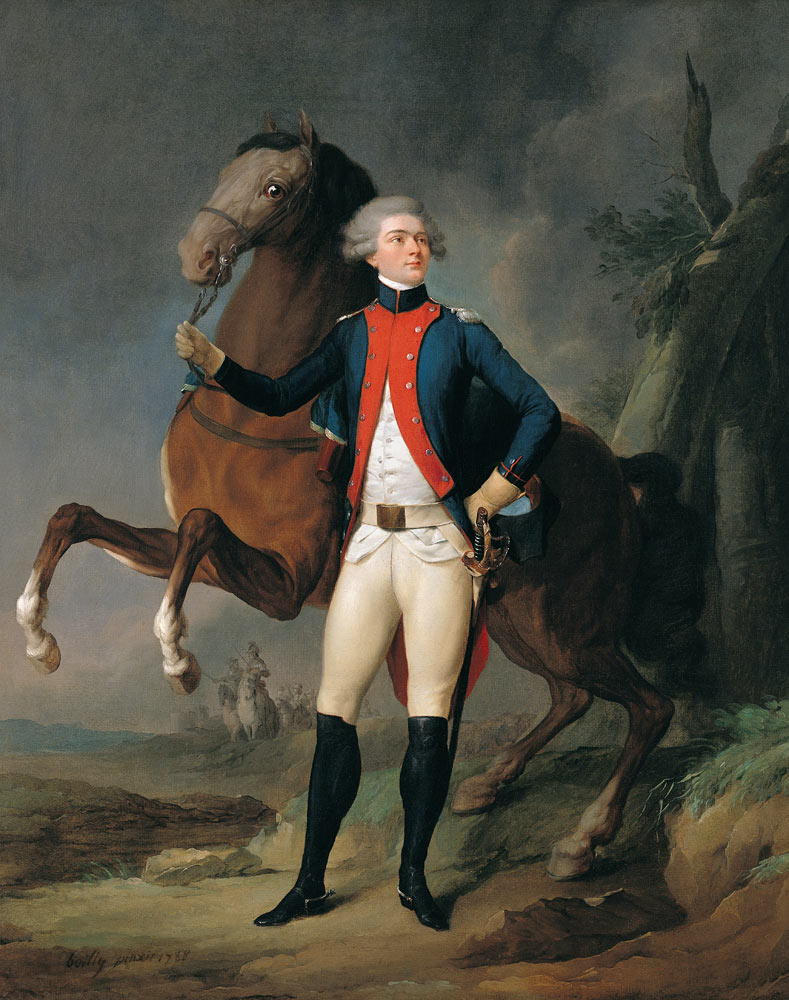
Marie-Joseph-Yves-Gilbert du Motier, marquis de La Fayette (Louis-Léopold Boilly, 1788).

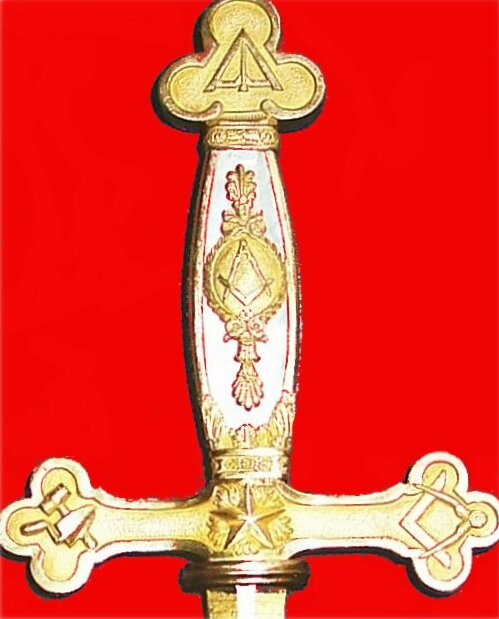
Épée maçonnique de La Fayette.

La Fayette participe à la première assemblée des notables, réunie à Versailles au mois de février 1787. Il est membre du bureau présidé par le comte d'Artois, frère du roi. Il saisit avidement cette occasion de présenter quelques-unes des réformes qu'il a méditées.
Il fait voter la suppression de la gabelle et la mise en liberté des personnes détenues à cause de cet impôt, réclame l'abolition des lettres de cachet et des prisons d'État et la révision des lois criminelles.
Il est de ceux qui obtiennent le renvoi du ministre Calonne en refusant toutes les réformes qu'il propose. Il souhaite une convocation des États généraux, qu'il considère comme le seul organisme pouvant établir de nouveaux impôts. Fin mai, il fait la « motion expresse » (formule prononcée pour la première fois) de la convocation de la nation représentée par ses mandataires. Mais cette requête a pour conséquence le renvoi de l'assemblée des notables.
Il devient membre de la Société des amis des noirs, créée en février 1788 par Brissot.
Ce n'est qu'à la fin de 1788 que Louis XVI se résout à convoquer les États généraux. La Fayette est élu député de la noblesse de la sénéchaussée de Riom (province d'Auvergne).

### L'année 1789
Porte-parole de l'aristocratie libérale, La Fayette joue un rôle important au début de la Révolution comme commandant de la Garde nationale, créée le 15 juillet 1789.

#### Des États-généraux (5 mai) à l'Assemblée constituante (9 juillet)
La première réunion des États généraux a lieu le 5 mai 1789. Après des débats entre le roi et le Tiers État, les députés du Tiers prononcent le 20 juin le serment de ne pas se séparer sans avoir établi une constitution pour la France. Le 9 juillet, Louis XVI entérine le point de vue du Tiers et les États généraux deviennent officiellement l'Assemblée nationale constituante.
La Fayette ne joue aucun rôle dans ces premiers engagements, dominés par la figure de Mirabeau, député du Tiers État, quoique noble (« Nous sommes ici par la volonté du peuple… »).
II appuie la motion de Mirabeau sur l'éloignement de la menace des troupes qui encerclent la capitale (prélude aux événements du 14 juillet) et présente le 11 juillet un projet de Déclaration des Droits de l'homme. Il fait décréter la responsabilité des ministres et, ce qui est peut-être le plus marquant de son action, l'établissement d'une garde civique dont il sera élu commandant.

#### Projet de Déclaration des droits de l'Homme (11 juillet 1789)
Le 11 juillet 1789, il inaugure sa carrière parlementaire en présentant à l'Assemblée un des projets de déclaration des droits de l'homme et du citoyen, qui ne sera pas retenu par l'Assemblée.
Ce projet, inspiré par la déclaration d'indépendance des États-Unis d'Amérique, constituait un corps de réflexion révolutionnaire, considérant que le peuple français était abusivement soumis au roi de France, comme le peuple américain l'était à la couronne de Grande-Bretagne, et qu'il convenait qu'il prît son indépendance et se gouvernât lui-même.
Il devient vice-président de l'Assemblée.

#### Commandant de la Garde nationale (juillet 1789)

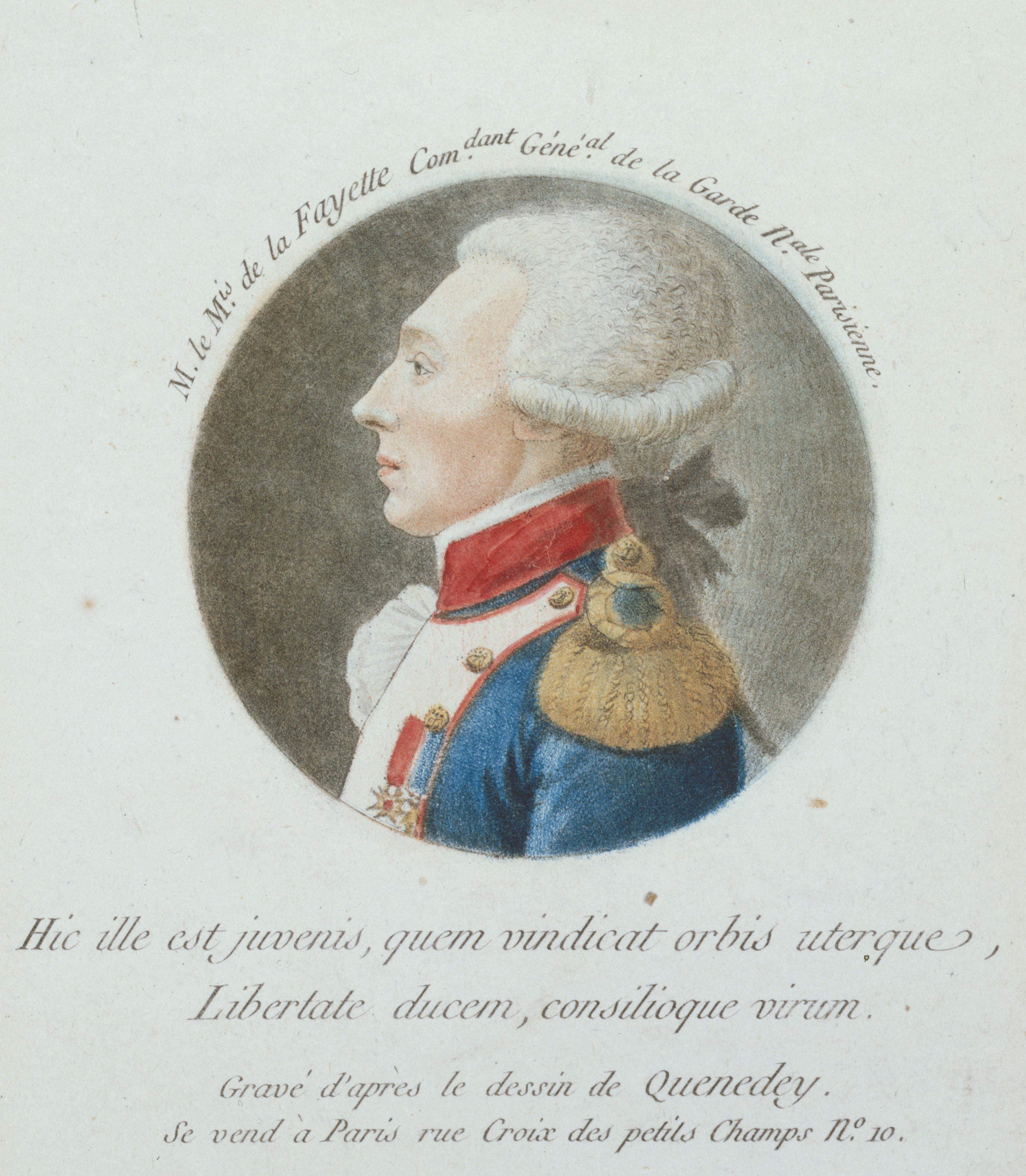
La Fayette, commandant général de la Garde nationale parisienne. Portrait gravé d'après un dessin d'Edme Quenedey des Riceys, Paris, musée Carnavalet.

La Garde nationale naît à la suite des journées des 12 au 15 juillet. Elle est composée de 48 000 citoyens enregistrés en un jour dans l'ensemble du royaume. L’Assemblée nationale place La Fayette à sa tête, au moment où il vient de féliciter les électeurs de Paris réunis à l'Hôtel de Ville de la prise de la Bastille. Le vicomte de Noailles, son beau-frère, lui est adjoint en qualité de major général, tandis que Bailly est élevé au poste de maire de la capitale. Il a pour aide de camp Denis-Michel Jullien, commandant de la Garde nationale de Paris.
Son premier acte comme commandant de la Garde nationale est de faire démolir la Bastille (16 juillet).
Par sa fermeté, La Fayette sauve la vie à un grand nombre de personnes que menacent les fureurs populaires et contient la faction du duc d'Orléans qui aspire à réorganiser les anciennes gardes françaises. Mais il ne peut empêcher le massacre de Foulon et de Berthier de Sauvigny le 22 juillet. Ce témoignage de son impuissance l'amène à présenter sa démission du commandement dont il est revêtu.
Le 26 juillet, il présente aux électeurs de Paris les nouvelles couleurs nationales, la cocarde tricolore.

#### Les journées des 5 et 6 octobre

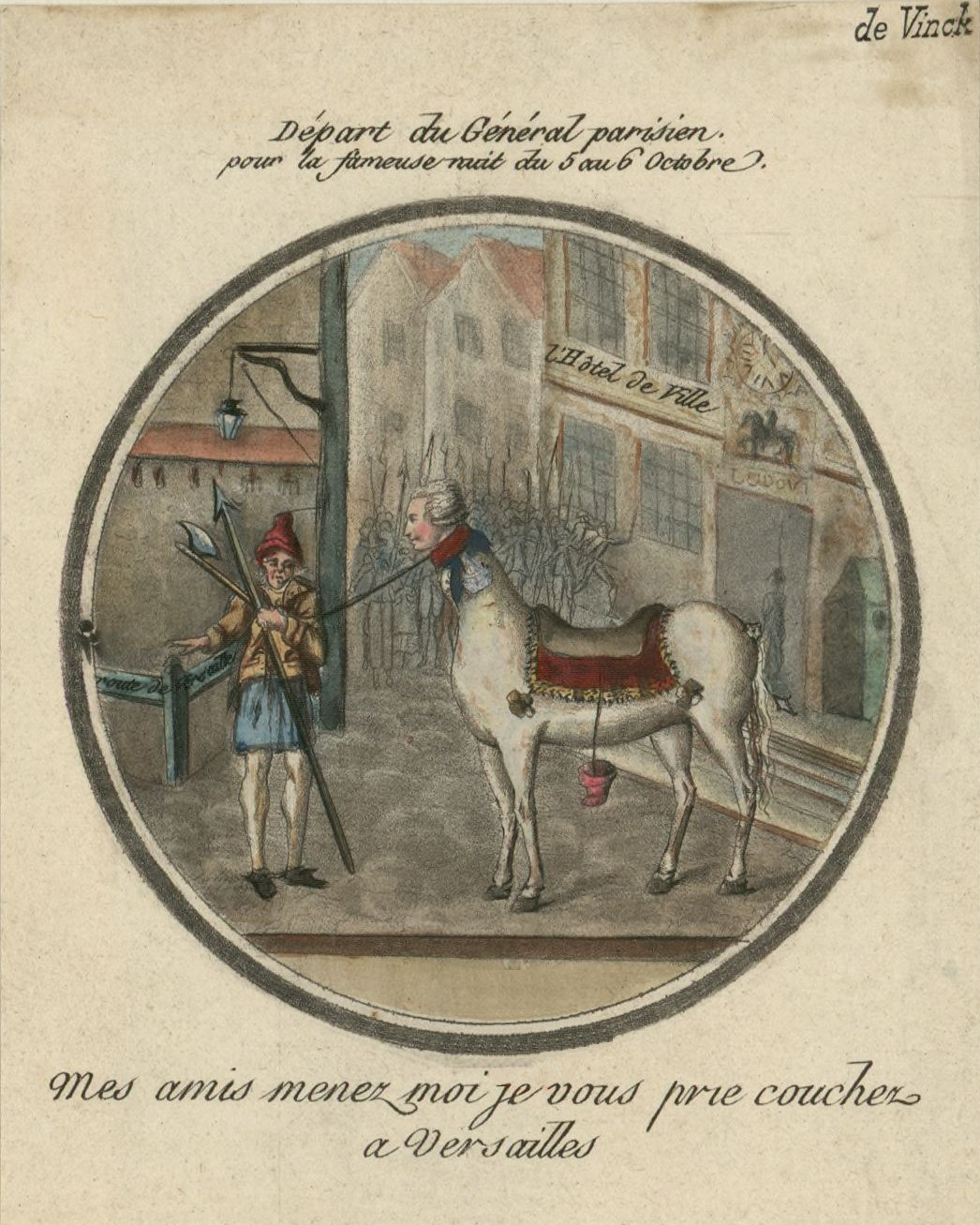
Départ du général parisien pour la fameuse nuit du 5 au 6 octobre 1789- - mes amis menez moi je vous prie coucher a Versailles.
Caricature anonyme moquant le sommeil de La Fayette durant les journées des 5 et 6 octobre 1789, accusation qui lui vaut le surnom de « général Morphée » attribué par Rivarol.

Des parisiennes et des parisiens vont à Versailles pour demander du pain à Louis XVI. La Garde nationale est en retard, de sorte que les manifestants envahissent le château et obtiennent une entrevue avec le roi.
Le 6, afin de mettre fin à la menace qui pèse sur la famille royale, il lui impose de venir s'établir à Paris (aux Tuileries). L'Assemblée nationale quitte aussi Versailles pour Paris.

#### La fin de l'année 1789
La Fayette demande le jury britannique, les droits civils pour les hommes de couleur, la suppression des ordres monastiques, l'abolition de la noblesse héréditaire, l'égalité des citoyens[réf. souhaitée].

### L'année 1790

#### La Fayette et le «droit à l'insurrection» (janvier-février 1790)
Les premiers jours de 1790 sont marqués par l'arrestation et le supplice du marquis de Favras, accusé de faire partie d'un complot contre-révolutionnaire bénéficiant du soutien du comte de Provence, frère du roi. Le discours que ce prince prononce alors à l'Hôtel de Ville, désavouant le marquis, suscite l'indignation de La Fayette et va devenir la cause d'une longue et forte inimitié entre Monsieur et lui.
C’est dans ce contexte que l'assemblée discute la loi sur les attroupements. Dans cette discussion, La Fayette fait entendre à la tribune une phrase devenue célèbre : « Pour la révolution, il a fallu des désordres, car l'ordre ancien n'était que servitude, et, dans ce cas, l'insurrection est le plus saint des devoirs ; mais pour la constitution, il faut que l'ordre nouveau s'affermisse, et que les lois soient respectées ». Le point de vue de La Fayette justifie les désordres de 1789, mais refuse toute légitimité aux désordres ultérieurs.
La Fayette, fidèle à cette époque à ce principe, se montre un adversaire résolu du désordre, malgré une certaine ambiguïté. Le 11 février 1790, par exemple, il fait arrêter 234 émeutiers.

#### Le rapprochement avec le roi
Dans les premiers mois de 1790, La Fayette devient clairement un élément modéré du processus révolutionnaire.
Après la promulgation de la constitution civile du clergé (12 juillet 1790), La Fayette, influencé par les idées américaines sur l'égalité des religions, protège le culte non assermenté, qui reste en usage dans sa famille.
Par ailleurs, il propose au roi le rappel de ses gardes du corps, licenciés après les événements d'octobre 1789. La reine s'y oppose de peur de mettre en péril la vie de ceux-ci. Le retour apparent de La Fayette aux idées monarchiques n'inspire en fait aucune confiance à Marie-Antoinette, bien qu'il s'efforce de la persuader en exprimant franchement son point de vue : « Si je croyais, lui dit-il, que la destruction de la royauté fût utile à mon pays, je ne balancerais pas ; car ce qu'on appelle les droits d'une famille au trône n'existe pas pour moi ; mais il m'est démontré que, dans les circonstances actuelles, l'abolition de la royauté constitutionnelle serait un malheur public ».

#### La fête de la Fédération (14 juillet 1790)

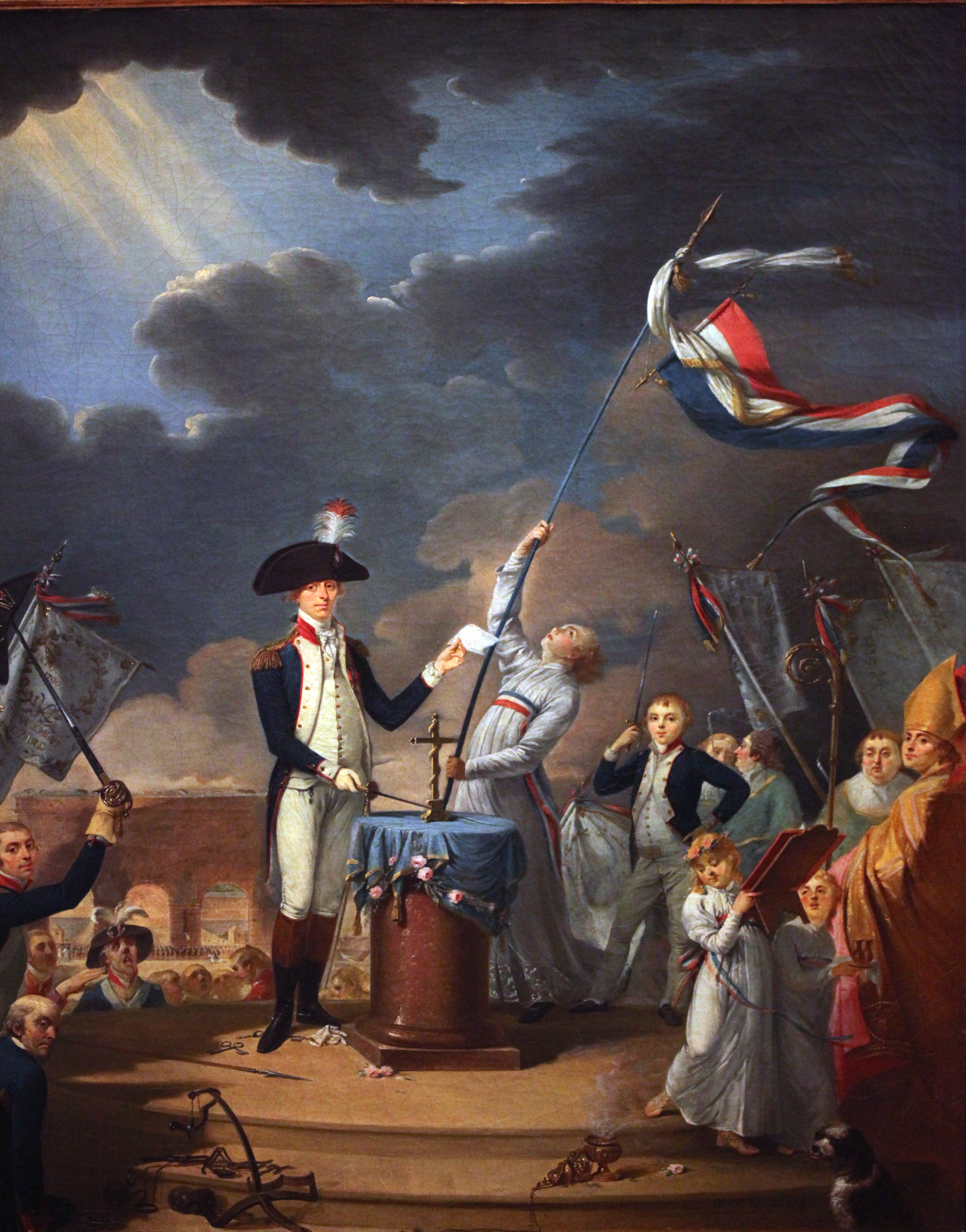
Serment de La Fayette le 14 juillet
(musée de la Révolution française).

La Fayette prend en charge l'organisation de la fête de la Fédération, qui symbolise la réconciliation du roi avec la nation. Lors des cérémonies, il apparaît avec éclat sur le cheval blanc qui lui sert dans ces circonstances, à la tête d'une députation de dix-huit mille gardes nationaux et entouré d'un état-major nombreux. Il encourage les acclamations adressées au roi, dont la chaleur ranime chez tous les amis du trône des espérances qui s'évanouiront rapidement.

#### Impopularité de La Fayette à la fin de l'année 1790
Le retour du duc d'Orléans en juillet 1790, après une mission diplomatique en Grande-Bretagne, renforce l'hostilité du parti jacobin aux constitutionnels et à La Fayette, que les clubs et les groupes populaires commencent à désigner par le nom de traître.
L'énergie avec laquelle La Fayette se prononce pour la répression des désordres liés à l'affaire de Nancy (août 1790), la révolte de trois régiments contre leurs officiers, entraîne une forte baisse de sa popularité.

### L'année 1791 jusqu'à la fin de la Constituante (30 septembre)

#### Les incidents de Vincennes et des Tuileries (28 février 1791)
Le 28 février 1791, un groupe de sans-culottes conduit par Antoine Joseph Santerre, meneur révolutionnaire du faubourg Saint-Antoine, attaque le château de Vincennes pour réaliser une nouvelle « prise de la Bastille ». Des destructions matérielles ont déjà eu lieu lorsque La Fayette arrive à la tête d'un détachement de grenadiers de la Garde nationale.
Il est accueilli aux cris de « À bas La Fayette ! », repris par plusieurs gardes nationaux. La Fayette ordonne aux perturbateurs de sortir des rangs[pas clair]. Puis, à la tête des grenadiers loyalistes, il attaque les émeutiers. Ceux-ci se replient vers le faubourg Saint-Antoine, où ils opposent une forte résistance[pas clair]. Les troupes de La Fayette finissent par l'emporter, et il peut revenir à Paris où la situation est tendue au palais des Tuileries.
En effet, estimant la famille royale menacée par l'émeute de Vincennes, des royalistes armés (les « chevaliers du poignard ») se sont rassemblés au Tuileries pour la protéger. Ils sont reçus avec empressement par la reine et Madame Elisabeth, ce qui suscite le mécontentement des gardes nationaux officiellement chargés de cette protection. Louis XVI ordonne alors aux royalistes de déposer les armes, ce qu'ils font avec résignation.
Lorsque La Fayette arrive aux Tuileries, il prend le parti des gardes nationaux, dont il est le commandant, et les laisse menacer et expulser[pas clair] les chevaliers du poignard.
Dans son ordre du jour du lendemain, le général condamne « le zèle très justement suspect qui a porté quelques hommes à oser se placer entre la Garde nationale et le roi » et ajoute que « le roi de la constitution ne devait et ne voulait être entouré que des soldats de la liberté ».

#### L'évolution politique de mars à juin 1791

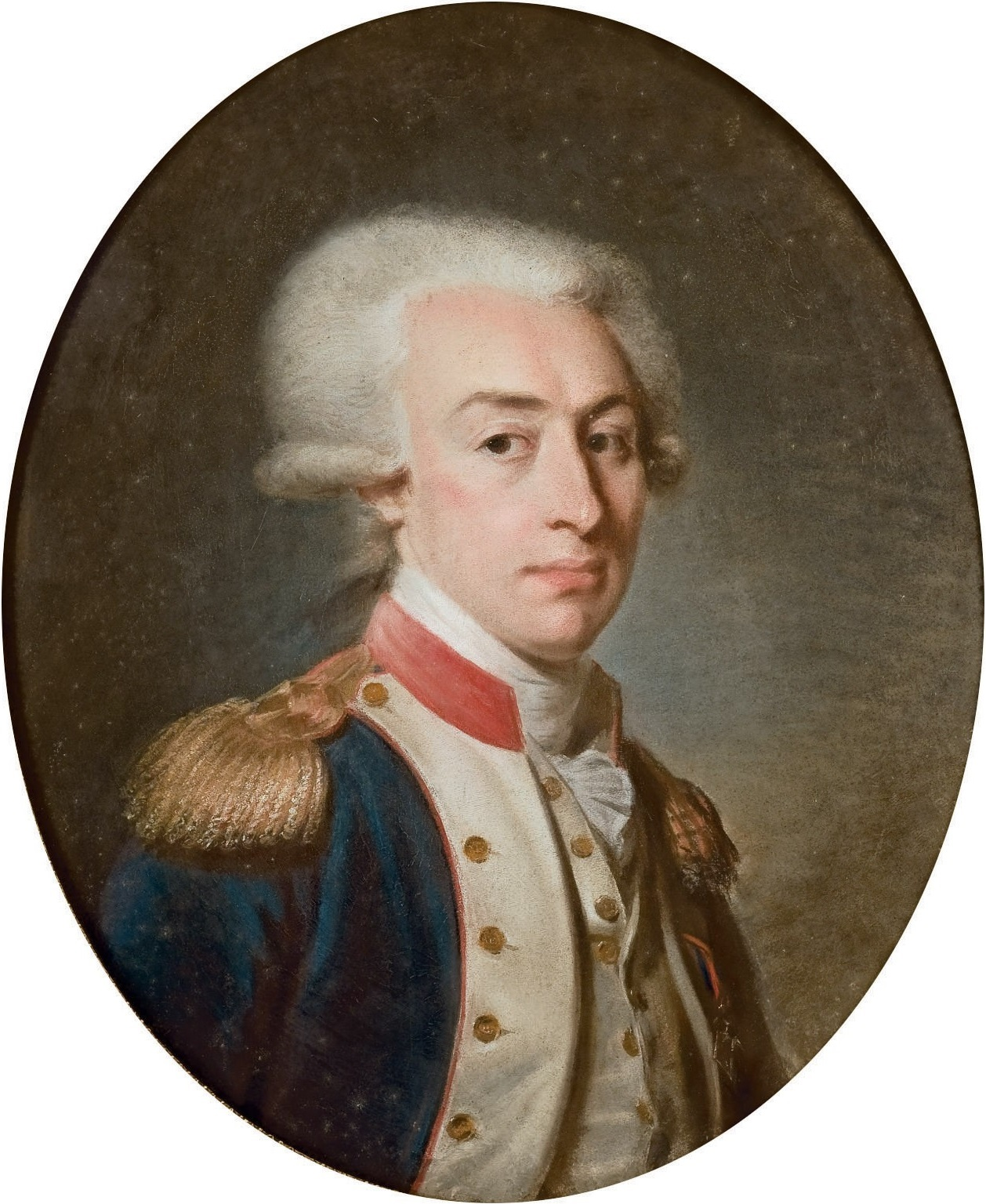
Portrait de La Fayette par Jean-Baptiste Weyler.

La situation politique se tend fortement à cette époque. L'émigration, commencée dès le 15 juillet 1789, continue de plus belle. Certains envisagent d'en appeler à une intervention étrangère. Le comte d'Artois, parti dès 1789, est à la tête de ces manœuvres contre-révolutionnaires.
La Fayette sert l'ordre constitutionnel établi, mais sans zèle envers le roi. La mort de Mirabeau, devenu partisan d'un pouvoir royal plus fort, survenue le 4 avril, porte un coup à la cause royale.
Le 18 avril, Louis XVI, qui a l'intention d'aller remplir à Saint-Cloud ses devoirs religieux, en est empêché par une foule de sans-culottes réunie en pensant que ce départ n'est qu'un début d'évasion. La Fayette ordonne à la Garde nationale d'ouvrir le passage au roi, mais il n’est pas obéi. Louis XVI, forcé de rentrer dans ses appartements, se plaint à l'Assemblée de la violence qui lui a été faite, mais en vain.
Du 11 au 15 mai, après l'annonce de la mort de Vincent Ogé, mulâtre de Saint-Domingue, et de ses compagnons, un débat a lieu à l'Assemblée sur les droits des hommes de couleur affranchis, qui restent discriminés par les assemblées coloniales dominées par les propriétaires blancs. Conformément à ses opinions de membre de la Société des amis des Noirs, La Fayette défend la cause des Noirs. À la suite du premier vote de l'Assemblée, le 12 mai, son nom est inscrit sur une liste établie par les milieux coloniaux esclavagistes, dénonçant les 276 députés « qui ont voté pour l'Angleterre dans l'affaire des colonies ».

#### Lafuite de Varenneset le retour à Paris (20-21 juin)

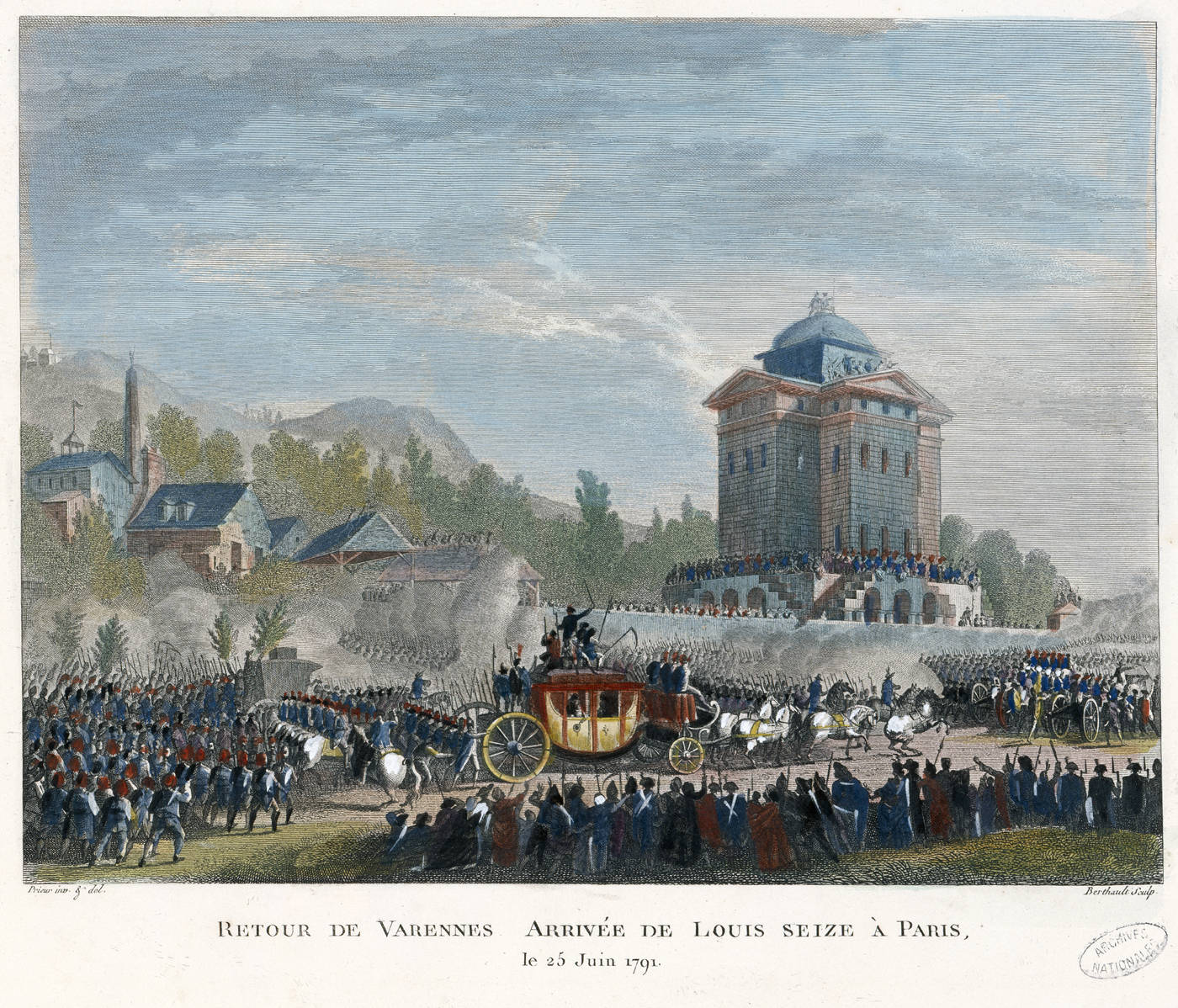
Retour de Varennes. Arrivée de Louis XVI à Paris, le 25 juin 1791 (Jean Duplessis-Bertaux d'après un dessin de Jean-Louis Prieur).

Lorsque la fuite du roi et de sa famille est connue à Paris le matin du 21 juin, La Fayette s'efforce de minimiser la gravité de la situation et répand le bruit qu'il s'agit d'un enlèvement de la famille royale. En fait, La Fayette, responsable de la protection et de la surveillance du roi, n'a jamais pris au sérieux l'idée d'une tentative de fuite. Le soir du 20 juin, il déclarait à Bailly, maire de Paris, que les Tuileries sont tellement bien gardées qu'« une souris n'en pourrait sortir ».
Le lendemain, l'exaspération populaire est très forte à l'encontre de La Fayette, qu'on accuse de connivence avec la cour. Pris à partie sur le chemin des Tuileries, il réussit à calmer ces dispositions menaçantes en s'avançant sans escorte au-devant de la foule qui occupe la place de Grève. Convoqué à l'assemblée, il se borne à confirmer les explications qu'a fournies son adjoint, Jean-Baptiste Gouvion, responsable de la garde du château la veille au soir.
Il demande discrètement au président de l'Assemblée, Alexandre de Beauharnais, et au maire de Paris si, selon leur opinion, l'arrestation du roi importe au salut de l'État. Devant leur réponse affirmative, il dépêche un aide de camp sur la route de Montmédy, présumant que le roi chercherait à y rejoindre le corps commandé par Bouillé.
Louis XVI, arrêté à Varennes après avoir été reconnu par le maître de poste de Sainte-Menehould, est ramené à Paris et réinstallé comme prisonnier aux Tuileries. Lorsque La Fayette se présente à lui avec respect, il trouve le roi très calme, et lui dit « Votre Majesté connaît mon attachement pour elle ; mais je ne lui ai pas laissé ignorer que si elle séparait sa cause de celle du peuple, je resterais du côté du peuple. Cela est vrai, répondit Louis XVI, vous avez suivi vos principes. Jusqu'à ces derniers temps, j'avais cru être dans un tourbillon de gens de votre opinion, dont vous m'entouriez à dessein ; j'ai bien reconnu dans ce voyage que je m'étais trompé, et que c'est aussi l'opinion de la France. — Votre Majesté, reprit La Fayette, a-t-elle quelques ordres à me donner ? — II me semble, répondit en souriant le monarque, que je suis plus à vos ordres que vous n'êtes aux miens. ».

#### Les suites de la fuite de Varennes (22 juin-13 juillet)
L'échec de la tentative de fuite entraîne un renforcement de la surveillance de la famille royale, dont La Fayette est toujours responsable.
Dans ses Mémoires, on lit qu'il s'est efforcé de concilier les devoirs de son ministère avec les égards dus aux captifs. On ne peut se dissimuler toutefois que la démarche de Louis XVI n'eût jeté une certaine irritation dans son esprit, et cette disposition ne demeura probablement pas étrangère à la rigueur des précautions qu'il employa pour couvrir sa responsabilité dans ces graves conjonctures.
Il se fit communiquer la liste des personnes que la cour désirait recevoir, et il assujettit tous les visiteurs à un minutieux contrôle. Il ne fit rendre à Louis XVI aucun des honneurs dus à la royauté, sous prétexte que ce prince, par son manifeste adressé à l'assemblée, avait abdiqué son droit constitutionnel pour réclamer le droit divin. Ces précautions furent excédées, comme il arrive toujours, par les agents placés sous les ordres du général, et la position de la famille royale devint de plus en plus intolérable. Moins libre que le dernier de ses sujets, le roi ne conservait que la faculté de se promener le matin dans les Tuileries, avant que le jardin fût ouvert au public.
Malgré tout, La Fayette conserve des sentiments monarchistes. Il appuie la motion de Barnave tendant à maintenir l'autorité royale de Louis XVI et il ajoute à cette occasion que ce prince est « le meilleur de sa famille et le meilleur des souverains de l'Europe ».
Accusé de « tyrannie envers le roi » par le marquis Louis de Bouillé, son cousin, dans une lettre menaçante adressée à l'assemblée, il se contente de répondre qu'« il est prêt à verser son sang » pour le gouvernement établi.
Le 13 juillet, François Muguet de Nanthou, rapporteur de l'enquête ouverte sur l'affaire de Varennes, conclut que ce voyage n'avait rien de coupable et que d'ailleurs le roi est protégé par son inviolabilité constitutionnelle.
Cette conclusion, qui rétablit Louis XVI de plein droit sur le trône, est accueillie par un décret de l'Assemblée qui suscite des protestations au club des Jacobins, et il est décidé qu'une pétition ayant pour objet le report de ce décret sera portée le dimanche au Champ de Mars, où chaque citoyen pourra la signer sur l'autel de la patrie.

#### La fusillade du Champ de Mars (17 juillet 1791)

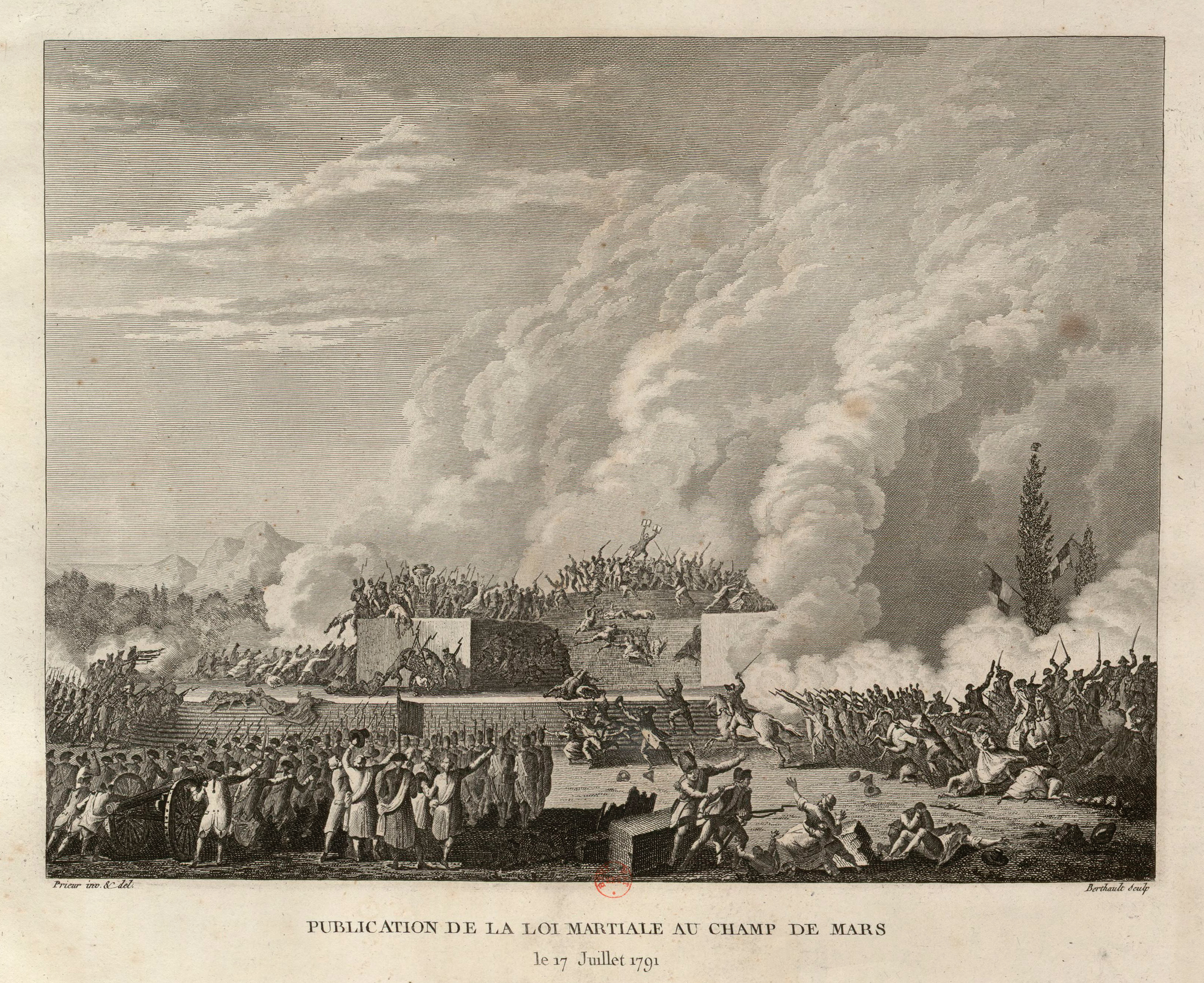
Publication de la loi martiale au Champ de Mars, le 17 juillet 1791. Estampe dessinée par Jean-Louis Prieur et gravée par Pierre-Gabriel Berthault,
Paris, BnF, département des estampes et de la photographie.

Le 17 juillet 1791 est la date prévue pour la réunion des patriotes au Champ-de-Mars afin de signer la pétition relative au pouvoir royal. Une foule considérable est effectivement présente aux lieu et jour indiqués.
Invité par l'Assemblée nationale à veiller à la répression de ces désordres, Bailly se rend au Champ-de-Mars, accompagné de plusieurs officiers municipaux et d'un détachement important de la Garde nationale sous le commandement de La Fayette. Bailly fait déployer le drapeau rouge et adresse les sommations légales aux manifestants, qui répondent par des jets de pierres ; un coup de feu est tiré sur le maire de Paris ou sur La Fayette.
Celui-ci fait tirer quelques coups en l'air. Mais cette sommation ne faisant qu'enhardir les perturbateurs, la Garde nationale ouvre le feu. Une centaine de manifestants tombent morts ou blessés. Quelques officiers voudraient employer l'artillerie. La Fayette s'y oppose avec force et pousse même résolument son cheval devant la bouche des canons. Les manifestants se dispersent tout de même.
Haï de la Cour, La Fayette l'est désormais aussi des révolutionnaires, qui mettent en doute sa sincérité patriotique. Il est surnommé « l'infâme Motier ».

#### Le club des Feuillants (18 juillet)

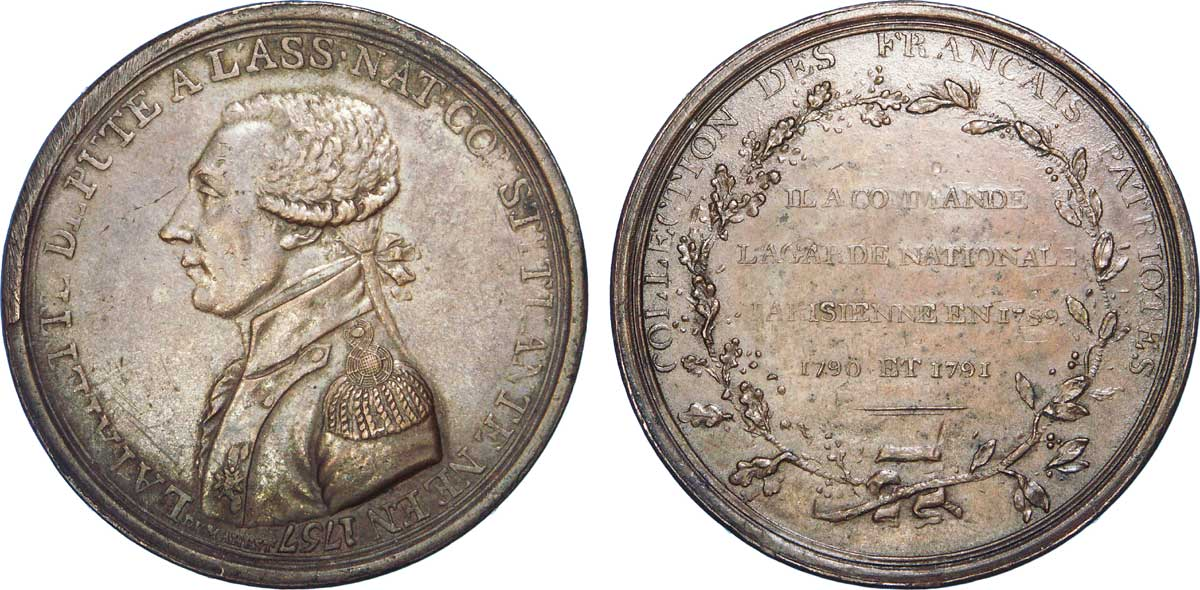
Médaille à l'effigie de Lafayette. Date : 1791. Description avers : Buste de Lafayette en uniforme à gauche.
Traduction avers : (Lafayette, député à l’Assemblée Nationale Constituante, né en 1757).

Il est créé le 18 juillet 1791 par un groupe de révolutionnaires devenus modérés (constitutionnels), notamment Antoine Barnave, Théodore de Lameth ou Charles-Malo de Lameth.
La Fayette est très proche de ce nouveau groupe politique.

#### La nouvelle constitution (septembre)
La constitution élaborée depuis le mois de juillet 1789 est achevée en septembre 1791 et sanctionnée par le roi le 13 septembre. La révolution semble terminée. La Fayette appuie et fait décréter la proposition d'une amnistie générale. C’est son dernier vote à l'Assemblée constituante, qui va être remplacée le 1er octobre par l'Assemblée législative.
Son commandement militaire lui paraît terminé du fait de l'acceptation de l'acte constitutionnel. Il fait donc supprimer l'emploi de colonel général de la Garde nationale.
Jacques Pierre Brissot, un des fondateurs de la Société des amis des Noirs en 1788, lui reproche d'avoir, le 24 septembre, trahi les mulâtres (libres et affranchis) en s'abstenant de venir à l'Assemblée, où son nouvel ami feuillant, Barnave, a fait révoquer les droits qu'ils avaient obtenus le 15 mai 1791.

### La période de l'Assemblée législative (1eroctobre 1791-été 1792)

#### La démission de la Garde nationale (octobre)
Le 8 octobre, il adresse à la milice citoyenne une lettre d'adieu, et remet ses pouvoirs au conseil général de la Commune de Paris. Quelques hommages honorent son retrait. La garde nationale de Paris lui offre une épée à garde d'or avec cette inscription : « À La Fayette, l'armée parisienne reconnaissante ». Une pétition adressée à l'Assemblée sollicite pour lui une indemnité proportionnée aux sacrifices qu'il s'est imposés, et la municipalité de Paris frappe une médaille en son honneur et lui fait présent d'une statue en marbre de Washington, œuvre du sculpteur Jean-Antoine Houdon, « afin, dit-elle, qu'il eût toujours sous les yeux celui qu'il avait si glorieusement imité ».
II se retire aussitôt à Chavaniac-Lafayette, d'où un grand nombre d'électeurs songeront plus tard à le rappeler, afin de remplacer Bailly comme maire de Paris. Mais c'est Pétion qui sera élu à une forte majorité, choix qui précipitera la défaite du parti constitutionnel.

#### L'armée du Centre (14 décembre 1791) et la guerre (avril-juillet 1792)
Cependant la guerre menace aux frontières du Nord et de l'Est, du fait des activités des émigrés.
Le 14 décembre 1791, trois armées sont constituées dans ce secteur. La Fayette, qui a été promu le 30 juin au grade de lieutenant général, est placé à la tête de l'armée du Centre, les deux autres étant placées sous le commandement de Luckner (armée du Nord) et de Rochambeau (armée du Rhin).
La Fayette part le 25 décembre pour Metz, où il établit son quartier général. Il introduit dans le service des améliorations utiles, rétablit la discipline, imagine le système des tirailleurs, organise l'artillerie légère, crée le corps des artilleurs à pied et organise celui des artilleurs à cheval.
La guerre ayant été déclarée en avril, il entre en campagne en se portant avec vingt-cinq mille hommes sur la rive droite de la Meuse, près de Givet, ayant son avant-garde d'environ trois mille hommes à quatre lieues de là, à Florennes, dans les bois au-delà de Philippeville. Cette dernière position est mal choisie. Les Autrichiens, qui occupent Mons avec des forces supérieures tombent un jour à l'improviste sur ce corps de troupes et le dispersent avant que La Fayette ait eu le temps d'être informé de cet engagement.
Quelques jours après, La Fayette prend une autre position dans le camp retranché de Maubeuge, ayant encore son avant-garde très loin de lui, dans les bois de Malplaquet et de la Glisuelle. Cette avant-garde est de nouveau surprise par le même corps autrichien parti de Mons à la faveur de la nuit. Le 1er bataillon de volontaires de la Côte-d'Or souffre beaucoup dans cette rencontre, qui coûte la vie au général Gouvion, aide de camp et ami de La Fayette. Le général survient, rétablit la situation et force l'ennemi à se replier en désordre sur la route de Mons.
La Fayette se retranche à Tesnières, sous Bavay, dans l'intention d'y tenir en échec le général autrichien Clairfayt, qui manœuvre pour se joindre à l'armée établie à Tournai.

#### La crise politique et la lettre de La Fayette à l'Assemblée législative (16 juin 1792)
Cependant les événements de Paris attirent l'attention de La Fayette. L'édifice constitutionnel s'affaiblit du fait des affrontements entre les différents partis. La Fayette espère que l'exposition de ses idées sur cette situation pourra produire des effets utiles. Voyant que la vie du couple royal est chaque jour de plus en plus menacée, il envisage d'utiliser son armée pour rétablir une véritable monarchie constitutionnelle.
Le 16 juin, il écrit de son camp de Maubeuge une longue lettre à l'Assemblée législative, dans laquelle il dénonce avec énergie la faction jacobine comme responsable de tous les désordres dont souffre le pays. Il s'applique ensuite à prévenir toute inculpation personnelle en parlant favorablement de lui-même, de son intervention dans la guerre d'Indépendance américaine, de son zèle à défendre la liberté et la souveraineté des peuples et rappelle la Déclaration des droits dont il a été le promoteur. Il adjure enfin l'assemblée de rétablir l'égalité civile et la liberté religieuse sur leurs véritables bases, de faire respecter l'intégrité du pouvoir royal et d'anéantir le régime des clubs et des sociétés secrètes. La lecture de cette lettre, dont La Fayette a adressé une copie au roi, provoque dans l'assemblée de vives réactions.
Cette lettre est mal reçue de la majorité. La droite seule l'approuve et en demande l'impression. Les Girondins, par la voix de Vergniaud et de Guadet, s'efforcent d'alarmer leurs collègues sur les dangers que font courir à la liberté de pareilles remontrances, adressées à une assemblée délibérante par un chef militaire. Ils émettent des réserves sur l'authenticité de la signature. Ils demandent que la lettre soit renvoyée à un comité, afin que l'assemblée « puisse venger le général du lâche qui a osé se couvrir de son nom ». Cette proposition est adoptée et quelques voix réclament sans succès l'envoi de ce manifeste aux départements. Mais peu de jours après, soixante-quinze administrations départementales adhèrent formellement aux considérations développées par La Fayette.
La Fayette apprend le mauvais effet de son message en même temps que les événements du 20 juin. Il ne peut marcher sur Paris, son armée stationnée à Pont-sur-Sambre refuse de le suivre, notamment par l’opposition de Gobert.

#### La journée du 20 juin et la venue de La Fayette à Paris (28 juin)
Lors de cette journée du 20 juin 1792, la Garde nationale est absente des Tuileries, laissant les émeutiers aborder le roi en tête-à-tête.
Plusieurs amis de La Fayette, notamment Dupont de Nemours, l'informent que cette journée a produit dans le public un sentiment de réaction assez vif pour que sa présence à Paris puisse lui imprimer une impulsion décisive. La Fayette n'hésite pas.
Malgré les avis timorés de Luckner, La Fayette quitte aussitôt son armée et le 28, il est à la barre de l'Assemblée. Il reconnaît être l'auteur de la lettre qui a été lue en son nom, et déclare qu'il a été chargé par tous les corps de son armée de mettre fin aux insultes envers le roi et de demander la destruction de la faction des jacobins.
L'allocution de La Fayette est accueillie avec enthousiasme par la droite et par un morne silence à gauche. Guadet, prenant le ton de l'ironie, attribue la présence du général à la disparition des ennemis extérieurs ; puis il blâme sa démarche comme une infraction à la discipline militaire et une désobéissance à la constitution. Il fait échouer les efforts du général. Ramond prend la défense de La Fayette, mais une majorité de cent voix fait adopter l'ordre du jour.
En quittant l'Assemblée, La Fayette se rend chez le roi, qui l'accueille avec bienveillance, mais avec réserve. Madame Elisabeth, présente à cette entrevue, conseille à son frère de s'en remettre à lui ; mais la reine s'est déjà prononcée contre toute tentative d'évasion à laquelle le général pourrait prendre part ; elle déclare qu'elle aime mieux mourir que de lui devoir sa délivrance.
L'indécision de Louis XVI et la répugnance de la reine font avorter ce projet. La Fayette quitte ensuite Paris pour rejoindre son armée. Il est brûlé en effigie dans les rues de Paris. C’est la fin de la popularité qui avait pris naissance sur les ruines de la Bastille. Sa démarche n'a rendu au pouvoir exécutif qu'une vigueur passagère : le maire de Paris et le procureur de la commune sont suspendus pour leur conduite du 20 juin ; mais l'Assemblée annule rapidement cette sanction.
À son retour à l'armée, La Fayette veut tenter un dernier effort ; il pense qu'une victoire pourrait changer l'état des esprits, et fait proposer à Luckner, par le colonel Bureau de Pusy, d'attaquer les Autrichiens à Jemappes ; mais le maréchal s'y refuse formellement.

#### L'armée du Nord (12 juillet 1792)
Il est alors appelé au commandement de l'armée du Nord, en remplacement de Luckner. Il porte son quartier général à Cerfontaine, à Longwy, puis à Sedan. Voulant se porter de Metz sur Namur, il apprend à Dinant la défaite des deux corps de Dillon et de Biron, et se hâte d'opérer sa retraite.

#### Les accusations contre La Fayette (juillet-août)

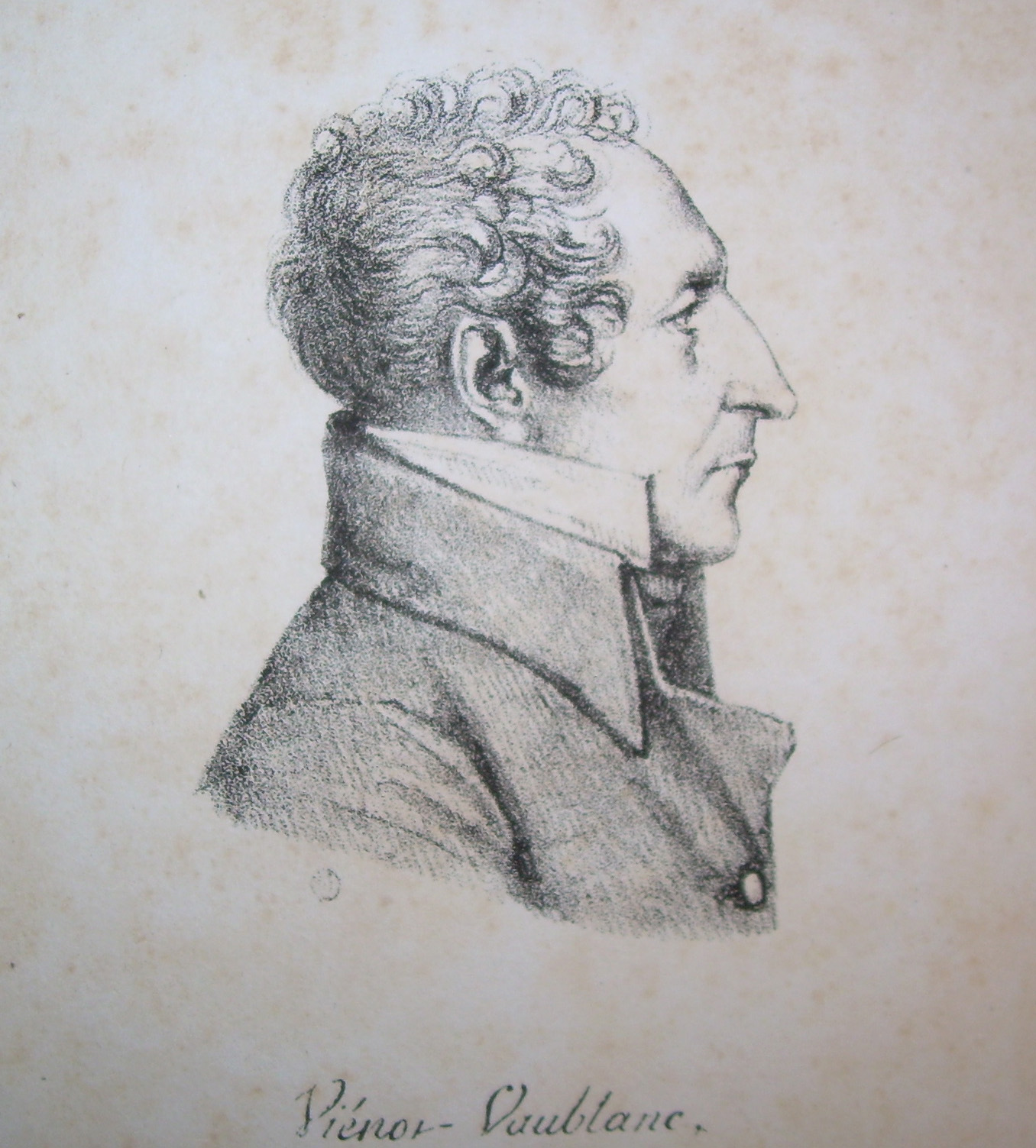
Le député Vincent-Marie Viénot de Vaublanc, qui fut l'un de ceux qui défendit La Fayette à l'Assemblée législative en août 1792.

Les jacobins lui suscitent à l'armée mille tracasseries de détail, lui refusent les renforts dont il a besoin, interceptent ou dénaturent ses dépêches, circonscrivent son commandement, et appellent Luckner, plutôt que lui, à la fête de la fédération du 14 juillet.
À Paris, ses ennemis sont actifs. Il s'écoule peu de jours avant qu'il ne soit dénoncé à la barre de l'assemblée comme un citoyen rebelle, comme un nouveau Cromwell, qui aspire à substituer le despotisme militaire au régime légal et à renverser la constitution. Ces dénonciations sont approuvées par les députés Vergniaud et Delaunay qui prononcent l'un et l'autre de longs discours sur les dangers de la patrie.
Ces accusations vagues se compliquent du fait d'un incident qui aurait pu devenir fatal à La Fayette. Jean-Baptiste Gobel, évêque constitutionnel de Paris, recevant Luckner à dîner chez lui, obtient de ce vieil homme en présence de six députés jacobins, l'aveu que La Fayette lui a fait proposer par Jean-Xavier Bureau de Pusy, de marcher avec leurs corps d'armée contre l'Assemblée nationale.
Cette intrigue échoue à cause des dénégations écrites de Luckner, et surtout grâce à un démenti formel de Bureau de Pusy, qui s'explique à la barre de l'Assemblée avec beaucoup de précision et d'énergie. Durant la séance du 6 août, Jean Antoine Debry, membre de la commission à laquelle a été confié l'examen de la conduite du général, conclut à sa mise en accusation ; cette proposition, soutenue par Jacques Pierre Brissot, est combattue avec force par Vienot-Vaublanc et de Quatremère de Quincy, et repoussée par 406 voix contre 224.
En sortant de la séance, les députés favorables au général sont assaillis et menacés de mort, et ne doivent leur salut qu'à la protection de la Garde nationale. Hippolyte Taine commente cet épisode en ces termes : « Quant au principal défenseur de La Fayette, M. de Vaublanc, assailli trois fois, il eut la précaution de ne pas rentrer chez lui ; mais des furieux investissent sa maison en criant que « quatre-vingt citoyens doivent périr de leur main, et lui le premier » ; douze hommes montent à son appartement, y fouillent partout, recommencent la perquisition dans les maisons voisines, et, ne pouvant l'empoigner lui-même, cherchent sa famille ; on l'avertit que s'il rentre à son domicile, il sera massacré ».

#### Les réactions de La Fayette après la journée du 10 août
Galiot Mandat de Grancey qui le remplace à la tête de la Garde nationale est assassiné le 10 août.
À la nouvelle de ces événements, le premier soin de La Fayette est de se rendre au directoire du département des Ardennes, le corps constitué le plus proche ; il lui déclare son refus de reconnaître le nouveau gouvernement et une Assemblée évidemment opprimée par la faction qui domine à Paris. Il adresse une lettre, le 16 août, au quartier-général du camp retranché de Sedan où il annonce l'envoi de M. de Langlois, son aide de camp, lieutenant-colonel, chargé de prendre leurs ordres et de donner tous les renseignements .
Il adresse ensuite aux troupes une proclamation énergique et tente d'organiser, entre plusieurs départements de l'est, une fédération dans le but de résister aux jacobins. Il fait arrêter trois commissaires envoyés à son armée par l'Assemblée.
Mais le duc de Brunswick ayant alors commencé son invasion en France, cette entreprise ne peut pas avoir de suite, d'autant plus que ses compagnons d'armes ne le suivent pas : Rochambeau se démet de son commandement, Luckner hésite ; le général Biron, ami du duc d'Orléans, soutient les jacobins, et Dillon traite avec Dumouriez, au lieu de punir sa désobéissance aux ordres de Luckner, qui lui avait demandé de venir le rejoindre.
Ces défections successives rendent la situation de La Fayette critique.

#### La Fayette déclaré «traître à la nation» et émigration (19 août)

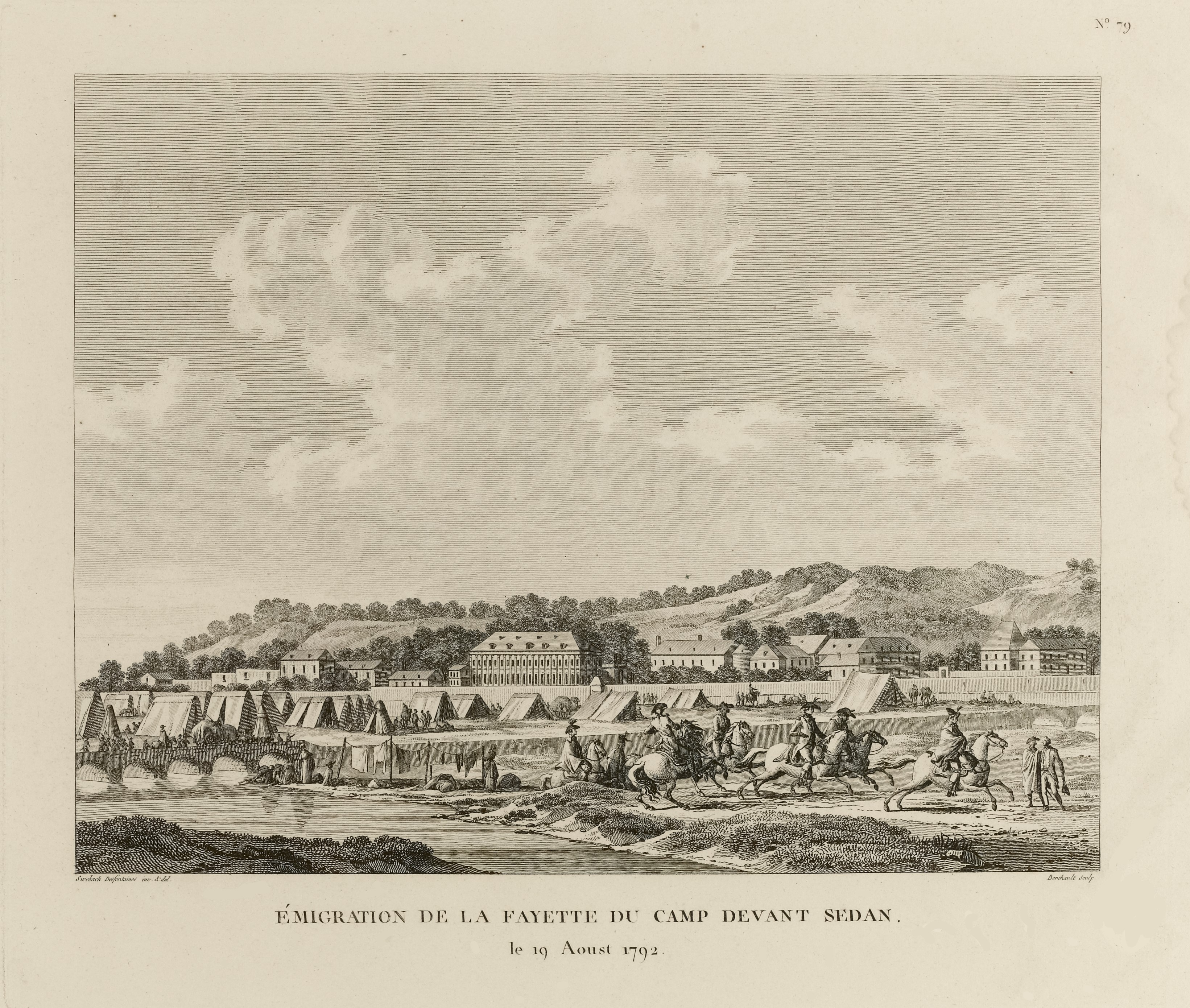
Émigration de La Fayette du camp devant Sedan, le 19 août 1792, Tableaux historiques de la Révolution française, eau-forte de Berthault d'après Swebach-Desfontaines, Paris, musée Carnavalet, 1792.

Le 19 août 1792 il est déclaré traître à la nation. L'assemblée, dans sa séance du 19 août, le décrète d'accusation et le directoire de Sedan ordonne son arrestation.
Il a un moment la pensée d'aller se présenter en personne à ses accusateurs ; mais cette démarche lui paraît trop dangereuse. Réduit par l'infériorité et l'abandon de ses troupes à l'impuissance, il cherche désormais un exil à l'étranger.
Après quelques précautions destinées à garantir son armée, il part secrètement de Sedan dans la nuit du 19 août, avec César de Latour-Maubourg, Alexandre de Lameth, Bureau de Pusy, de Langlois son aide de camp et quelques autres officiers, et se dirige vers la forêt des Ardennes, sous prétexte de faire une reconnaissance.
Il veut alors passer en pays neutre, dans la principauté de Liège.

### La captivité (1792-1797) et l'exil (1797-1800)
La Fayette passe les lignes autrichiennes, où il est reconnu. Refusant toute coopération avec l'ennemi, il est mis en état d'arrestation.
Il est ensuite incarcéré, d'abord dans des forteresses prussiennes (1792-1795), puis dans des forteresses autrichiennes, notamment celle d'Olmütz, où son épouse, qui a échappé à la Terreur, le rejoint (1795-1797).
Il est libéré à la suite du traité de Campo-Formio (17 octobre 1797) entre l'Autriche et le général Bonaparte, mais ne peut rentrer en France. Il s'installe alors à Utrecht (République batave).

#### L'arrestation de La Fayette par les Autrichiens (août 1792)
Jean-Xavier Bureau de Pusy est envoyé à Rochefort[réf. nécessaire] (Pays-Bas autrichiens) pour demander le passage « en faveur d'officiers forcés de quitter l'armée française », ce qui est accordé. Arrivé à Rochefort, La Fayette est reconnu. Informé de cette capture inespérée, le feld-maréchal Johann von Moitelle, qui commande à Namur, y fait amener les fugitifs sous bonne garde.
La Fayette, informé que le prince Charles-Louis d'Autriche-Teschen va venir de Bruxelles pour le consulter sur l'état intérieur de la France, il répond « qu'il ne supposait pas que personne lui adressât des questions auxquelles il ne jugerait pas convenable de répondre ». Un ordre ayant prescrit au général autrichien Chasteler de s'emparer du trésor de l'armée, qu'on suppose aux mains de La Fayette : « Sans doute, dit celui-ci, Leurs Altesses Impériales, à ma place, l'eussent emporté ».
La Fayette ayant demandé un passeport, c'est-à-dire la possibilité de voyager librement, le duc de Saxe-Teschen, oncle de l'empereur, lui répond que « puisque le chef de l'insurrection française était tombé entre les mains des princes alliés, on le garderait jusqu'à ce que son souverain, dans sa clémence ou dans sa justice, eût décidé de son sort ».
La Fayette, Lameth, Latour-Maubourg et Bureau de Pusy sont ensuite conduits au château de Luxembourg. Avant son départ, La Fayette dicte à son aide de camp Jean Louis Romeuf, une déclaration destinée à être rendue publique au cas où il mourrait en captivité. Il écrit en conclusion : « L'aristocratie et le despotisme sont frappés à mort, et mon sang, criant vengeance, donnera à la liberté de nouveaux défenseurs »,.
L'émigration de La Fayette entraîne des représailles en France : ses biens sont confisqués. La Commune de Paris (issue de l'insurrection du 10 août) fait briser par le bourreau le coin de la médaille frappée en son honneur. Ses proches sont inquiétés.

#### La captivité d'août 1792 à octobre 1794
Quelques jours après leur arrestation, les prisonniers sont remis à la garde des autorités prussiennes dans la citadelle de Wesel, en dépit des interventions des États-Unis et de l'épouse de La Fayette.
Il est accueilli à la citadelle par le colonel Friedrich August Albrecht von Tschirschky, remplaçant le général Romberg juste décédé. Quand on amène La Fayette, Tschirschky lui fait visiter la caserne entourée de palissades, et, quoique ne parlant pas français, lui dit : « Bastille ! Bastille ! ».
La Fayette tombe malade. On lui promet alors d'adoucir sa captivité s'il veut bien donner des informations contre la France. Ayant répondu avec mépris à cette proposition, il est jeté sur une charrette et transféré à Magdebourg, où il passe un an dans un appartement souterrain et humide et réduit à recourir à un cure-dent trempé dans de la suie délayée pour correspondre secrètement avec quelques amis[réf. souhaitée].
Transféré à Neisse, en Silésie, il y est traité un peu moins rigoureusement.

#### La famille de La Fayette victime de la répression (septembre 1792-juillet 1794)
La marquise de La Fayette est arrêtée sur ses terres au mois de septembre 1792, puis relâchée sur l'ordre de Brissot à qui elle s'est plainte de cet acte de rigueur. Elle est cependant assignée à résidence dans son château de Chavaniac.
Elle est de nouveau incarcérée au printemps 1794, au plus fort de la Terreur, d'abord à Brioude, puis à Paris (ordre du 27 mai 1794). Durant la Terreur (septembre 1793-juillet 1794), plusieurs membres de la famille meurent sur l'échafaud : la maréchale de Noailles, sa grand-mère, la duchesse d'Ayen, sa mère, et la vicomtesse de Noailles, sa sœur.
Elle-même échappe au procès devant le Tribunal révolutionnaire et à une probable condamnation à mort, mais reste un moment en prison après la chute de Robespierre (27 juillet 1794/9 thermidor an II), sous le gouvernement des Thermidoriens.

#### Conséquences d'une tentative d'évasion (octobre 1794-avril 1795)
La Fayette subit une aggravation de ses conditions de détention à la suite d'une tentative d'évasion au mois d'octobre 1794, de concert avec le docteur Bollemann et un jeune Américain nommé Huger, qui se sont dévoués à ses intérêts.
Le droit de se promener autour de la citadelle lui est retiré ainsi qu'aux deux autres prisonniers.
Le caractère de La Fayette ne se dément point devant ces longues et pénibles épreuves. Une seule préoccupation domine dans tous les rapports qu'il peut entretenir au-dehors, celle du tort que pourront faire à la cause de la liberté les persécutions qu'il a souffertes au sein de sa patrie. Il s'applique dans ce but, avec une pieuse sollicitude, à atténuer ses propres griefs ; il ne veut pas que l'offense d'un obscur citoyen nuise au succès de tout un principe. Il conserve, sans ostentation, sans amertume, sous les verrous d'Olomouc, l'intrépidité de sa foi politique et de son dévouement aux intérêts de la liberté. Une circonstance douloureuse a troublé cependant cette foi si bien affermie : en apprenant la mort de son ami Louis Alexandre de La Rochefoucauld en 1792, au moment des massacres de Septembre, La Fayette écrit que, sans cesser de regarder comme sacrée la cause du peuple, « le charme est détruit. ».

#### La fin de la captivité: Olomouc (1795-1797)
Au mois de mai 1795, par suite du traité de paix conclu à Bâle entre la France et la Prusse, La Fayette, Bureau de Pusy et Latour-Maubourg sont rendus aux Autrichiens et conduits dans la forteresse d'Olomouc en Moravie, où ils sont séparés et privés de toute communication avec le dehors. Il y subit toutes sortes de brimades pendant deux ans.
Mme de La Fayette retrouve la liberté le 21 janvier 1795. Elle réussit ensuite à se rendre à Vienne, où elle est autorisée, ainsi que ses deux filles, à partager la captivité de son époux à Olomouc. Elle restera là jusqu'à la libération de son mari malgré de graves ennuis de santé.
La Fayette va bénéficier des victoires de l'armée d'Italie en 1796-1797, qui aboutissent au traité franco-autrichien de Leoben (17 avril 1797). Les généraux Bonaparte et Clarke exigent la mise en liberté des trois captifs au moment de la signature du traité de Campo-Formio (19 septembre 1797). Le Directoire interdit cependant à La Fayette de rentrer en France.
Après cinq mois de pourparlers, La Fayette et ses deux compagnons sont libérés, promettant de quitter dans les douze jours suivants les États de l'empereur. Ils se rendent alors à Hambourg, d'où ils adressent leurs remerciements au général Bonaparte.

#### L'exil en Hollande (1799-1800)
La Fayette passe ensuite sur le territoire de la République batave où il est bien accueilli. Il se fixe quelque temps à Utrecht, attendant avec impatience l'occasion de rentrer en France où un groupe dirigé par l'ancien député à la Constituante Emmanuel-Joseph Sieyès agit en sa faveur.
C’est là qu'il apprend le débarquement de Napoléon Bonaparte, revenant de la campagne d'Égypte, à Fréjus (octobre 1799) et son retour à Paris, peu avant le coup d'État du 18 Brumaire (9 novembre).
La Fayette écrit à Bonaparte pour le complimenter ; mais cette démarche n'amène aucun résultat.
Napoléon, sans l'avoir rencontré, lui est hostile et lui interdit de s'installer à Paris.

### La période napoléonienne (1800-1815)

#### Le retour en France (1800-1802)
En 1800, La Fayette informe le Premier Consul qu'il ne voit pas de raison de prolonger son exil et qu'il va rentrer en France. Bonaparte est irrité par cette annonce. Lorsque, le 8 février 1800, Fontanes prononce un éloge de Washington aux Invalides, par ordre du Premier Consul, il ne cite jamais le nom de La Fayette.
Celui-ci ne reste pas à Paris, mais se retire dans son château de La Grange-Bléneau à Courpalay (Seine-et-Marne), propriété que sa femme a héritée de sa mère. Cette attitude prudente calme peu à peu les dispositions ombrageuses du Premier Consul, d'autant plus que La Fayette se lie d'amitié avec Joseph Bonaparte. Il se voit accorder quelques faveurs : il est rayé de la liste des émigrés et bénéficie d'une pension de retraite de 6 000 francs, tandis que son fils, Georges Washington, devient officier dans un régiment de hussards. Il est aussi nommé membre du conseil général de la Haute-Loire.

#### Relations avec le Premier Consul (1802-1804)
Bonaparte et La Fayette se rencontrent peu après la bataille de Marengo. À son retour de Marengo, Bonaparte reçoit le général avec bienveillance. « Vous avez-dû, dit-il à La Fayette, trouver les Français bien refroidis pour la liberté ; les boutiquiers de Paris n'en veulent plus. » Le général répondit que les Français étaient encore en état de la recevoir et qu'ils l'attendaient de lui.
La Fayette refuse la dignité de sénateur qui lui est proposée par Talleyrand et Cabanis, en ajoutant que, le lendemain de sa promotion, il se verrait obligé de dénoncer le Premier Consul et son administration. Il refuse aussi la légation française aux États-Unis, se considérant, dit-il, comme « trop Américain pour y jouer le rôle d'étranger ». Malgré ces refus, Bonaparte reste bienveillant envers La Fayette. Quelqu'un ayant accusé celui-ci, en présence du Premier Consul, de comploter contre le gouvernement : « Laissez donc, répondit celui-ci, il n'en dira pas plus qu'il ne m'en a dit à moi-même ! ».
Lors du plébiscite sur le consulat à vie, La Fayette déclare qu'il ne l'approuvera pas tant que la liberté publique ne sera point garantie. Il développe cette opinion d'opposition au consulat dans une lettre le 20 mai qui va interrompre les relations entre ces deux hommes.
En 1804, La Fayette s'élève avec énergie contre l'exécution du duc d'Enghien. Par la suite, il refuse d'entrer au Sénat et ne cache pas son hostilité au régime.

#### La période impériale (1804-1814)
Le passage du Consulat à l'Empire, auquel il est opposé, pousse La Fayette à une vie encore plus retirée. Il s'abstient de toute participation, même indirecte, aux affaires publiques. Il s'adonne à l'agriculture dans son domaine de la Brie.
À l'époque de la création de la Légion d'honneur, l'empereur lui fait proposer par le comte de Ségur, son parent, d'être un des dignitaires de l'ordre ; mais La Fayette refuse et par la suite ne sera plus sollicité à ce sujet. Son isolement finit par indisposer Napoléon ; après la bataille d'Ulm (octobre 1805), l'empereur lui-même empêche l'avancement que Georges de La Fayette, lieutenant de hussards, serait en droit d'obtenir.
La Fayette ayant fait une chute grave sur la glace, cela suscite un peu d'intérêt dans l'opinion publique et ses ennemis disent que le héros des deux mondes, supportant mal son isolement, n'a trouvé que ce moyen pour faire parler de lui. On le sollicite alors vivement pour repartir en voyage en Amérique, mais il refuse de crainte que le gouvernement impérial ne mette obstacle à son retour. Il est vrai que Napoléon dit un jour au conseil d'État : « Tout le monde en France est corrigé, excepté La Fayette : vous le voyez tranquille, eh bien ! je vous dis, moi, qu'il est prêt à recommencer ».

#### Un ralliement limité aux Bourbons (avril 1814-mars 1815)
En 1814, il se rallie aux Bourbons et participe aux côtés de Fouché à la déchéance de l'Empereur. Il nous apprend lui-même dans ses Mémoires qu'il a vu avec plaisir arriver la Restauration et le retour de princes qui avaient été ses compagnons d'enfance ou de jeunesse. Cédant à l'entraînement universel, il se présente aux Tuileries avec son uniforme de général et la cocarde blanche et y est bien accueilli.
Cependant, cette visite est la seule qu'il ait rendue aux frères de Louis XVI. L'esprit général du nouveau gouvernement et les attaques semi-officielles dirigées contre lui réveillent ses anciens ressentiments. À cette époque, La Fayette a plusieurs entretiens avec le tsar de Russie, Alexandre I, alors d'esprit assez libéral, qui se plaint ouvertement à lui du manque de libéralisme de cette dynastie dont il a permis le retour en France[réf. souhaitée].

### LesCent Jours(mars-juin 1815)
Très réservé lors du retour de Napoléon de l'île d'Elbe, La Fayette se présente aux élections du 10 mai 1815 et est de nouveau élu député de la Seine-et-Marne. Il intervient peu jusqu'à la bataille de Waterloo, mais joue après la défaite de l'empereur un rôle important dans sa seconde abdication, en liaison avec Joseph Fouché.

#### Le retour de Napoléon et le problème du ralliement
Malgré le peu de sympathie que la famille royale inspire à La Fayette, il assiste avec effroi au retour de Napoléon en mars 1815, qui remet en question la paix européenne rétablie depuis quelques mois. Quelques royalistes étant venus lui demander si les Bourbons pouvaient compter sur son dévouement, il répond affirmativement : ne doutant pas, dit-il, qu'à la faveur d'une opposition bien dirigée, on ne puisse tirer meilleur parti de Louis XVIII que de celui qu'il regarde depuis longtemps comme le plus redoutable ennemi de la liberté.
Au cours d'une réunion chez Lainé sur le parti le plus convenable à prendre dans ces circonstances, il propose de mettre le duc d'Orléans à la tête de l'armée et de réunir tous les membres survivants des assemblées nationales depuis 1789, afin d'opposer une grande force morale à Napoléon. Cet avis reste sans écho. La Fayette demeure trois jours à Paris avant de revenir dans son château de La Grange.
Napoléon est arrivé à Paris sans grandes difficultés, ayant obtenu nombre de ralliements. Benjamin Constant, récemment très hostile au régime impérial, accepte de devenir conseiller d'État. Son exemple et ses exhortations ne persuadent point La Fayette : « Dans ce peu de jours et au milieu de ses brillantes promesses, lui dit-il, Napoléon a déjà cent fois plus violé les libertés publiques que les Bourbons dans leurs dix mois de règne ». II repousse aussi les ouvertures de Joseph Bonaparte, en ajoutant qu'il ne pouvait voir dans Napoléon « qu'un soldat venu de corps de garde en corps de garde jusqu'aux Tuileries », et refuse toute entrevue avec lui. Cependant, il promet de concourir à repousser les armées étrangères, à la même condition qu'il a imposée aux Bourbons : la réunion d'une chambre de représentants librement convoquée et largement élue.

#### Député dans la Chambre du 10 mai
Président du collège électoral de Seine-et-Marne et élu député de ce département le 10 mai 1815, il est incité à revenir sur le devant de la scène politique. Il est élu par un grand nombre de voix à la vice-présidence de la chambre des députés et il fait donc partie de la délégation chargée de recevoir Napoléon lorsqu'il vient en personne ouvrir sa courte session. Mais rien ne sort d'un entretien sans grand intérêt.
La Fayette ne prend pour ainsi dire aucune part aux débats de la chambre des Cent-Jours.

#### Après Waterloo: la séance du 21 juin
Après la défaite de Waterloo, Napoléon reparaît au milieu de rumeurs de dissolution et de dictature militaire. La Fayette monte à la tribune lors de la séance du 21 juin : « Pour la première fois depuis bien des années, j'élève une voix que les vrais amis de la liberté reconnaîtront ». Appelé à « parler des dangers de la patrie » à sauver, il juge le temps venu de se rallier « autour du vieil étendard tricolore ; « c'est celui-là seul que nous avons à défendre contre les prétentions étrangères et contre les tentatives intérieures ». « Vétéran de cette cause sacrée, qui fut toujours étranger à l'esprit de faction », il soumet à la chambre, sous les applaudissements, une résolution de 5 articles dont 4 sont adoptés :
- Déclaration que l'indépendance nationale est menacée ;
- Constitution en permanence de la chambre, qui regardera toute tentative de dissolution comme un acte de haute trahison ;
- Proclamation du mérite de la patrie en faveur des armées de ligne et des gardes nationales au combat ;
- Plein pouvoir au ministre de l'Intérieur sur l'État-major et la garde nationale parisienne, pour défendre la capitale d'éventuelles exactions propres aux situations de crise (cet article est écarté) ;
- Mandatement des ministres à la barre pour y rendre compte de la situation de la France[97].

Cette motion n'en est pas moins intempestive qu'inconstitutionnelle. La Fayette n'est, à cette occasion, que l'instrument d'une intrigue ourdie par Joseph Fouché rencontré la veille. Juste après la présentation de la proposition de La Fayette, une motion identique est jointe par le président de la séance, soutenue par Jean de Lacoste, un proche de Fouché. D'après le biographe de Fouché, Louis Madelin, le ministre de l'Intérieur risquait soit Vincennes avec le retour de Napoléon, soit la fin de sa carrière avec le retour de la dynastie des Bourbons. Il réussit à convaincre La Fayette qu'il est l'homme de la situation. La Fayette n'a que peu de considération pour Fouché mais pense dominer la situation. Personne ne pouvait penser qu'une substitution de Napoléon par La Fayette était viable. En réalité, Fouché, désespérant en secret de l'insuccès du duc d'Orléans de la maison Bourbon-Orléans, accepte la branche aînée du Duc, celle des Bourbons comme alternative, La Fayette étant lié à cette maison par sa généalogie.
Napoléon consent avec peine à laisser ses ministres aller devant la Chambre et leur adjoint Lucien Bonaparte qui défend avec véhémence les intérêts de son frère. Cet orateur ayant parlé de la légèreté des Français, La Fayette répond que cette imputation est calomnieuse et que si la nation n'avait pas suivi Napoléon dans les sables d'Égypte, dans les déserts de Russie et sur cinquante champs de bataille, le pays n'aurait pas trois millions de Français à regretter.

#### La seconde abdication (22 juin) et ses suites
Le lendemain matin, La Fayette fait prévenir l'empereur que, s'il ne se décide pas à abdiquer, il va lui-même proposer sa déchéance.
Napoléon abdique et les chambres proclament Napoléon II. La commission de gouvernement, présidée par Fouché, envoie aux souverains alliés des ambassadeurs afin qu'ils interrompent leur marche sur Paris et discutent des conditions de la paix.
La Fayette et Voyer d'Argenson font partie de cette députation dont l'objet apparent est de détourner les puissances étrangères du projet de rétablir les Bourbons sur le trône de France. Mais le but réel est d'éloigner une personnalité propre à contrarier les projets de restauration auxquels Fouché s'est dévoué. Les plénipotentiaires se dirigent vers Mannheim, puis vers Haguenau ; mais ne sont pas admis auprès du tsar Alexandre. Les négociations se limitent à quelques vaines conférences avec des commissaires désignés par les coalisés. Au cours d'un de ces entretiens, le commissaire britannique indique que la France n'obtiendra la paix qu'en livrant Napoléon.
Napoléon abattu inspire à La Fayette la sympathie qu'il lui a toujours refusée quand il était vainqueur. Il fait offrir à son ancien libérateur les moyens de partir aux États-Unis ; mais Napoléon préfère faire confiance aux Britanniques, pourtant ses pires ennemis.

### La Restauration (1815-1830)

#### La période de la Terreur blanche
Le retour des Bourbons ne peut être vu favorablement par La Fayette dont la mission à Haguenau a mis fin aux relations qui s'étaient établies durant la première Restauration entre la cour et lui. Le général passe dans une retraite complète les débuts de la Seconde Restauration, période de violences royalistes (la « Terreur blanche »), durant laquelle il aurait été difficile à l'ancien promoteur de la Déclaration des droits de l'homme d'affirmer une position politique.
En 1817, il tente de se faire élire en Seine-et-Marne, mais c'est un échec.

#### Député durant la deuxième législature (1818-1823)
Le 26 octobre 1818, en revanche, il est élu par le collège électoral de la Sarthe, et vient prendre à l'extrême gauche la place qu'il ne cessera plus d'occuper jusqu'à la révolution de 1830. Persuadé que le gouvernement de Louis XVIII a pour objectif, tantôt ouvertement, tantôt insidieusement, de détruire les libertés établies à la chute de Napoléon par la charte constitutionnelle de 1814, il est toujours au premier rang des adversaires du pouvoir, harcelant les ministres, luttant contre la menace de la contre-révolution, encourageant les peuples voisins à la résistance contre l'oppression.
En 1819, il vote contre une proposition de Barthélémy, qui tend à modifier la loi électorale de 1817.
Ses principaux discours sont ceux de 1819 sur la pétition pour le rappel des révolutionnaires exilés et sur le budget ; de 1820, pour demander la réorganisation de la garde nationale, sur les projets de loi relatifs à la liberté individuelle, à la censure et aux élections.
Les révolutions espagnole et napolitaine, qu'il a encouragées, échouent par suite des mesures prises par les alliés.
Il déclare ouvertement à la tribune qu'il se regarde comme délié de ses serments du fait des violations qu'a selon lui subies la Charte de 1814.

#### Les voies de la conspiration (1820-1821)
Chez lui, la loyauté à la monarchie est subordonnée au respect du gouvernement pour les droits du peuple, entendus dans leur acception la plus large. Il considère comme normal de recourir à des voies illégales si le gouvernement se place dans l'illégalité. La Fayette lui-même s'est montré discret dans ses Mémoires sur sa participation à diverses opérations de ce genre.
La première conspiration à laquelle son nom soit mêlé de façon sérieuse est le complot militaire du 19 août 1820, dit « complot du Bazar français », où plusieurs personnes interrogées le désignent comme un des chefs du mouvement, voire le président d'un mystérieux comité républicain. Ces révélations paraissent cependant insuffisantes aux autorités judiciaires pour lancer une procédure contre lui.
Durant le procès intenté au mois de mars 1821 à Goyet et à Sauquaire-Souligné, prévenus d'attentat contre la sûreté de l'État pour une tentative d'insurrection dans la Sarthe, La Fayette est cité comme témoin ; le ministère public n'hésite pas à attribuer à ses encouragements, exprimés dans des lettres qui sont utilisées à l'audience, l'origine des menées des accusés. Une de ces lettres, adressée aux jeunes gens du Mans, présente tous les caractères d'une incitation à la révolte. Interpellé à cette occasion par le président de la cour d'assises, La Fayette répond qu'il persiste dans des opinions dont il n'est responsable qu'à la Chambre des députés.
L'échec de ces premiers complots contre la Restauration inspire bientôt à l'esprit de faction l'établissement de sociétés secrètes permanentes, destinées à stimuler et à régulariser ces tentatives, à les lier entre elles, et à marquer les temps et les lieux où les conjurés pourraient agir efficacement.

#### La Charbonnerie (1821-1823)
En 1821, La Fayette entre dans la charbonnerie et en devient rapidement un membre influent. Comme des amis lui recommandent la prudence, « Bah ! leur répond-il en souriant, j'ai déjà beaucoup vécu, et il me semble que je couronnerais dignement ma carrière politique en mourant sur l'échafaud pour la liberté. ».
Prodigue d'encouragements, il ne s'engage dans aucun plan avant d'avoir évalué les coûts, risques et chances de réussite,. Déléguant les missions risquées, il n'affronte directement le gouvernement qu'avec une extrême prudence, gouvernement le ménageant secrètement pour faire contrepoids aux ultra-royalistes.
En 1821, à Belfort, un complot est mis en place par des membres de la charbonnerie, dont l'exécution est fixée au début de 1822. La Fayette doit venir de Paris se mettre à la tête des conspirateurs. Parti avec son fils avec vingt-quatre heures de retard, il est averti de l'échec du complot par Saint-Amand Bazard à Lure, se rend à Gray, d'où il regagne Paris, tandis que sa voiture est récupérée par Jacques Koechlin, qui la fait transporter en Allemagne où elle est brûlée.
Un peu plus tard, La Fayette est dénoncé comme un des instigateurs du mouvement entrepris à Saumur par le général Breton en février 1822, qui échoue du fait de la trahison d'un sous-officier nommé Woelfel. Le procureur général Claude Mangin mentionne les témoignages contre La Fayette dans son acte d'accusation. Il présente comme certaines les relations de La Fayette avec les principaux conjurés et implique aussi plusieurs députés de l'opposition, notamment le général Foy, Voyer d'Argenson et Benjamin Constant. Cet acte d'accusation suscite une tempête violente au sein de la chambre (1er août 1822).
Le général Foy nie la complicité qui lui est attribuée et soutient que « de telles infamies sont l'œuvre du ministère ». La Fayette monte à la tribune au milieu du tumulte et déclare : « [J]e m'unis à mes amis pour demander, autant qu'il est en nous, la plus grande publicité, au sein de cette Chambre, en face de la nation ; c'est là que nous pourrons, mes accusateurs et moi, dans quelque rang qu'ils soient placés, nous dire, sans compliment, ce que, depuis trente-trois années, nous avons eu mutuellement à nous reprocher. ».
On peut supposer que cette déclaration visait Louis XVIII lui-même et qu'elle faisait allusion à un fait méconnu de sa conduite envers le marquis de Favras. Il est pourtant très probable que La Fayette était complice des conjurés de Saumur.
On se figure aisément les proportions qu'un tel événement eût données aux débats et les révélations dont il fut devenu la source. La préoccupation de la chambre lui a dérobé cet incident, qui n'a été divulgué que bien des années plus tard.
Lorsque, un mois après, le procès du général Breton a lieu devant la cour d'assises de Poitiers, le procureur Mangin soutient ses premières affirmations et dénonce la perfidie de La Fayette : « Les preuves matérielles nous manquent contre les premiers instigateurs du complot. Pourquoi ? Ce n'est point parce qu'ils sont inconnus, mais parce qu'ils se cachent derrière leurs séides, parce qu'ils s'enveloppent de mystère… Ils ont insinué que nous les frappions par derrière, que nous étions des lâches… Les lâches et les perfides sont ceux qui précipitent dans l'abîme des conspirations des hommes simples et crédules, qui les trompent et les désavouent ensuite… Voilà les véritables pourvoyeurs des bourreaux ».
Le complot de Breton est le dernier auquel se soit trouvé mêlé le nom de La Fayette. Les « ventes » du carbonarisme prennent fin elles-mêmes en 1823.

#### L'intervention française en Espagne (1823-1824)
Lors de l'expulsion du député libéral Jacques-Antoine Manuel (27 février 1823), à la suite d'un discours sur la situation en Espagne, il est un des soixante-quatre députés qui protestent contre cet acte de violence parlementaire.
Au cours d'une réunion de députés de l'opposition, il propose de lancer une proclamation au peuple, affirmant que l'impôt a cessé d'être obligatoire depuis cette violation de la charte. Mais ce point de vue est repoussé par la plupart de ses collègues.
Le succès de l'expédition française en Espagne (avril-novembre 1823) est très favorable à la popularité du gouvernement Villèle, qui en profite pour dissoudre la Chambre en décembre.
Alors qu'il avait été réélu député en novembre 1822 (à Meaux), La Fayette est battu aux élections de 1824.

#### Le voyage en Amérique (juillet 1824-septembre 1825)
Il profite de cette inaction forcée pour réaliser un souhait ancien : retourner en Amérique. Informé de son désir, le Congrès américain met à sa disposition un navire de l'État[pas clair]. C'est une tournée triomphale qu'il va faire dans 182 villes pendant ces quatorze mois.

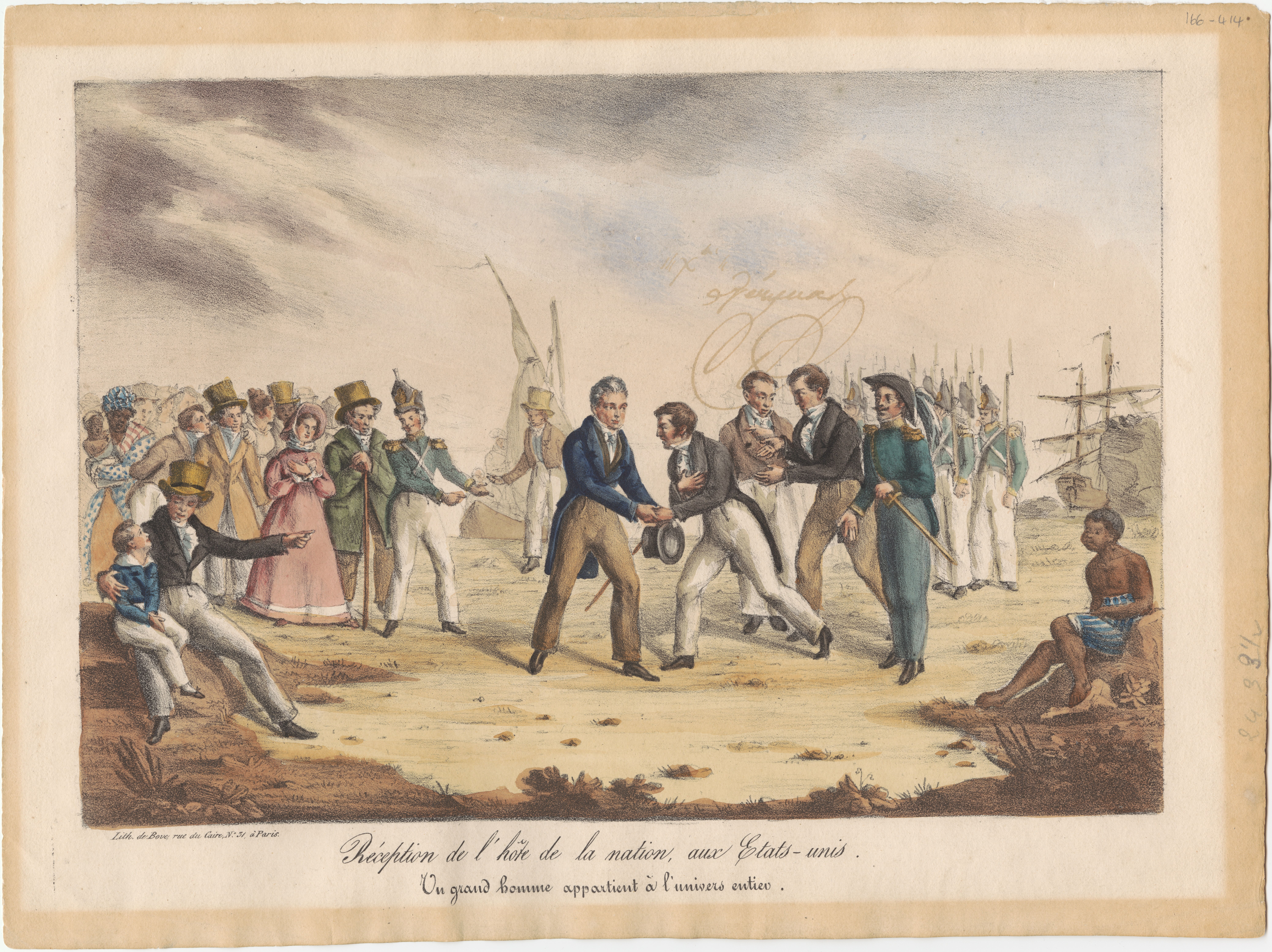
Réception de l'hôte de la nation aux États-Unis. Un grand homme appartient à l'univers entier.
Lithographie coloriée représentant l'arrivée de La Fayette aux États-Unis le 15 août 1824.

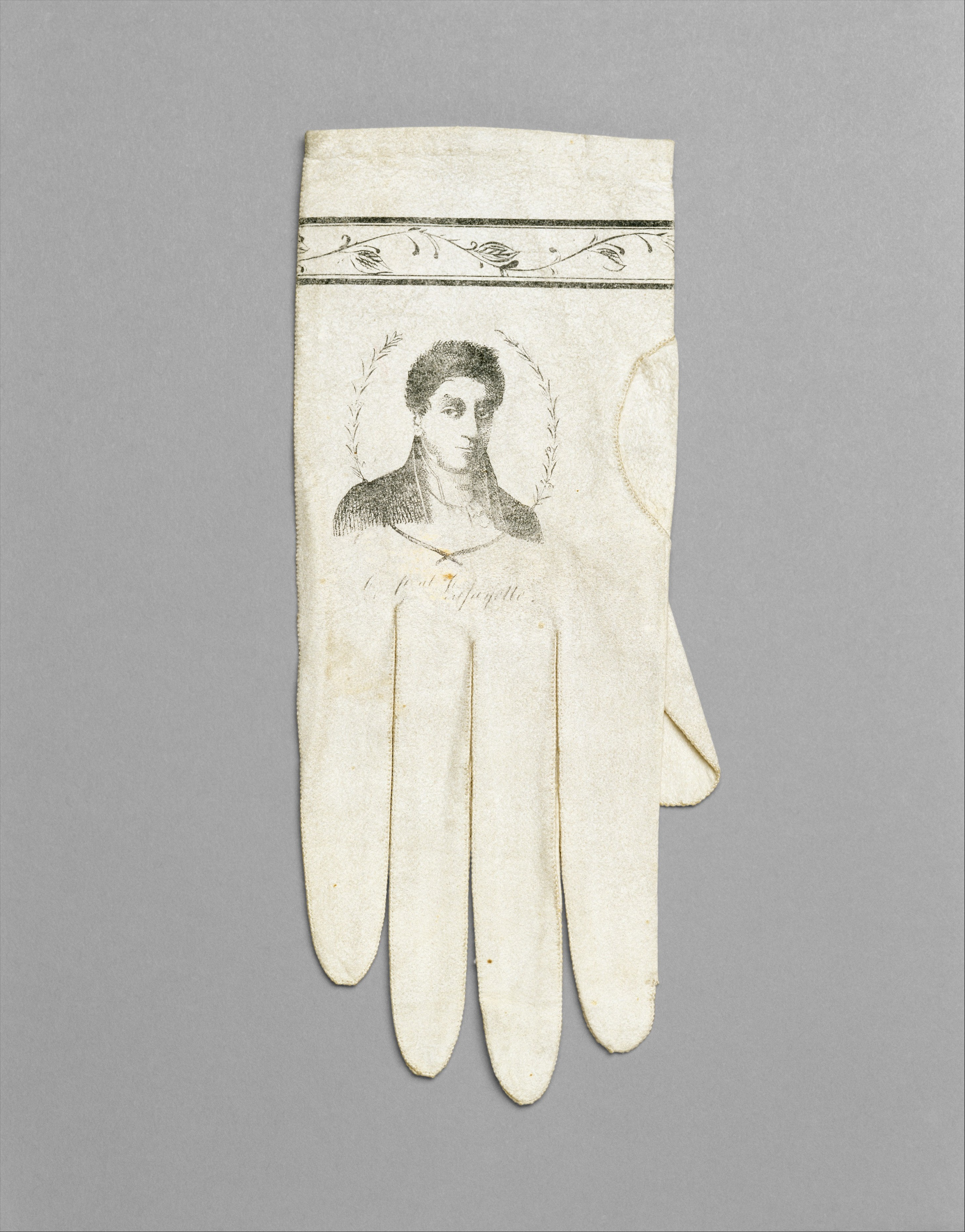
Gants au portrait de La Fayette, peut-être destiné à commémorer sa visite aux États-Unis en 1824.

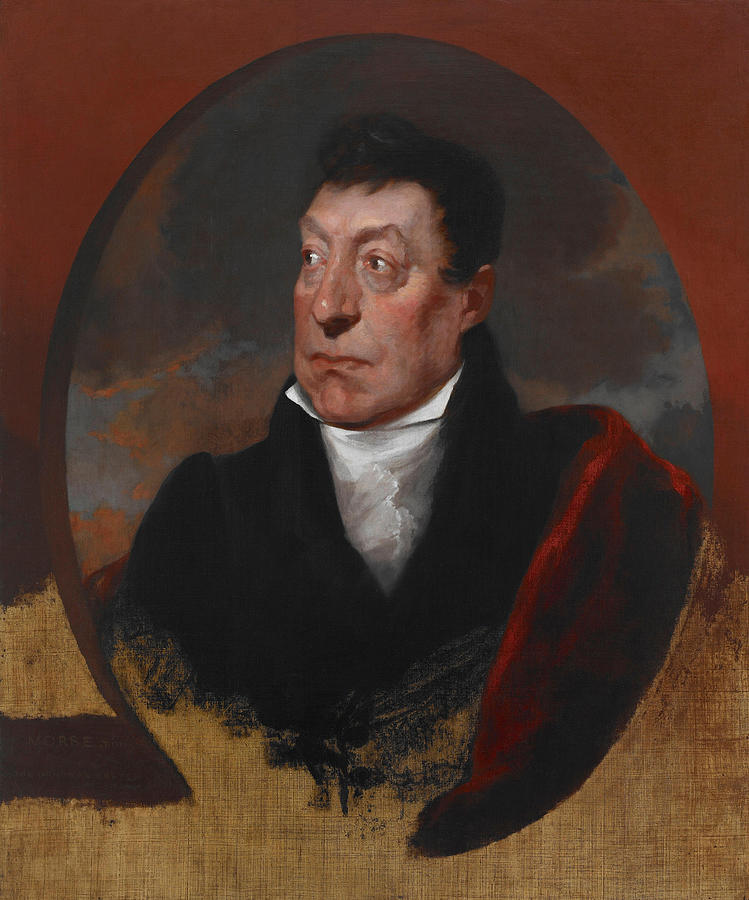
La Fayette portraituré par Samuel Morse en 1825, Crystal Bridges Museum of American Art.

Le général part du Havre le 13 juillet 1824, accompagné de son fils et d'un secrétaire, sur un navire marchand américain, le Cadmus, et débarque le 15 août dans la baie de New York, où il est accueilli avec enthousiasme par les deux tiers des habitants de la ville. Une escadre de neuf vaisseaux à vapeur, pavoisés et montés par plus de six mille personnes, est présente dans le port. Le vice-président des États-Unis et l'ancien gouverneur du New Jersey montent à son bord pour l'accueillir.
La Fayette se rend ensuite au milieu d'un cortège imposant à l'hôtel de ville de New York, où il est complimenté par tous les ordres de l'État, dont le maire Stephen Allen. Son itinéraire est bordé par plus de 50 000 personnes (environ un tiers de la population de la ville à l'époque). Le général est ensuite livré pendant plus de deux heures à l'adoration d'une foule en délire. Le New York Mirror écrit sur la réaction des New-Yorkais à l'entrée de Lafayette dans la ville : « Les messieurs sont prêts à jeter par leurs affaires pour lui serrer la main, et les dames oublient leurs amants pour rêver de lui. Si un homme demande 'l'avez-vous vu ?' Vous savez de qui il parle ». Un banquet et de brillantes illuminations achèvent cette première journée de triomphe.
Le secrétaire du marquis, Auguste Levasseur, décrit la cérémonie du débarquement et le défilé dans un journal qu'il tient de la tournée :

« Le général, accompagné d'un équipe nombreuse et brillante, marchait le long du front ; à mesure qu'il avançait, chaque corps présentait les armes et le saluait de ses couleurs ; tous étaient ornés d'un ruban à son portrait. Pendant la revue des troupes, le canon tonna depuis le rivage, les forts et tous les vaisseaux de guerre. À l'extrémité de la ligne de troupes, d'élégantes voitures attendaient. Le général Lafayette était assis dans une voiture attelée de quatre chevaux blancs, et au milieu d'une foule immense, nous nous rendîmes à l'hôtel de ville. Sur notre chemin, toutes les rues étaient décorées de drapeaux et de draperies, et de toutes les fenêtres, des fleurs et des rubans tombaient sur le général. »

La Fayette visite successivement les États de New-York, du Massachusetts, du New Hampshire, de Pennsylvanie, de Virginie, du Maryland, de Caroline du Nord et de Caroline du Sud, de Géorgie, d'Alabama. Il séjourne à Boston, à Portsmouth, à Newburgh, à Hudson, à Albany, à Philadelphie, à Baltimore. Partout il est accueilli avec les mêmes transports d'enthousiasme. Les populations rurales, écrit M. Levasseur, historien de ce voyage, accouraient de plus de vingt milles à la ronde au-devant de lui. À Washington, La Fayette est reçu par le président James Monroe, qui donne en son honneur un dîner splendide, auquel assistent tous les ambassadeurs étrangers, excepté ceux de France, du Royaume-Uni et de Russie.
Il visite le tombeau de Washington à Mount Vernon, ainsi que sa maison et son jardin, descend le Potomac, et s'arrête à Yorktown, lieu d'une bataille de la guerre d'indépendance. Le colonel Lewis, qui l'accueille à son débarquement dans cette ville, l'engage à s'installer en Amérique. Le général fait une courte excursion dans les tribus indiennes d'Uchee-Cruk et de Line-Cruk, qui l'accueillent avec cordialité.
Le 10 décembre, il est présenté aux deux chambres du Congrès par leurs présidents. Enfin, le 20 décembre, le Congrès adopte à l'unanimité un bill par lequel il reçoit du peuple américain 200 000 dollars et 12 000 hectares en Floride, en récompense de ses services et en indemnité des dépenses qu'il a faites au cours de la guerre d'indépendance. L'université de Princeton lui décerne à cette occasion un doctorat honoris causa, attribué en 1790.
En 1825, La Fayette visite Fayetteville, Charlestown, Savannah, où il pose la première pierre d'un monument à la mémoire du général Nathanael Greene ; puis, avant de remonter le Mississippi, il visite La Nouvelle-Orléans et Baton Rouge, dont l'ancienne population française lui témoigne un vif empressement. Il remonte ensuite le Mississippi et visite à fin avril Saint Louis (Missouri) et Kaskaskia (Illinois), proche en aval de Saint Louis et ancien village du Pays des Illinois puis de la Haute Louisiane du temps de la Nouvelle-France.
Chargé par la famille de Georges Washington d'envoyer le portrait de son illustre chef à Simón Bolívar, il y joint une lettre flatteuse pour le libérateur de la Colombie, qui répond que le Washington donné par La Fayette est la plus sublime des récompenses que puisse ambitionner un homme. En remontant l'Ohio, à la suite d'une tournée dans les provinces du sud-ouest, le bateau à vapeur qui porte le général heurte un écueil et coule, à 125 milles environ de Louisville où il se rendait ; mais cet accident n'a aucun effet sérieux, et le général avec sa suite est immédiatement reçu à bord d'un autre bâtiment, sur lequel il achève sa traversée par Cincinnati, Pittsburgh, Utica, Boston et New-York.

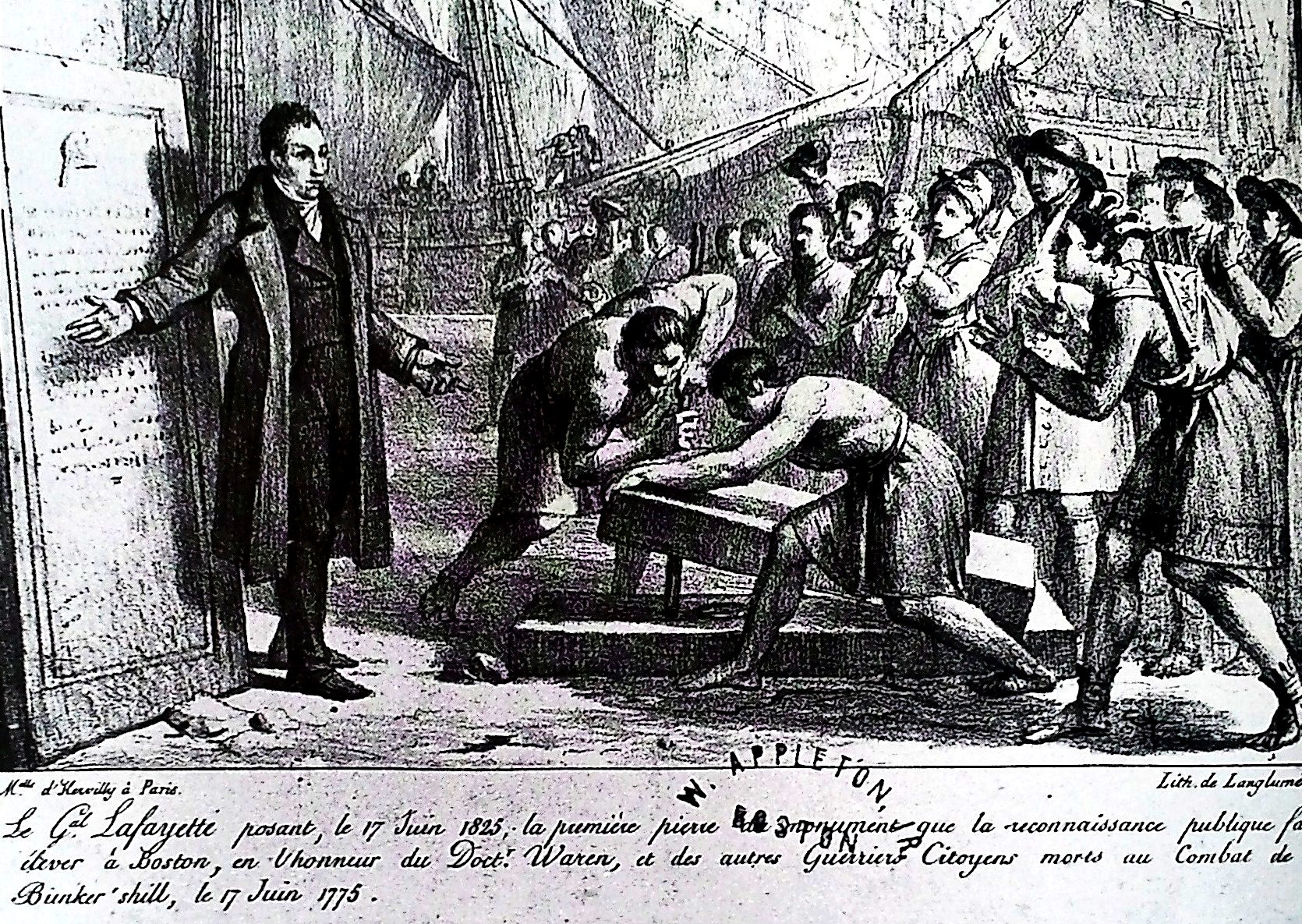
Le Gal Lafayette posant, le 17 juin 1825, la première pierre [...] de Bunker's Hill - Langlumé, d'après un dessin de Mlle d'Hervilly - 1825.

À Boston, le 17 juin 1825, a lieu une grande cérémonie d'anniversaire de la bataille de Bunker Hill. 200 000 personnes sont présentes. Selon le rituel maçonnique, La Fayette est chargé de poser la première pierre du bâtiment en mémoire de cette bataille. La fête se termine par un grand banquet de 4 000 couverts.
La Fayette, avec d'autres philhellènes, profite aussi de son séjour pour plaider la cause de la Grèce insurgée contre l'Empire ottoman.
Durant l'été 1825, il séjourne pendant quelques semaines à Washington chez le président nouvellement élu, John Quincy Adams, avant de repartir en France. Le 6 septembre 1825, il fête son anniversaire et reçoit les adieux des ministres, de tous les chefs civils et militaires, et d'une foule de citoyens réunis à la Maison-Blanche. Le président, dans un long discours, récapitule la vie de La Fayette, rappelle son dévouement à la cause américaine et la fermeté avec laquelle, pendant quarante ans, il a soutenu la cause de la liberté. Le général répond par une glorification de l'Amérique républicaine et exhorte les États à la concorde et à l'union. Le lendemain, il quitte le pays sur la frégate Brandywine et atteint le Havre le 5 octobre.

#### Le règne de Charles X (1824-1830)

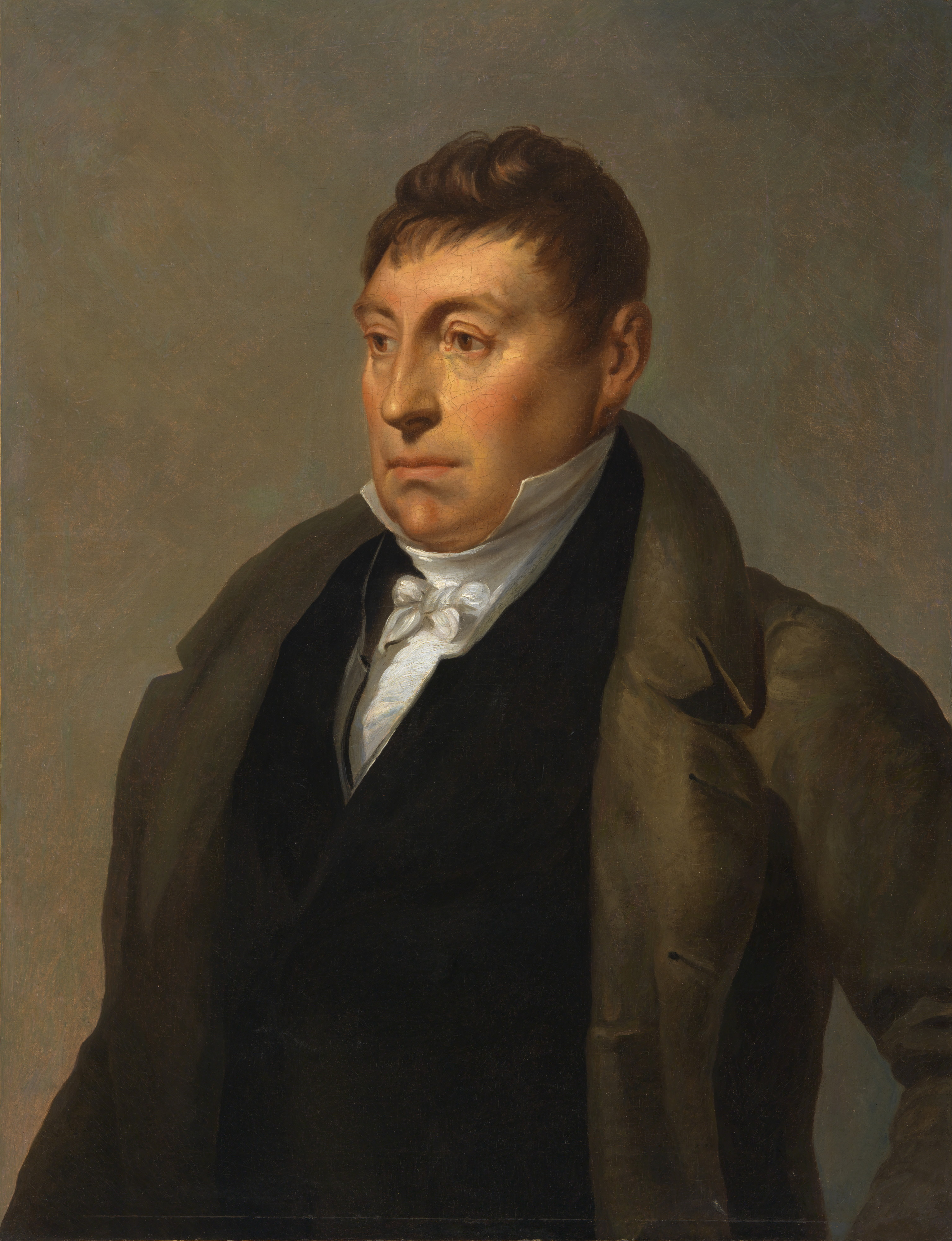
La Fayette vers 1825.

L'avènement de Charles X en septembre 1824 a d'abord paru affaiblir les conflits politiques. La publication en 1826 du mémoire de M. de Montlosier sur le complot jésuite met fin à cette trêve. La dissolution de la garde nationale de Paris, privant l'autorité royale des forces nécessaires pour réprimer les troubles publics provoqués à la suite des évènements de la rue Saint-Denis, augmente le mécontentement populaire.
C'est dans ces circonstances qu'à la suite d'une nouvelle dissolution, les électeurs de Meaux élisent La Fayette député au mois de juin 1827, en remplacement de François de Pinteville de Cernon.
Les élections ramènent sur les bancs de l'opposition la plupart des anciens membres que le ministère avait réussi à écarter en 1824.
Dans un discours du 23 juin sur le budget de 1828, La Fayette reproche au gouvernement ses tendances rétrogrades et critique les abus qu'il avait signalés à diverses reprises.
L'année suivante, dans un discours sur les crédits supplémentaires, il dénonce la Sainte-Alliance comme une ligue dont le but est d'asservir le genre humain et relève par une allusion les expressions inconsidérées par lesquelles Louis XVIII, en 1814, avait remercié le prince régent de son concours[pas clair].

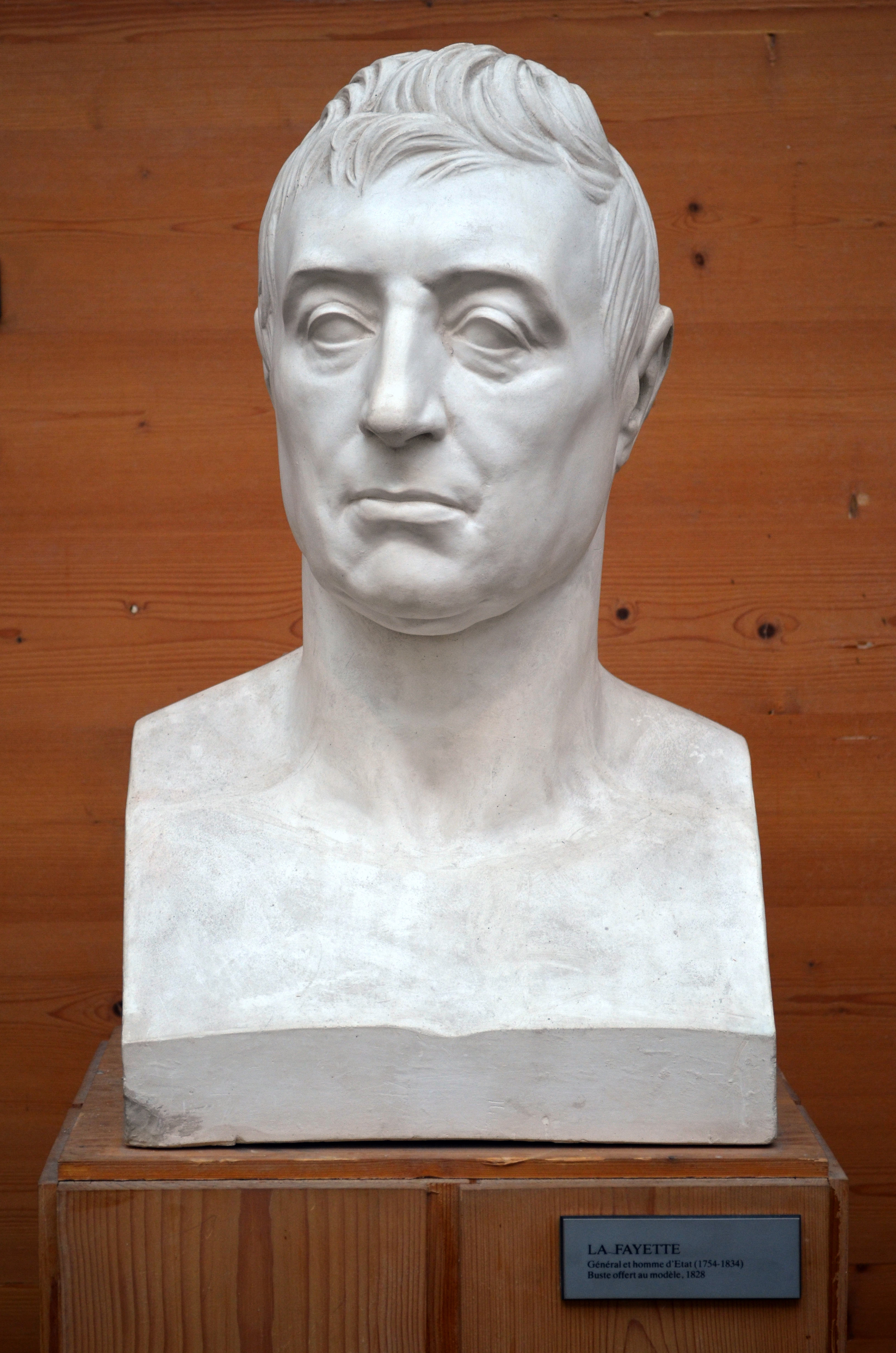
Buste de La Fayette par le sculpteur David d'Angers (1828).

En août 1829, Charles X place à la tête du gouvernement un homme dont le nom est très impopulaire à gauche : Jules de Polignac.
La Fayette, absent de Paris depuis la fin de la session, est en route pour aller séjourner à Chavaniac. C’est à son passage au Puy qu'il apprend l'avènement du ministère Polignac. Un banquet lui est aussitôt offert par les chefs de l'opposition libérale. C'est là que retentissent, dans des toasts énergiques, les premières protestations contre les nouveaux conseillers de Charles X.
Le voyage du général prend dès lors un caractère politique ; le choix des villes qu'il traverse et les démonstrations extraordinaires dont il y est l'objet ont pour but d'en imposer au gouvernement par une parade des forces populaires. La Fayette passe successivement à Grenoble, où il loge dans l'hôtel de la Première présidence, à Vizille, berceau de la révolution de 1789, où il assiste au mariage de sa petite-fille Nathalie avec le fils d'Augustin Perier, à Voiron, à La Tour-du-Pin, à Bourgoin, à Vienne ; le 5 septembre, il se met en route pour Lyon, où la gauche a préparé une réception quasi royale au patriarche de la démocratie française : cinq cents cavaliers, plus de mille piétons et un grand nombre de voitures vont à sa rencontre aux limites du département. M. Prunelle harangue le général, qui, en réponse, se félicite « d'avoir reconnu partout sur son passage cette fermeté calme et presque dédaigneuse d'un grand peuple qui connaissait ses droits, qui sentait sa force et serait fidèle à ses devoirs ».
La Fayette fait son entrée à Lyon en présence d'un grand nombre de spectateurs et y reçoit des délégations des villes de Chalon et de Saint-Étienne.
Au début de 1830, on se prépare un peu partout à la résistance aux menées du ministère ; des associations se forment pour le refus de l'impôt et de nouvelles sociétés secrètes, à la manière des carbonari de 1822, s'établissent à Paris. La Fayette les encourage vivement, exprime même l'avis que les chambres doivent refuser le budget jusqu'à ce que la France ait reçu une organisation démocratique et se met en rapport direct avec la plus révolutionnaire de ces associations, créée en janvier 1830 et connue sous le nom de « Conspiration La Fayette » avec son journal La Tribune des départements.
Par l'adresse des 221 (18 mars 1830), la majorité libérale de la Chambre dénie son concours au ministère.
Charles X décide alors de dissoudre cette Chambre ; les élections de juin 1830, qui ont lieu sous l'influence de l'irritation populaire, ramènent une opposition encore plus nombreuse.
Dans ces conditions, la publication des ordonnances du 25 juillet est une erreur qui va se révéler fatale pour le roi.

### La révolution de Juillet (27 juillet-7 août 1830)
La Fayette joue un rôle très important durant ces quelques journées, survenues après une longue période d’agitation parlementaire et extra-parlementaire contre le ministère Polignac, qui a perdu les élections de juin 1830. Charles X tente alors un coup de force politique en promulguant ses ordonnances de Saint-Cloud du 25 juillet 1830, qui attaquent notamment la liberté de la presse.

#### LesTrois Glorieuses(27-29 juillet 1830) et la défaite de Charles X
Les manifestations qui ont lieu à Paris en réaction à ces ordonnances se transforment en une insurrection républicaine. Des barricades sont dressées dans Paris et les combats contre les forces armées, commandées par le maréchal Marmont, font environ 200 tués chez les soldats et 800 chez les insurgés. Charles X et la famille royale quittent Paris le 29 pour Saint-Cloud, puis Rambouillet.
L'insurrection populaire est prise en charge politiquement par les députés libéraux, qui sont pour la plupart monarchistes. Le duc d'Orléans, Louis-Philippe, devient « lieutenant général du royaume ». Le 2 août, Charles X abdique en faveur de son petit-fils, le duc de Bordeaux Henri d'Artois, avec Louis-Philippe comme régent du royaume.
Cette solution est récusée. Après une période de flottement (l’« hésitation de 1830 »), il est décidé de conserver la monarchie constitutionnelle, moyennant un changement de dynastie : Louis-Philippe devient roi (7 août), sous la dénomination de « roi des Français » et non pas de « roi de France » et avec le drapeau tricolore au lieu du drapeau blanc de la Restauration.
La maison d’Orléans, branche cadette de la maison de Bourbon a un passé particulier : elle a joué un rôle notable au début de la Révolution française ; son chef d'alors a même été un partisan très engagé de la Première République : Philippe-Égalité, le père de Louis-Philippe, élu député à la Convention, a voté la mort de Louis XVI, avant d'être lui-même condamné et guillotiné le 6 novembre 1793. Les partisans de la branche aînée, les légitimistes, ne reconnaîtront jamais comme roi Louis-Philippe, fils d'un « régicide ».

#### La Fayette durant les Trois Glorieuses (27-29 juillet)

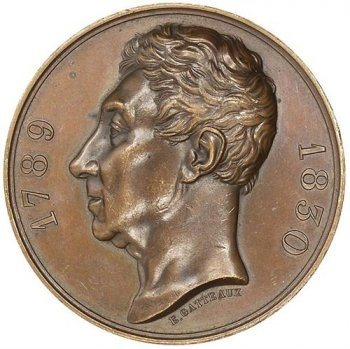
Médaille La Fayette par Gatteaux.

La Fayette, retrouvant sa popularité de l'année 1789, a des partisans qui le poussent à jouer un rôle de premier plan. Absent lors de la promulgation des ordonnances, il quitte le château de Lagrange dans la soirée du 26 et arrive à Paris au milieu de la nuit. Il est adopté comme un emblème par les chefs de l'insurrection. Le général participe le lendemain à la réunion des députés chez Audry de Puyraveau. Mais il adopte une attitude plutôt modérée qui répond mal à l'attente de certains militants. Il exhorte au calme la jeunesse turbulente qui vient à plusieurs reprises solliciter sa coopération.
Lorsque l'assemblée décide l'envoi d'une délégation à Marmont, dans le but de demander une trêve, La Fayette insiste pour qu'elle tienne au maréchal un langage sévère et qu'on mette sous sa responsabilité tout le sang qui serait répandu.
Les choses changent lors de la réunion du 28 au soir, alors que l'insurrection a pris toute son ampleur. La Fayette, frappé du nombre croissant des victimes, affirme avec la plupart de ses collègues qu'il faut diriger les efforts du peuple et adopter son étendard ; il se déclare prêt à occuper le poste qu'on voudrait lui assigner. Il passe une partie de la nuit à stimuler et à diriger l'insurrection : il visite plusieurs barricades et sa présence est saluée de vives acclamations.
L'abandon inopiné du Louvre par la famille royale, qui se retire au château de Saint-Cloud, dans la matinée du 29 constitue une première victoire pour le peuple insurgé. Les députés se réunissent en grand nombre chez Jacques Laffitte et La Fayette est élu par un vote unanime à la tête de la garde nationale. Il se met aussitôt en marche, suivi d'un nombreux cortège, pour aller recevoir ce commandement quitté 39 ans auparavant. Une foule immense remplit les rues. La Commission municipale provisoire, dont le général a refusé de faire partie, lui attribue le commandement de toutes les Gardes nationales du royaume.
C’est dans ces circonstances que le 29 au soir, Huguet de Sémonville, grand-référendaire de la Chambre des pairs, et le comte d'Argout se présentent au nom du roi Charles X à la Commission municipale, à qui ils font part des décisions du roi : révocation des ordonnances et formation d'un nouveau ministère sous la présidence du duc de Mortemart. La Fayette, présent à cette occasion, intervient seulement pour demander si l'adoption du drapeau tricolore ne serait pas le prix de la victoire du peuple parisien. M. de Sémonville donne une réponse évasive.
Dans la matinée du 30, La Fayette fait sommation aux troupes présentes à Saint-Cloud de déposer les armes, mais cette sommation reste sans effet. Les ordonnances de révocation sont présentées à la Chambre par Jean-Baptiste Henry Collin de Sussy, mais les députés ne réagissent pas. II comprend que le gouvernement insurrectionnel qui siège à l'Hôtel de Ville est le seul en mesure de prendre des décisions efficaces. Il est admis auprès de La Fayette, entouré de nombreux délégués des sociétés populaires, de gardes nationaux et d'ouvriers. « C'est aujourd'hui le plus beau jour de ma vie, lui dit le général avec enthousiasme ; vous me voyez entouré d'amis qui étaient las comme moi du despotisme des quinze dernières années. Permettez que nous prenions tous ensemble connaissance de votre message ».
M. de Sussy ayant demandé à rencontrer la commission municipale, La Fayette le met en rapport avec Georges Mouton, François Mauguin et Pierre-François Audry de Puyraveau. Mais à peine a-t-il commencé à parler qu'il est interrompu par des exclamations répétées : « II est trop tard ! il est trop tard ! Charles X a cessé de régner ; le peuple a acquis par son sang le droit de se choisir un autre souverain ! ». Malgré cette réponse de la commission, La Fayette décide de faire connaître la mission de M. de Sussy au peuple qui se presse dans l'intérieur de l'Hôtel de Ville. Après avoir réclamé le silence, il commence à donner lecture des dernières ordonnances de Charles X. Mais ce nom suscite une réprobation générale et la lecture des ordonnances se fait au milieu des cris. La Fayette dit alors à Collin de Sussy : « Vous le voyez, il faut vous résigner ; c'est fini des Bourbons ! »,. En prenant congé, Collin de Sussy tente de l'entraîner à une conférence au Luxembourg avec le duc de Mortemart ; La Fayette répond que « le délégué du peuple ne peut avoir rien de commun avec l'envoyé de la monarchie déchue », et l'entretien est clos.
La Fayette rejette l'offre qui lui est faite de devenir le régent durant la minorité du duc de Bordeaux, Henri d'Artois. Le général Talon, un des chefs de la garde royale, l'ayant engagé à s'expliquer sur l'effet des ordonnances du 29, il répond le 31 par un billet autographe qui se termine ainsi : « Toute réconciliation est impossible, et la famille royale a cessé de régner ».

#### La Fayette et l'avènement du duc d'Orléans (30 juillet-7 août 1830)
L'appel au duc d'Orléans comme lieutenant général du royaume dans la journée du 30 juillet est un premier pas vers son avènement. La Fayette ne voit cependant dans cette résolution qu'une mesure provisoire. Louis-Philippe, fils d'un homme que La Fayette n'aimait pas, ne suscite pas sa sympathie.
Mais les orléanistes se mettent au travail. Ils font valoir le passé révolutionnaire du prince, ses antécédents patriotiques, alors assez mal connus, ses vertus de famille, son opposition permanente au système de la Restauration. Ces considérations permettent de surmonter les réticences des sociétés établies à l'Hôtel de Ville,.
Une circonstance achève de décider La Fayette : William Cabell Rives, ambassadeur américain à Paris, étant venu le visiter à l'hôtel de ville : « Que vont dire nos amis des États-Unis, s'écrie La Fayette en s'avançant vers lui avec empressement, s'ils apprennent que nous avons proclamé la République en France ? - Ils diront, répond froidement M. Rives, que quarante ans d'expérience ont été perdus pour les Français. »

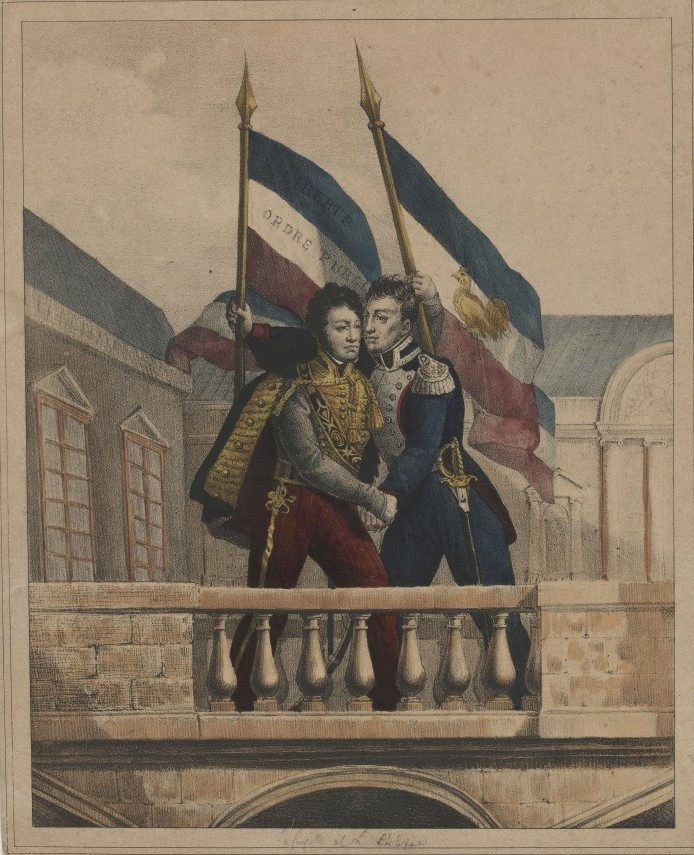
La Fayette donne l'accolade au duc d'Orléans au balcon de l'hôtel de ville de Paris, le 31 juillet 1830.

31 juillet 1830. Le duc d'Orléans est présenté au peuple, par le général La Fayette, au balcon de l'Hôtel de Ville. Gravure de Garneray, Paris, musée Carnavalet.

Le 31, il reçoit une lettre de Charles X qui lui fait les plus séduisantes propositions[pas clair]. Par défiance ou par conviction, peut-être aussi du fait de son âge, il refuse en répondant : « II n'est plus temps ».
Le même jour il reçoit à l'hôtel de ville de Paris le duc d'Orléans venu lui demander une sorte d'investiture. Ils se montrent au balcon et se donnent l'accolade, puis Louis-Philippe agite un drapeau tricolore que lui a remis La Fayette.
Le lendemain, 1er août, La Fayette, à la demande de plusieurs membres de la Commission municipale, se rend chez Louis-Philippe au Palais-Royal dans l'intention de sonder le prétendant au trône sur son système de gouvernement. Il commence par faire un éloge de la constitution américaine, sur lequel le prince se montre réservé ; le général suggère alors « un trône populaire entouré d'institutions républicaines ». Le duc d'Orléans paraît accepter cette idée, désignée par la suite comme le « programme de l'Hôtel de Ville ». Le prince s'approprie ainsi les fruits d'une lutte à laquelle il n'a pris aucune part.
Le 2 août, Charles X abdique et propose la régence au duc d'Orléans. Cette proposition est refusée ; la cour paraît se disposer à reprendre une lutte que le nombre et le dévouement des troupes qui l'entourent la mettent en état de soutenir avec avantage[réf. nécessaire]. Des commissaires sont envoyés à Rambouillet pour persuader le roi de s'éloigner. Leurs instances restant vaines, on obtient du duc d'Orléans la permission d'intervenir plus brutalement.
La Fayette convoque cinq cents hommes dans chaque légion de la Garde nationale dans le but de marcher sur Rambouillet. Il se forme sur les Champs-Élysées un corps d'environ 10 000 hommes, dont le général Pajol prend le commandement. Il choisit comme aide de camp Georges Washington de La Fayette. Cette troupe, grossie en route de 5 000 à 6 000 volontaires, arrive dans la nuit aux abords de Rambouillet. La famille royale renonce à engager le combat, même si ses chances de succès immédiat ne sont pas nulles, et prend le chemin de l'exil.
Dans les premiers jours d'août, la Chambre ouvre la discussion sur la situation politique. Le parti républicain, irrité par l'issue des événements, menace de la troubler par des désordres que La Fayette réussit à empêcher par ses exhortations. Lui-même prend part au débat pour demander l'abolition de l'hérédité de la pairie et attaquer l'aristocratie nobiliaire.
Le 7 août, les deux chambres font porter au duc d'Orléans la résolution qui lui défère la couronne. Cédant aux acclamations populaires, Louis-Philippe se montre sur le balcon du Palais-Royal aux côtés de La Fayette, qu'il embrasse avec effusion. Le général paraît profondément ému et dit : « Voilà, dit-il au peuple en lui montrant son nouveau roi, voilà le prince qu'il nous fallait ; voilà ce que nous avons pu faire de plus républicain ! » (la phrase « Voilà la meilleure des républiques ! » ne semble pas avoir été prononcée telle quelle).
Un dernier point sur le changement de régime concerne le nom que doit prendre le nouveau roi. Quelques-uns de ses conseillers imaginent l'appeler Louis XIX ou Philippe VII, afin de le rattacher à la suite des souverains de la « troisième race », les Capétiens. La Fayette combat cette idée comme impliquant une pensée dangereuse de légitimité. Louis-Philippe d'Orléans devient donc Louis-Philippe Ier.

### La rupture avec le régime de Juillet (juillet-décembre 1830)

#### Les hommages au héros de juillet (juillet-août 1830)

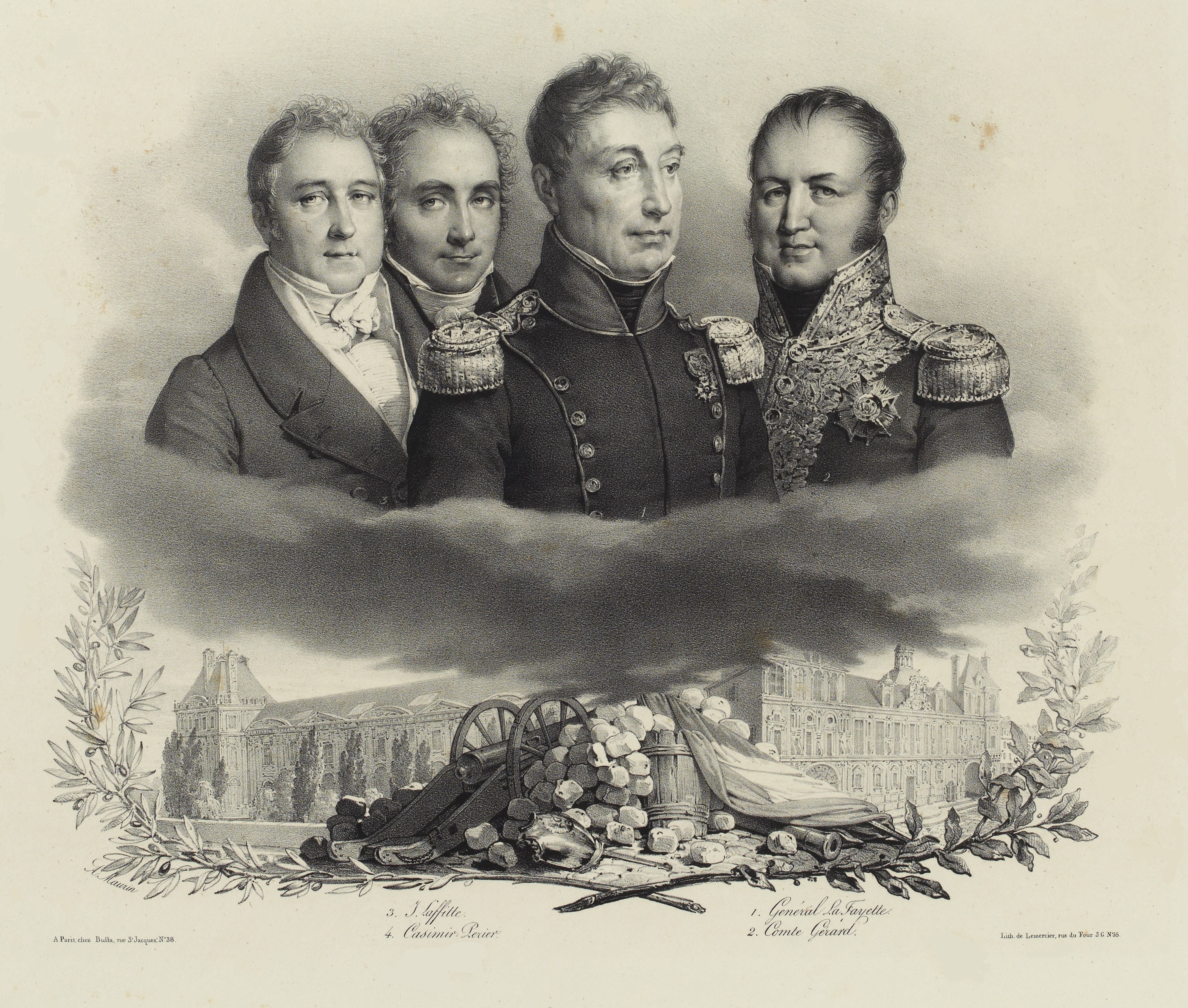
La Fayette, Jacques Laffitte, Casimir Perier et le comte Gérard, membres de la Commission municipale et constitutionnelle en 1830. Gravure anonyme.

Au mois d'août 1830, La Fayette fait l'objet de nombreux honneurs, sous forme de publications, ou de créations artistiques et poétiques. Le 3 août, la population parisienne lui témoigne son attachement en lui offrant deux petits canons, qu'il fait ramener dans son château de Lagrange.
Le 15 août, la ville de Paris offre un grand banquet en son honneur, où sont présents les ministres, des pairs, des députés, des militaires, les maires de Paris et autres agents royaux. Le ténor Adolphe Nourrit y récite Lafayette en Amérique de Béranger et chante La Parisienne : Marche nationale, de Delavigne. La Fayette y prononce un discours faisant le lien entre la révolution de 1830 et celle de 1789 :

« Lorsque la population parisienne s’est levée spontanément pour repousser l’agression et reconquérir ses droits, nos droits à tous, les imprescriptibles droits du genre humain, elle a daigné se souvenir d’un vieux serviteur de la cause des peuples : en me proclamant son chef, en associant mon nom à ses triomphes, elle a récompensé les vicissitudes d’une vie entière. [En 1789] naquit le funeste système de division et d’anarchie dont vous connaissez les déplorables suites. […] Mais le sens exquis de la population actuelle nous préservera de ce malheur. […] Vous êtes les élèves de la révolution et votre conduite dans les grandes journées de gloire et de liberté vient d’en montrer la différence. »

#### Commandant de la Garde nationale (août-décembre 1830)

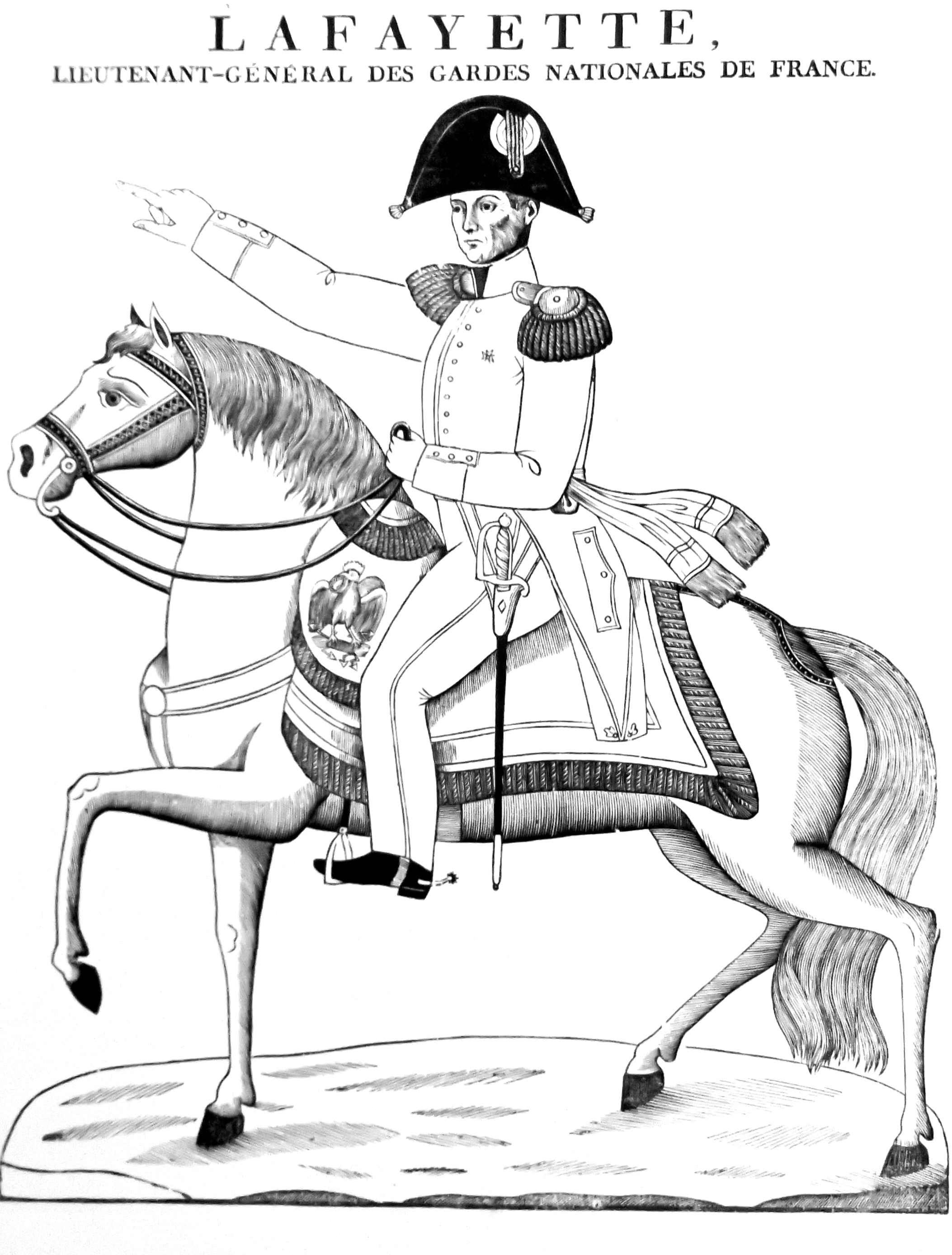
La Fayette, lieutenant-général des Gardes nationales de France. Gravure de Desfeuilles, 1830.

La Fayette retrouve pour quelques mois le commandement de la Garde nationale. Il se concentre sur la réorganisation de la garde nationale du royaume. Il se montre fidèle à ses principes en rendant à cette milice citoyenne le droit d'élire ses principaux officiers. Soixante mille gardes nationaux, pourvus d'artillerie, reçoivent par ses soins une formation régulière. Sans cesse occupé à recevoir et à haranguer des députations départementales, La Fayette semble renoncer à exercer une influence sur la vie politique qui évolue rapidement.

#### La question de la Belgique (août 1830)
La révolution belge, qui éclate à la fin d'août, est le premier contrecoup de la révolution qui a eu lieu à Paris.
La Fayette refuse dignement la royauté de ce peuple et l'exhorte à porter son choix sur un de ses propres citoyens.
Son désir est que la Belgique se constitue en république fédérative, de manière à former une Suisse septentrionale dans l'alliance avec la France et sous sa garantie immédiate.

#### Le procès des ministres de Charles X (septembre- 21 décembre 1830)
La garde nationale joue un rôle décisif pour maintenir le calme dans Paris en décembre 1830, à l'occasion du procès des ministres de Charles X.
La Fayette soutient la proposition de son ami Victor Destutt de Tracy pour l'abolition de la peine de mort. Il dénonce avec énergie l'émeute qui a lieu en octobre autour du donjon de Vincennes où les ministres sont détenus, mouvement auquel le gouverneur Daumesnil a opposé une énergique résistance.
La décision de ce procès est pour l'établissement du 7 août un moment de crise redoutable. Au cri de Mort aux ministres!, des agitateurs déguisent à peine le dessein de renverser le gouvernement issu de la révolution de juillet. Le risque d'un affrontement et d'une généralisation du désordre est considérable.
La Fayette s'applique sans relâche à prévenir tout affrontement : il multiplie les précautions et fait circuler de nombreuses patrouilles. Cependant le palais du Luxembourg est plusieurs fois sur le point d'être forcé par la foule. Le 21 décembre, jour de la clôture des débats, on donne l'ordre de reconduire les prisonniers à Vincennes, afin de les soustraire à l'exaspération populaire, dans le cas probable d'absence de condamnation à mort. Cet ordre est exécuté par les soins du comte de Montalivet, ministre de l'Intérieur, qui escorte les accusés au péril de sa vie. Il en résulte un mécontentement dont l'explosion menace pendant plusieurs heures le Palais-Royal.
La Fayette contribue, par la fermeté de ses dispositions et par son influence personnelle, à résoudre ce conflit dangereux. Le roi lui écrit à cette occasion une lettre pleine témoignant de l'admiration que sa conduite lui a inspirée.

#### La réforme de la Garde nationale et la démission de La Fayette
Une fois ce cap passé, Louis-Philippe se rend compte du risque qu'il y a à laisser la garde nationale aux mains de La Fayette, qu'il juge peu fiable.
Un projet de loi sur la Garde nationale est mis en discussion à la Chambre des députés. Le 24 décembre, celle-ci supprime le titre de commandant de toutes les gardes nationales du royaume, jugé contraire à la Charte de 1830. Elle adopte aussi un amendement qui interdit à quiconque de commander les gardes nationales d'un département. Cette résolution implique la déchéance de La Fayette. Quelques députés s'efforcent en vain de la faire modifier. La Fayette menace alors de donner sa démission.
Le roi proteste de son ignorance personnelle et de la bonne volonté de ses ministres. Pour désarmer son interlocuteur, le roi lui propose le titre de commandant honoraire, déjà refusé par La Fayette. Irrité par cette insistance, il demande au roi : « Votre Majesté se contenterait-elle d'être un roi honoraire ? » Le président du Conseil, Jacques Laffitte, et le ministre de l'Intérieur, Camille de Montalivet, qui est colonel de la garde nationale, cherchent à trouver un compromis, mais La Fayette se montre trop exigeant dans ses demandes : formation d'un nouveau ministère où n'entreraient que ses amis, dissolution de la Chambre des députés et abolition de l'hérédité de la pairie.
Louis-Philippe demande vingt-quatre heures pour réfléchir. La Fayette rend alors visite à Louis-Philippe : une explication a lieu entre les deux hommes, au cours de laquelle La Fayette déclare au roi que la divergence de leurs points de vue politiques et l'ombrage qu'inspirait son autorité ne lui permettent pas d'en prolonger l'exercice. Il menace de se retirer dans son château de La Grange-Bléneau :
– « Et que ferez-vous sans l'appui de ma popularité ? » demande-t-il ?
– « Si vous retourniez à La Grange ? Eh bien, je vous y laisserais! »
Le 26, il maintient sa démission. Louis-Philippe en prend acte dans une brève lettre de regrets. « L'essentiel, constatera plus tard La Fayette, était de passer sans encombre la grande crise du procès des ministres. On m'aimait tant pendant ce temps-là ! Mais vous voyez qu'ensuite, on n'a pas perdu un jour. »
Il annonce publiquement sa démission par l'ordre du jour du 27 décembre et expose le même jour à la chambre les motifs de sa décision, en déclarant que si sa conscience d'ordre public est satisfaite, il n'en est pas de même de sa conscience de liberté.
Tout porte à croire que le sacrifice de La Fayette était depuis longtemps arrêté dans l'esprit du roi. Mais Louis-Philippe commençait à subir les conséquences du mode accidentel de son élévation ; il ne pouvait se séparer impunément des hommes qui y avaient concouru par leurs démarches. L'éloignement de La Fayette, suivi bientôt de celui de Dupont de l'Eure et de Laffitte, lui est reproché comme un acte éclatant d'ingratitude, et cette triple séparation consomme sa rupture avec le parti démocratique, dont les derniers événements ont naturellement accru les forces et les exigences.

### L'opposition au régime (1831-1834)

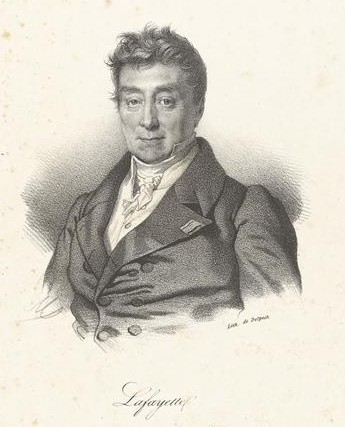
Le général de La Fayette.

Juste avant la révolution de Juillet, La Fayette a été élu le 12 juillet 1830 député de la Seine-et-Marne. Après sa démission de la Garde nationale, La Fayette n'a plus que son mandat de député ; il reprend sa place à l'extrême gauche de la Chambre et redevient le chef de l'opposition, comme sous la Restauration.

#### Le soutien à l'insurrection polonaise de 1830-1831
Le 29 novembre 1830, une insurrection a éclaté dans le royaume de Pologne, État créé en 1815 par le congrès de Vienne et attribué au tsar de Russie, « roi de Pologne ». Les insurgés ont très vite pris le contrôle de Varsovie et un gouvernement provisoire a été mis en place. Le 25 janvier 1831, la Diète polonaise destitue le tsar Nicolas I du trône de Pologne. Le 4 février, l'armée russe lance l'offensive contre le royaume insurgé, début d'une guerre qui prendra fin en octobre, peu après la chute de Varsovie le 8 septembre.
L'Insurrection de Novembre, qui est une conséquence de la révolution de Juillet en France et de la révolution belge d'août, suscite une grande sympathie et La Fayette va jouer un rôle important dans le soutien à lui apporter.
Le 23 janvier 1831, il crée le Comité central français en faveur des Polonais, souvent appelé « Comité La Fayette ». Il en est président avec pour vice-président Charles de Lasteyrie. Parmi les membres, on trouve : Béranger, Armand Carrel, Léonard Chodzko, Adolphe Crémieux, Pierre Daunou, David d'Angers, Casimir Delavigne, Victor Hugo, le général Lamarque, Emmanuel de Las Cases, Odilon Barrot, Destutt de Tracy, le duc de Valmy, etc. Comme son nom l'indique, ce comité est présent à Paris et dans plusieurs villes de province.
Casimir Delavigne, membre du comité, écrit ce qui va devenir un hymne de l'insurrection, La Varsovienne, traduite en polonais dès le mois de mars 1831 sous le titre de Warszawianka.
Après la défaite de l'insurrection, La Fayette et le comité apportent leur soutien aux milliers de Polonais venus se réfugier en France, formant ce qu'on appelle la Grande Émigration.

#### Le soutien aux insurgés espagnols et italiens (1831-1833)
La Fayette obtient la reconnaissance officielle par la France des nouveaux États d'Amérique espagnole, devenus indépendants au début du siècle.
Il obtient en revanche peu de résultats en ce qui concerne les opposants libéraux au roi Ferdinand VII (1813-1833), avec lesquels il a des relations depuis l'intervention française en Espagne en 1823. Ferdinand refusant de reconnaître Louis-Philippe comme roi légitime, le gouvernement français accède à certaines suggestions de La Fayette : des fonds sont distribués aux rebelles ; mais le gouvernement espagnol ayant menacé d'encourager des rassemblements d'émigrés royalistes[réf. nécessaire] sur les frontières méridionales de la France, ces rebelles sont laissés à eux-mêmes et échouent dans deux tentatives désespérées[réf. nécessaire].
La Fayette soutient aussi les insurrections en Émilie-Romagne, à Modène et à Bologne, en 1831, mais elles sont rapidement vaincues grâce à l'intervention autrichienne (3 février-26 avril 1831).
Lors de la seconde insurrection des Romagnols, en janvier 1832, il condamne le terme de « factieux » qui leur a été donnée par le ministère des Affaires étrangères.

#### Action politique sous la première législature (juillet 1830-mai 1831)
En ce qui concerne la politique internationale, il est partisan du système de la « non-intervention » des puissances conservatrices (notamment celles de la Sainte-Alliance) dans les affaires des autres pays, afin de permettre aux peuples de choisir leurs systèmes politiques. Le point de vue de La Fayette est d'ailleurs partagé par le ministère du 2 novembre 1830 présidé par Laffitte.
Les 14 et 15 février 1831, une cérémonie funèbre légitimiste dans l'église de Saint-Germain-l'Auxerrois provoque deux jours d'émeutes marquées par le sac de l'archevêché de Paris. La Fayette intervient à la Chambre, condamnant les destructions matérielles et exposant ses vues sur l'évolution souhaitable du régime. Ces événements provoquent le départ du préfet de police (Baude) et du préfet de la Seine (Odilon Barrot) ; quelques semaines plus tard (13 mars) Laffitte démissionne, remplacé par Casimir Perier, qui dissout la Chambre le 31 mai.

#### Seconde législature: le ministère Casimir Perier (1831-1832)
Au cours de la campagne électorale, La Fayette adresse à ses électeurs un compte-rendu détaillé de ses travaux parlementaires. Il y rend un hommage à la révolution de Juillet, mais déplore la direction qu'a prise le régime par la suite. Ce manifeste consomme la rupture avec Louis-Philippe. « Nous sommes, dit La Fayette, comme deux gentlemen qui se sont donné un démenti mutuel : les circonstances ne nous permettent pas d'aller au bois de Boulogne [pour un duel], mais elles nous empêchent de nous faire des visites. ».
Il est élu le 5 juillet, de nouveau en Seine-et-Marne, et occupera ce siège jusqu'à sa mort.
Il lutte contre l’hérédité de la pairie et fait retirer du Code pénal l'article qui punit l'usurpation des titres nobiliaires.
Après la session de 1832, il fait adopter par les députés de l'opposition l'idée de présenter dans un compte-rendu collectif leurs idées de politique intérieure et extérieure, publié le 19 mai. Casimir Perier est mort trois jours avant et est remplacé par Soult (jusqu'au 18 juillet 1834).

#### Seconde législature: le ministère Soult (1832-1834)
Les premières semaines de cette période sont marquées par l'insurrection républicaine consécutive aux funérailles du général Lamarque le 5 juin 1832 (décrite par Victor Hugo dans Les Misérables). La Fayette assiste à ces obsèques et prononce un éloge funèbre. Sollicité par des militants républicains, il refuse de cautionner une émeute et rentre chez lui. Mais à la fin de la journée, l'insurrection prend des proportions considérables. Une réunion des députés de l'opposition a lieu le soir chez Laffitte pour discuter sur les moyens d'arrêter l'effusion du sang. La Fayette refuse de faire partie d'une députation au roi.
Alors qu'on parle de l'arrêter, La Fayette reste quelques jours à Paris, pour « regarder en face le gouvernement de l'état de siège » ; puis il retourne à La Grange et abandonne ses fonctions de maire et de conseiller municipal, ne voulant conserver aucun rapport avec la « contre-révolution » de 1830.
Lors du premier attentat contre Louis-Philippe, le 19 novembre 1832, il refuse d'aller aux Tuileries avec certains de ses collègues.
Durant la session de 1833, il intervient à propos de la loi sur l'organisation des départements et appuie une demande de pension au profit des vainqueurs de la Bastille. La police ayant arrêté sur ses terres de La Grange le réfugié polonais Joachim Lelewel, auquel il donnait asile, il se plaint fortement de ce procédé « inouï, dit-il, sous la Restauration elle-même », et contraint le ministre de l'Intérieur à désavouer cet acte de brutalité.

### La maladie et la mort de La Fayette (février-mai 1834)

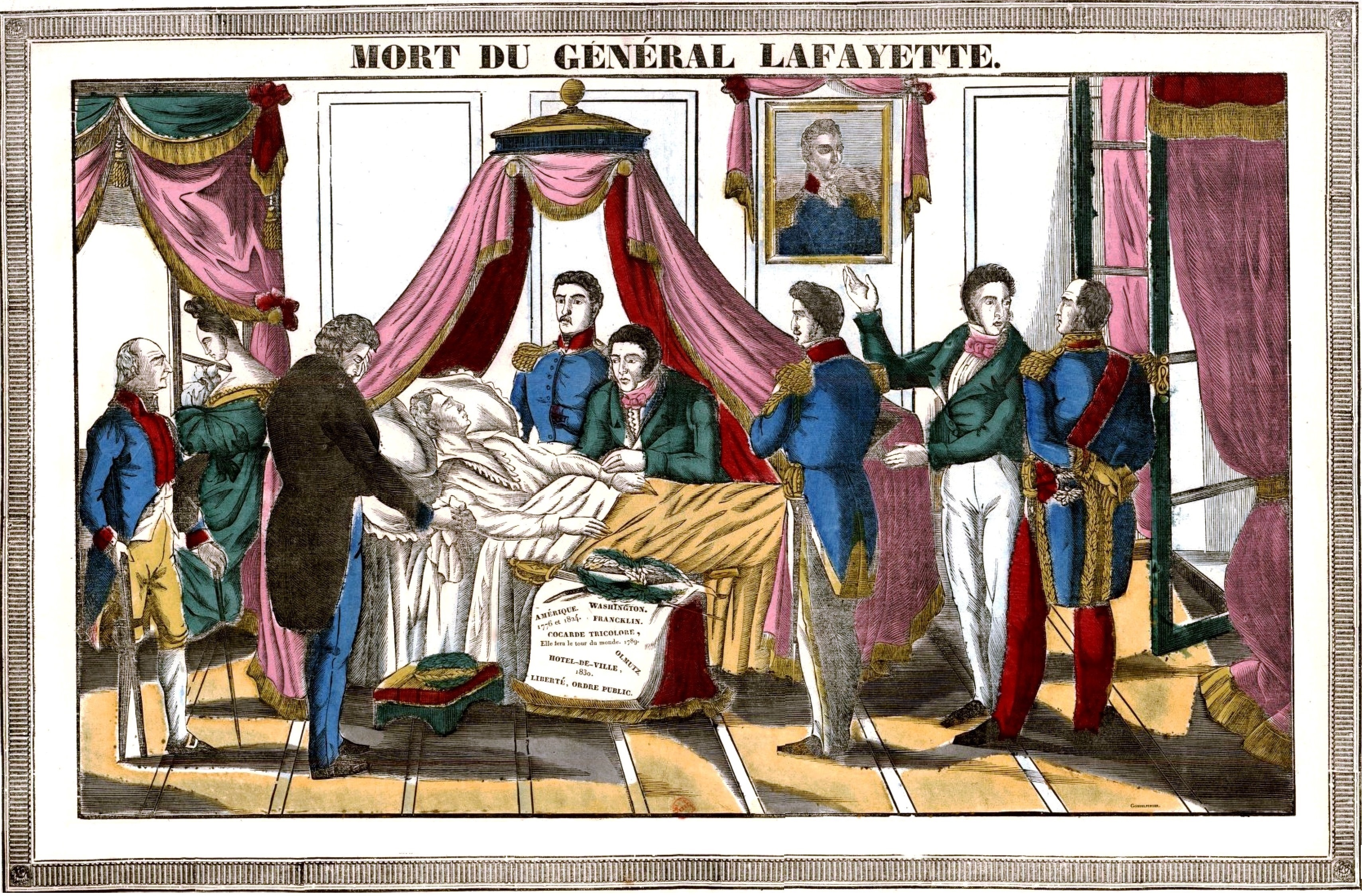
Mort du général Lafayette, gravure sur bois coloriée par Gondelfinger, 1834.

La discussion de l'adresse au Trône, en janvier 1834, est le dernier débat parlementaire auquel La Fayette prend part.
Une pneumonie aiguë, consécutive à sa présence aux obsèques de François-Charles Dulong le 30 janvier, s'aggrave rapidement et l'emporte le 20 mai 1834, dans sa 77e année, au 6 rue d'Anjou-Saint-Honoré (ancien 1er arrondissement), actuellement 8 rue d'Anjou dans le 8e arrondissement de Paris.
Ses funérailles, le 22 mai à l'église de l'Assomption, sont suivies par une foule immense, incluant l'élite des deux chambres, des académies, de l'administration civile et militaire, de la garde nationale et des étrangers alors à Paris. Des représentants choisis dans chacun de ces corps et dans la délégation des États-Unis portent les coins du drap mortuaire. Après la célébration du service religieux, le convoi se dirige vers le cimetière de Picpus où, suivant son désir, le général est inhumé auprès de son épouse. Lors de son dernier voyage en Amérique, dix ans auparavant, il avait en vue de ses funérailles ramené de la terre, qui est utilisée pour l'inhumation.
Étroitement surveillées par l'armée, malgré les protestations de la gauche, les obsèques de La Fayette ne donnent lieu à aucune manifestation républicaine, le parti républicain venant d'être écrasé lors de la seconde révolte des Canuts à Lyon et du massacre de la rue Transnonain à Paris, en avril 1834.

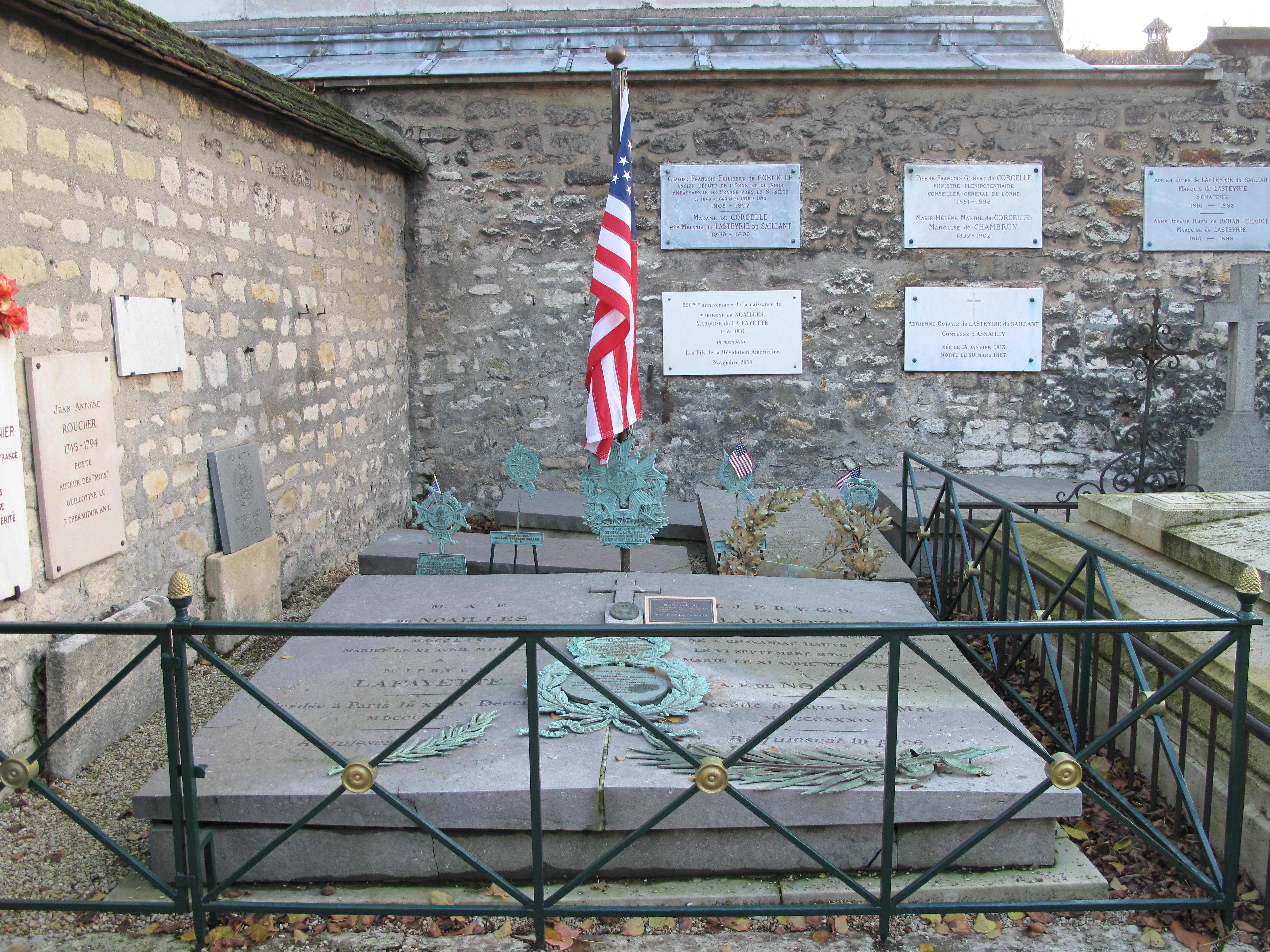
La sépulture de la Fayette au cimetière de Picpus.

Les deux chambres du Congrès américain lui décernent les mêmes honneurs funèbres qu'au président George Washington. Jusqu'à la fin de la session, les salles des séances sont tendues de noir, et John Quincy Adams, Edward Everett, J. Upham et le général Tailmadge prononcent son éloge en présence de tous les corps de l'État.

## La Fayette antiesclavagiste

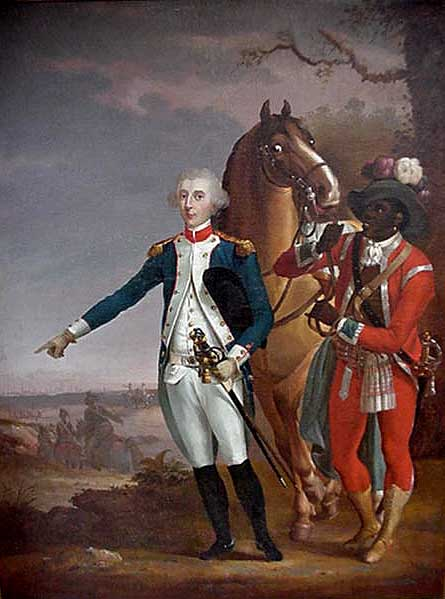
La Fayette et son espion James Armistead Lafayette, lors de la guerre d'indépendance des États-Unis.

Toutes sa vie, La Fayette est préoccupé par la condition des Noirs dans les colonies et par à la nécessité de l'abolition de l'esclavage, qu'il envisage comme graduelle, et permettant selon lui, une « réhabilitation de nos frères noirs dans les droits de l'humanité ». Il s'inspire en cela de son ami Condorcet, auteur en 1781 de Réflexions sur l’esclavage des nègres.

### Expérience d'affranchissement graduel en Guyane
Dans un courrier adressé en 1783 à George Washington, général américain et planteur esclavagiste, La Fayette fait part d'un projet qu'il a médité pendant ses séjours en Virginie : « À présent, mon cher général, que vous allez goûter quelque repos, permettez-moi de vous proposer un plan qui pourrait devenir grandement utile à la portion noire du genre humain. Unissons-nous pour acheter une petite propriété où nous puissions essayer d'affranchir les nègres et les employer seulement comme des ouvriers de ferme. Un tel exemple, donné par vous, pourrait être également suivi, et si nous réussissions en Amérique, je consacrerais avec joie une partie de mon temps à mettre cette idée à la mode dans les Antilles. Si c'est un projet bizarre, j'aime mieux être fou de cette manière que d'être jugé sage pour une conduite opposée... » La Fayette espère en effet prouver que si les Noirs sont payés pour leur labeur, scolarisés, et punis avec la même rigueur que les employés blancs, l'exploitation peut donner de meilleurs résultats en termes de productivité et de natalité que l'esclavage traditionnel,.
Toutefois, La Fayette se heurte au refus de ses amis américains. Il cherche alors en France des soutiens à son projet. Grâce au duc de Castries, il obtient que son projet soit soumis à Louis XVI. Ce dernier l'approuve et en autorise l'essai dans la colonie de la Guyane, allant même jusqu'à permettre qu'une expérience parallèle soit réalisée sur une propriété de la Couronne. Afin de contourner le puissant lobby des planteurs antillais favorable au maintien de l'esclavage, il est décidé de garder l'entreprise secrète.

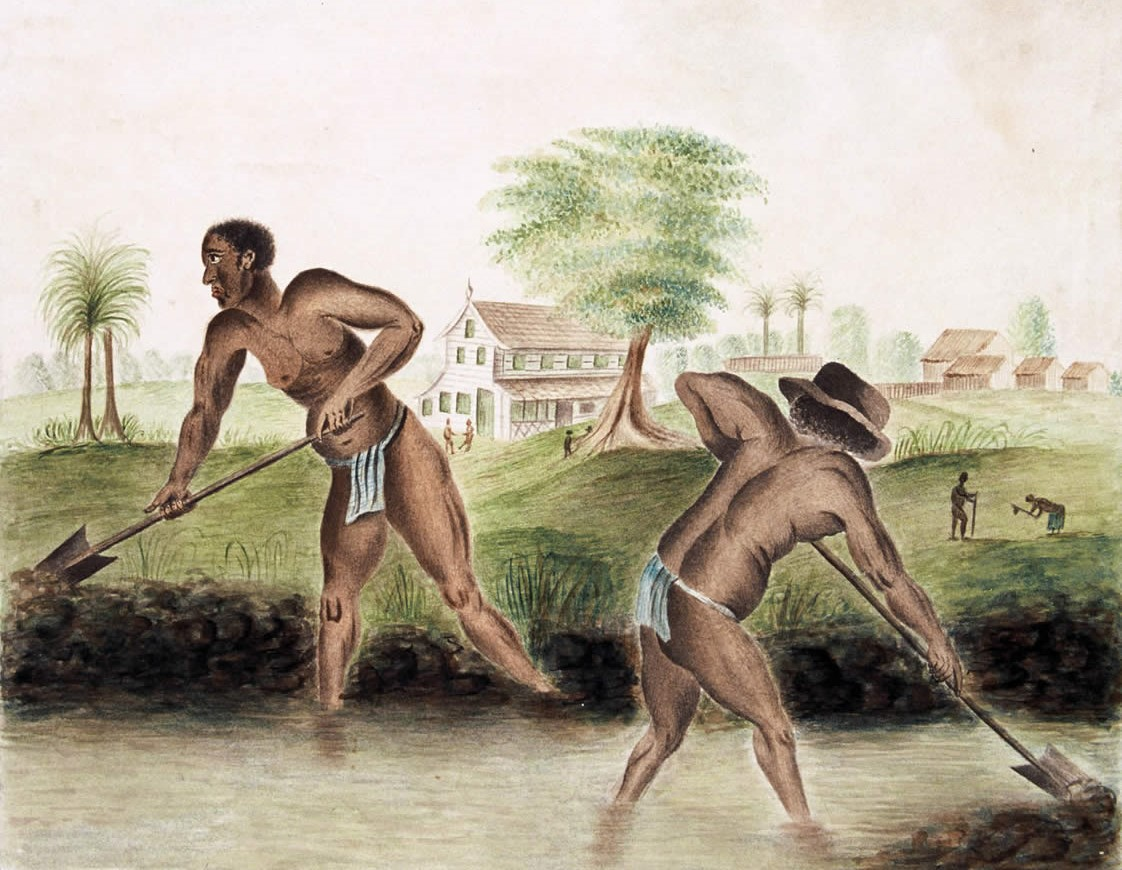
Esclaves creusant un canal en Guyane, fin XVIIIe siècle.

En 1785, son compagnon de la guerre d'Amérique, Daniel Lescallier, est envoyé en Guyane en qualité d'Ordonnateur. Celui-ci avait en effet acquis une certaine expérience en administrant la Guyane hollandaise pendant l'occupation française, où il avait mené à bien quelques essais encourageants de travail libre. Sur place, il achète au nom de La Fayette plusieurs habitations agricoles coloniales (La Belle Gabrielle, Maripa, Saint-Régis), sur lesquelles travaillent environ 70 esclaves noirs africains âgés de un à cinquante-neuf ans. En février 1786, dans un courrier à George Washington, La Fayette s'enthousiasme pour l'expérience : « j'ai acheté dans la colonie de Cayenne une plantation de cent vingt-cinq mille livres, et que je vais travailler à affranchir mes nègres, expérience qui est, vous le savez, mon rêve favori (hobby horse) ».
La direction du projet est confiée à l'ingénieur géographe Henri de Richeprey, dont le champ d'expérience comprend donc trois parties : des terres en culture à la Gabrielle, une propriété d'élevage à la Maripa et une exploitation forestière à Saint-Régis. Dès le mois de septembre 1786, et conformément aux instructions de La Fayette, Richeprey considère tous les esclaves du domaine comme affranchis. Tandis que sa femme s'occupe des malades et des enfants, lui-même instruit les Noirs, expérimente des procédés de travail moins pénibles, préconise de nouvelles cultures et améliore la nourriture. En janvier 1787, dans un courrier à Lescallier, il se satisfait des premiers résultats encourageants : « Ils me surprennent souvent pas les preuves qu'ils me donnent de leur reconnaissance et par le zèle et l'intelligence avec laquelle ils travaillent ». Malheureusement, Richeprey meurt de la fièvre jaune un mois plus tard. Et comme il l'avait redouté, personne sur place ne poursuit l'expérience. Alors que La Rochefoucauld et Malesherbes souhaitaient suivre l'exemple de La Fayette en achetant eux aussi des plantations pour y affranchir les esclaves, des changements au ministère entrainent l'abandon de tous ces projets.
En 1793, La Fayette étant considéré comme émigré, tous ses biens sont confisqués, et ses Noirs qu'ils possèdent en Guyane vendus. De Chavaniac, où elle réside alors, sa femme Adrienne déplore cette vente, faisant remarquer que ceux-ci n'avaient été achetés que pour être rendus à la liberté après avoir été instruits, et non pour être revendus aux enchères, comme objets de commerce et de spéculation. Quant à La Fayette, même enfermé dans la prison à Magdebourg, il continue à se soucier du sort de ses Noirs : « Je ne sais ce qu'on aura fait de mon habitation à Cayenne ; mais j'espère que ma femme se sera arrangée pour que les noirs qui la cultivent conservent leur liberté ».

### Membre actif de la Société des Amis des Noirs

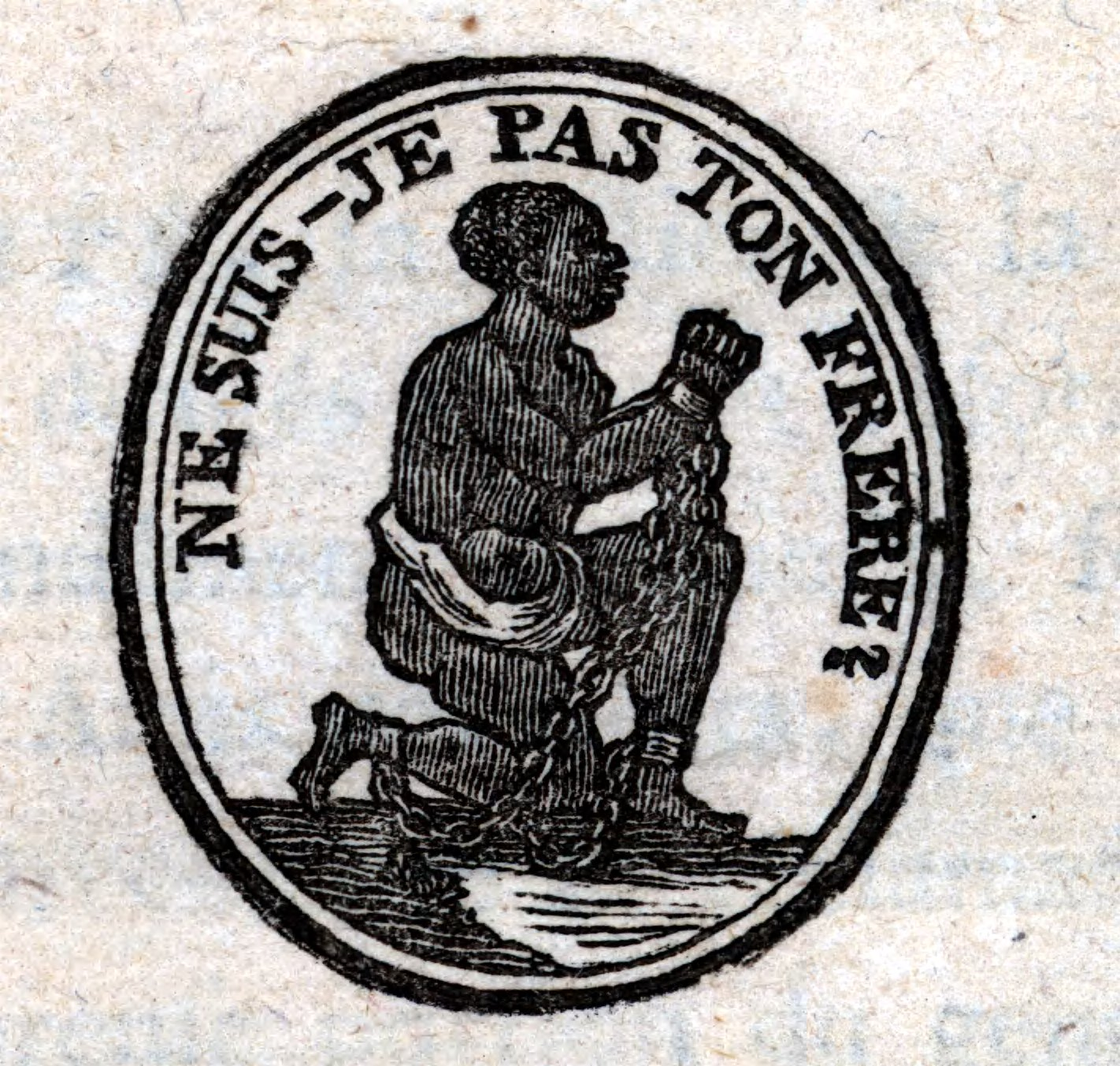
« Ne suis-je pas ton frère ? », sceau de la Société des amis des Noirs, 1790.

La Fayette est un des membres les plus actifs de la Société des Amis des Noirs, créée à Paris en 1788 par Brissot, à l'imitation de la société anglaise fondée en 1787 par Granville Sharp et Thomas Clarkson, devenus tous deux de grands amis du marquis. Cet engagement lui vaut l'inimitié d'un grand nombre de propriétaires des colonies, qui tentent alors de le discréditer avec des calomnies. La Fayette encourage notamment l'engagement dans l'armée des Libres de couleur. En 1790, Thomas Clarkson est agréablement surpris de trouver, à la table de La Fayette, deux hommes de couleur en uniforme d'officiers de la garde nationale de Saint-Domingue.
En 1802, au moment où Napoléon rétablie l'esclavage qui avait été aboli en 1794 par la Convention, et où un corps expéditionnaire est envoyé à Saint-Domingue, La Fayette déclare à l'abbé Grégoire : « D'après ce qui se passe à Saint-Domingue, je voudrais que les Amis des Noirs eussent dans toute l'Europe la tête voilée d'un crêpe funèbre. » Le 11 mai 1823, toujours soucieux du sort de l'ancienne colonie, il écrit à son ami Clarkson : « au milieu de tant d’horreurs s’est élevée la République d’Haïti. Les fils de l’Afrique y atteindront, je l’espère, un degré avancé de civilisation et de prospérité ».

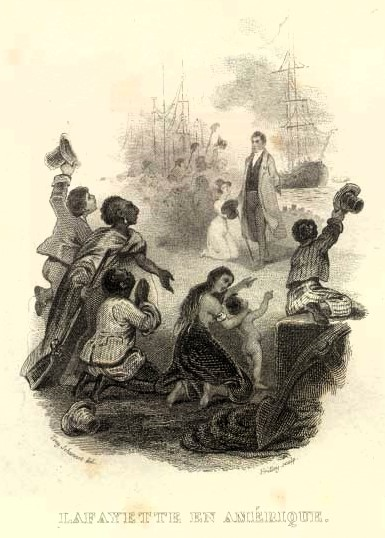
Gravure montrant La Fayette débarquant en Amérique, accueilli par les Noirs et les Blancs, vers 1824.

En 1824-1825, La Fayette est en déplacement aux États-Unis. De passage dans le Sud, il reste fidèle à ses principes : « Il n'y a qu'un point sur lequel je me résigne moins que jamais, c'est l'esclavage et les préjugés anti-noirs ». Le 6 décembre 1824, le Congrès lui attribue une immense concession de terres en Floride. Il en confie la gestion à un officier du Génie français, le général Simon Bernard, installé en Amérique depuis la chute de l’Empire, à qui il demande mettre les terres en valeur sans recours à l’esclavage. Toutefois, ce projet est considéré comme utopique par Bernard, et La Fayette revendra ses terres en 1829 à un groupe franco-suisse pour y introduire la culture de la vigne, de l’olivier et l’élevage des vers à soie. En 1825, toujours au cours de ce voyage, il est nommé vice-président à vie de l'American Colonization Society, société ayant créé le Liberia, sur la côte de Guinée, afin d'y accueillir des Noirs américains libérés. La Fayette espère que cet État libre devienne « un foyer de lumières et d’industrie d’où s’élancera un jour la civilisation de cette partie du monde ».
En 1830, indigné que la Monarchie de Juillet n'abolisse pas l'esclavage, il demande le 25 septembre à la Chambre des députés que la traite soit assimilée à la piraterie. Malheureusement il n'est pas suivi.
La dernière lettre que La Fayette rédige avant sa mort est celle qu'il adresse le 1er mai 1834 à M. Murray, président de la Société d'émancipation des Noirs à Glasgow. Il y fait encore part de son souhait de voir l'esclavage aboli dans les colonies. Décédé le 20 mai suivant, il ne verra pas l'abolition britannique en 1836, ni française en 1848, ni américaine en 1863. Toutefois, les mesures d'amélioration de la conditions des Noirs mises en place sous la Monarchie de Juillet par les amiraux Duperré et de Mackau, sont largement inspirée des idées de La Fayette. Elles précèdent l’abolition de 1848.

## Jugements de contemporains
Cette section ne s'appuie pas, ou pas assez, sur des sources secondaires ou tertiaires indépendantes du sujet. Le texte peut contenir des analyses inexactes ou inédites de sources primaires.
Pour l'améliorer, ajoutez-en, ou placez des modèles {{Source secondaire souhaitée}} ou {{Source secondaire nécessaire}} sur les passages mal sourcés. (juillet 2025)
Les talents de La Fayette ont été diversement appréciés. Exalté tour à tour comme l'émule de Washington et comme le glorieux promoteur de la régénération française, c'était selon Napoléon « un niais […] sans talents civils ni militaires, un esprit borné, un caractère dissimulé ».
Mirabeau, son principal adversaire au sein du « parti patriote », l'avait surnommé « Gilles César », en référence au dictateur romain. Antoine de Rivarol reprit le mot sous la forme « César Gille ».
Chateaubriand voyait en lui une espèce de monomane, « à qui l'aveuglement tenait lieu de génie » car « il n'avait qu'une seule idée, et heureusement pour lui elle était celle du siècle ; la fixité de cette idée a fait son empire. » Il en retient que ses actions furent souvent en contradiction avec ses pensées : « Royaliste, il renversa en 1789 une royauté de huit siècles ; républicain, il créa en 1830 la royauté des barricades : il s'en est allé donnant à Philippe la couronne qu'il avait enlevée à Louis XVI […] Dans le Nouveau Monde, M. de La Fayette a contribué à la formation d'une société nouvelle ; dans le monde ancien, à la destruction d'une vieille société : la liberté l'invoque à Washington, l'anarchie à Paris ».
Madame de Staël disait : « Qui l'avait observé pouvait savoir d'avance avec certitude ce qu'il ferait dans toute occasion ».
Dans ses Souvenirs, la duchesse légitimiste de Maillé commente ainsi la mort de La Fayette : « M. de La Fayette vient de mourir. Le héros des deux mondes est allé dans le troisième. Sa mort n'a fait aucun effet politique. Il était devenu incommode et inutile à son parti, il était odieux aux autres, son rôle était fini ».
Odilon Barrot porte un jugement davantage élogieux dans ses Mémoires : « C’est le 20 mai 1834 que s’éteignit ce grand citoyen. J’ai peut-être été trop son ami pour en parler avec une entière impartialité. […] Je n’ai rencontré dans aucun homme plus de grandeur d’âme, unie à plus de bonté et de simplicité. […] Si même on peut adresser un reproche à cette noble nature, c’est l’exagération de ses qualités. Soupçonnant difficilement dans autrui le mal, qui n’était pas en lui, le général Lafayette accordait trop facilement sa confiance et on en a souvent abusé. Emporté par le besoin de se dévouer, il était trop disposé à préférer les tentatives, où il exposait sa vie aux efforts patients et persévérants de la lutte légale ».

## Hommages

### Aux États-Unis

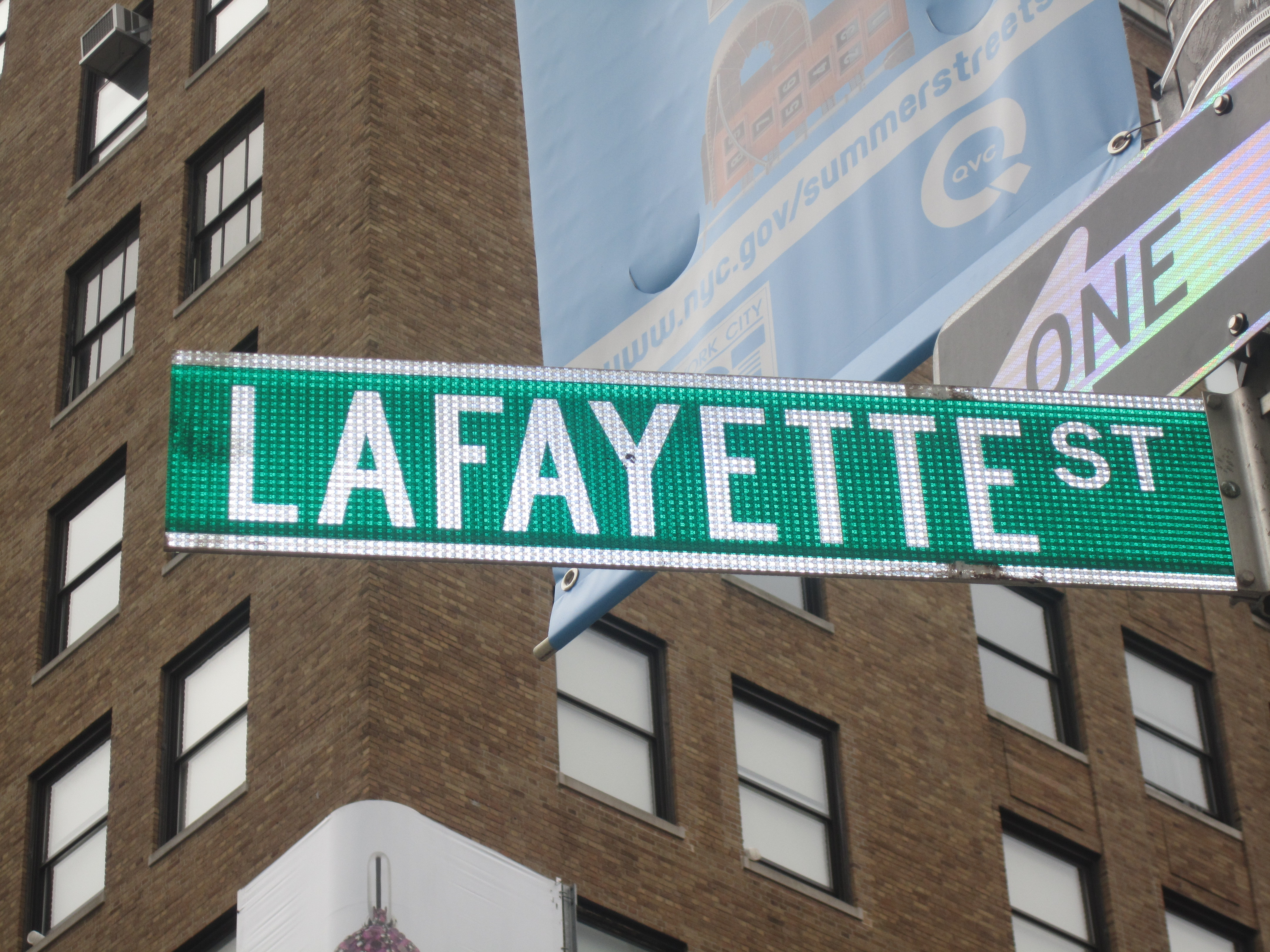
Panneau Lafayette Street dans Lower Manhattan.

Aux États-Unis, plus de 600 lieux s'appellent La Fayette. Une montagne, sept comtés et quarante localités portent notamment son nom.
Auguste Bartholdi sculpte une statue de La Fayette à la fin du XIXe siècle pour la ville de New York. Inaugurée en 1876, elle se trouve aujourd'hui dans Union Square Park.
Le rôle du marquis de La Fayette dans l'histoire de l'indépendance américaine est consacré de longue date dans la ville de Washington, par un square à son nom devant la Maison-Blanche avec sa statue à l'une des quatre extrémités. Lafayette Square est également le nom d'un parc de la ville de Los Angeles, de la Nouvelle-Orléans et de Saint-Louis. Une rue qui longe le Mississippi dans le quartier français de Baton Rouge est rebaptisée en son nom après sa visite du 16 avril 1825.
Tous les ans, le 4 juillet, jour de la Saint-Florent et anniversaire de la Déclaration d'indépendance des États-Unis, en signe de reconnaissance, l'ambassade des États-Unis en France dépose une gerbe de fleurs sur sa tombe, au cimetière de Picpus, à Paris,.
Le 8 août 2002, il est élevé à titre posthume au rang de citoyen d'honneur des États-Unis d'Amérique, privilège rare qui n'a été accordé auparavant qu'à cinq reprises.
Initié en 2016, un projet de patrimonialisation du passage de La Fayette à travers l'Union est lancé officiellement en avril 2019 sous l'impulsion d'un Français et avec le soutien de la Fondation William G. Pomeroy : le Lafayette Trail. Fin 2023, 120 panneaux de commémoration du passage de La Fayette étaient déjà dressés.
Dans le cadre du 250e anniversaire de la Nation et de la Révolution américaine, est organisé le bicentenaire de la tournée d'adieu de La Fayette, qui a été lancé le 16 août 2024.

### Hommages américains lors de la Première Guerre mondiale
La première unité composée de volontaires américains en 1917 est nommée « escadrille aérienne La Fayette », avant même l'entrée en guerre officielle des États-Unis.
Lors de leur débarquement en France en 1917, le général Pershing, général en chef des armées américaines, se serait exclamé : « La Fayette, we are here ! » (La Fayette nous voila !). Cette formule fut prononcée, en réalité, par l'aide de camp du général américain, le colonel Charles Stanton, lors d'une cérémonie organisée le 4 juillet 1917, devant la tombe du Français, au cimetière de Picpus, avant d'y déposer une couronne,. C'est depuis cette cérémonie que le drapeau américain flotte à côté de la pierre tombale ; il s'agit du seul drapeau parisien à n'avoir jamais été baissé, même sous l'Occupation.

### Marines américaine et française
Le 21 juin 1951, le porte-avions léger américain USS Langley (CVL-27) construit en 1942 en pleine guerre du Pacifique, passe sous pavillon français à titre de prêt sous le nom de PA La Fayette. Il sert en France jusqu'en 1963.
Ce bâtiment est le navire-jumeau de l'USS Belleau Wood (CVL-24) ainsi nommé en mémoire de l'exploit des Marines américains de la 2e division d'infanterie US à la bataille du bois Belleau pendant la Première Guerre mondiale : « La Fayette nous voilà… ». Le Belleau Wood devient le PA Bois Belleau sous pavillon français de 1953 à 1960 dans les mêmes conditions que le PA La Fayette.
En mai 1957, le Bois Belleau se trouve à Hampton Roads avec le croiseur De Grasse portant la marque de l'amiral Jozan entouré de deux escorteurs d'escadre et de deux escorteurs rapides, au milieu des représentants des flottes de trente Nations, à la revue navale célébrant le bicentenaire de la Marine des États-Unis.
Le 13 juin 1992, la frégate furtive FLF La Fayette F710 est lancée à Lorient. Basée à Toulon, elle est la tête d'une série de cinq, conçues principalement pour faire respecter les intérêts maritimes de l'État dans les espaces d'outre-mer, mais pouvant aussi assurer d'autres missions telles que l'intégration à une force d'intervention, la protection du trafic maritime, l'accompagnement d'un groupe aéronaval, la réalisation de missions spéciales ou humanitaires.
Au mois de juin 2007, la frégate furtive La Fayette F710 de la marine nationale s'est rendue aux États-Unis dans le cadre de la célébration du 250e anniversaire de la naissance du marquis. Le 5 juin le La Fayette faisait escale à La Nouvelle-Orléans. Accompagnée du consul général de France à La Nouvelle-Orléans, une délégation d'une quarantaine de membres de l'équipage, conduite par son commandant, s'est rendue dans la ville de Lafayette. Ils y ont été reçus par le maire de la ville entouré d'officiels au centre culturel Jean-Lafitte où sont exposés documents et objets sur le marquis et son époque, ainsi qu'une maquette de son navire L'Hermione à bord duquel il est arrivé aux États-Unis avec ses volontaires le 10 mars 1780.

### En France

#### En Auvergne
Le château de Chavaniac, aujourd'hui Chavaniac-Lafayette, maison natale du marquis, abrite un musée qui lui est dédié.
Au Puy-en-Velay, chef-lieu de son département natal, une statue de Lafayette du sculpteur Ernest-Eugène Hiolle, a été érigée en son honneur en 1883 dans le square qui porte son nom, sur le boulevard Saint-Louis. Elle est inscrite dans la liste des monuments historiques en 2005 : « C'est le seul monument commémoratif notable de la reconnaissance de la Haute-Loire à son enfant le plus connu ».
En décembre 2013, a lieu la commémoration de son enlèvement par les résistants 70 ans après les faits : à partir de décembre 1943, par crainte que l'armée allemande d'occupation ne récupère son métal, elle est cachée dans une bergerie et est réinstallée en décembre 1945. Pour cette commémoration de 2013 : « Le square La Fayette arbore depuis cette année un éclairage tricolore qui illumine la statue à la nuit tombée, pour garder en mémoire cet acte héroïque qui nous a permis de préserver un monument local et national. ».
Plusieurs établissements scolaires auvergnats portent le nom « La Fayette », à Clermont-Ferrand (lycée technologique) et à Brioude (collège et lycée général et technologique).
La ville de Brioude conserve une écharpe tricolore offerte par le général La Fayette (date de la remise imprécise : on peut supposer que celle-ci a eu lieu lors de la visite du général, alors député de Meaux, les 30 et 31 juillet 1829).

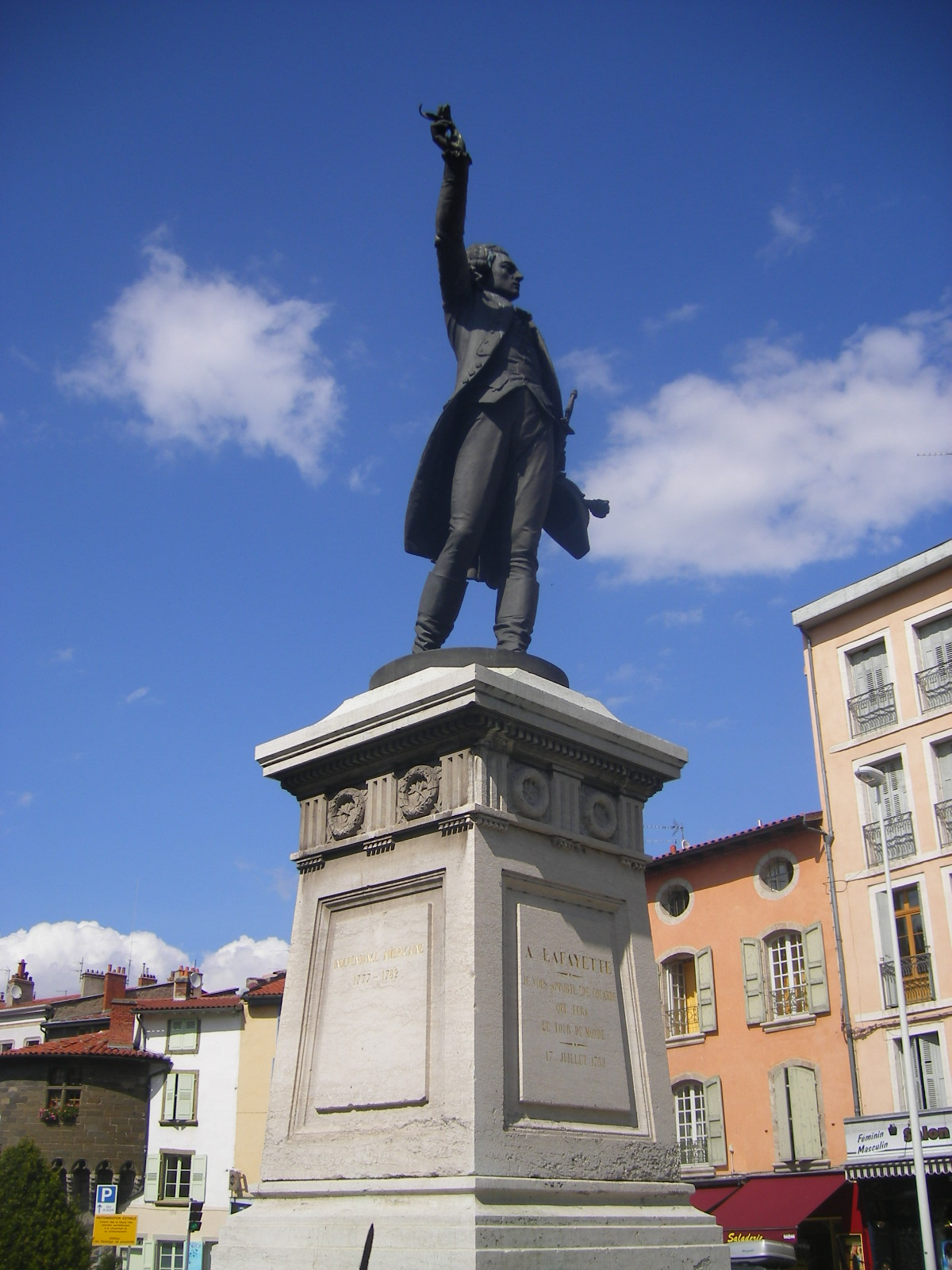
La statue Lafayette du XIXe siècle, au Puy-en-Velay.

#### Villes de France
À Paris, une rue porte le nom de La Fayette et sa statue équestre par le sculpteur Paul Bartlett (1865-1925), érigée en 1908, se trouve cours la Reine, tandis qu'un monument à La Fayette et Washington est installé place des États-Unis, square Thomas-Jefferson. La station de métro Chaussée d'Antin a reçu son nom en sous-titre, en réalité à cause d'un grand magasin qui avait parrainé le renouvellement de sa décoration.
La ville de Lyon lui a consacré un pont et une longue rue, le cours Lafayette, qui aboutit au quartier Part-Dieu.
À Toulouse, la grande artère menant de l'Hôtel de Ville à la nouvelle promenade du quartier de la Ville neuve lui a été dédiée de son vivant : rue, place (aujourd'hui place Wilson), allée (aujourd'hui allées Franklin-Roosevelt puis Jean-Jaurès) et carrefour (sans nom aujourd'hui, à l'intersection du boulevard Carnot).
À Grenoble, une rue du centre-ville porte son nom et le musée de la Révolution française expose un buste de La Fayette à l'âge de 33 ans.

#### Commémoration du premier voyage
À Metz, d'où il a décidé de partir en Amérique, une statue équestre en bronze, réalisée en 2004 par Claude Goutin, est installée dans le jardin de Boufflers derrière le palais de justice de Metz.

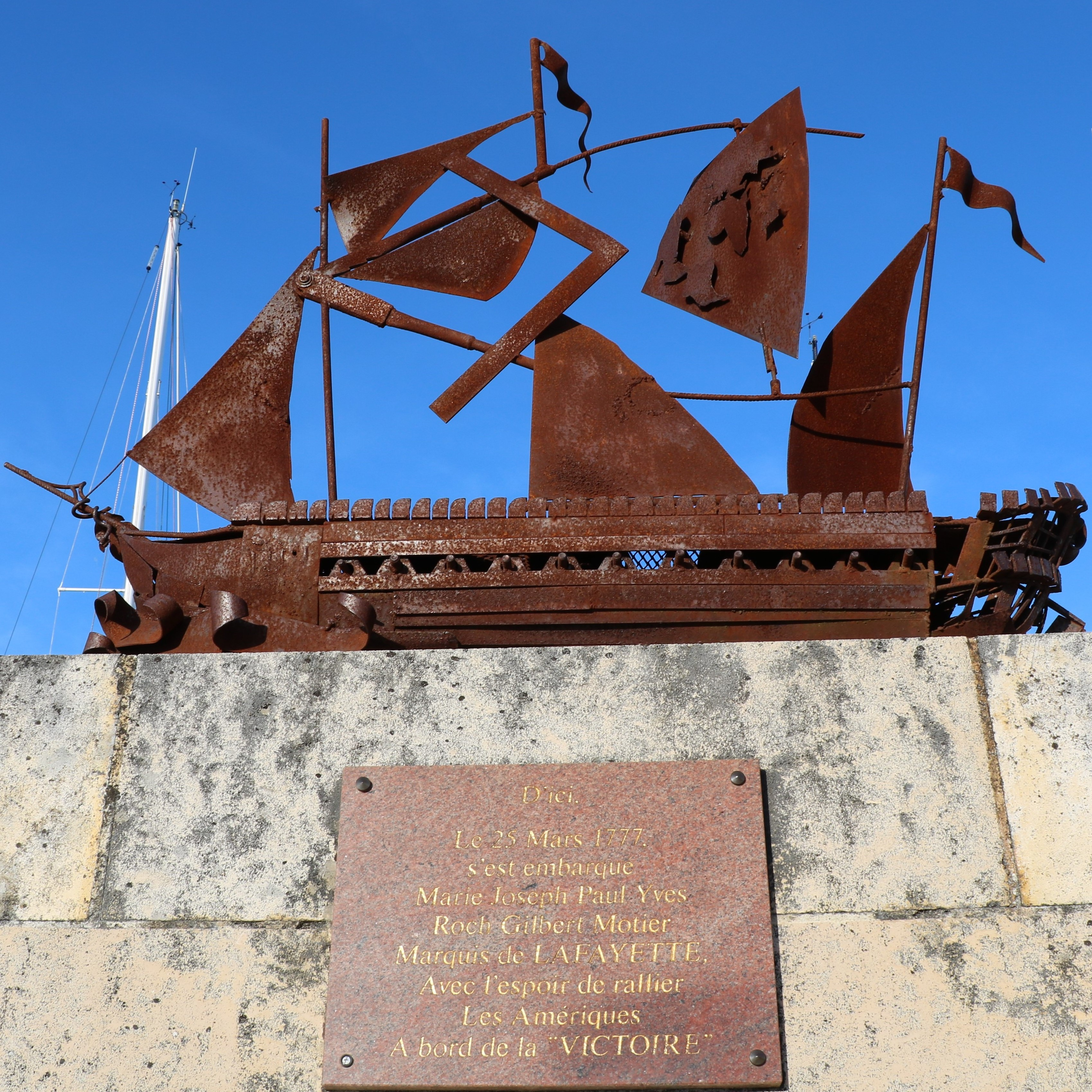
Stèle commémorative sur l'esplanade La Fayette à Pauillac.

À Pauillac, une esplanade porte son nom, en bordure des quais d'où il est parti en 1777, avec une stèle représentant son vaisseau La Victoire, avec la formule « D'ici, le 25 mars 1777, s'est embarqué Marie Joseph Paul Yves Gilbert Motier, Marquis de Lafayette, avec l'espoir de rallier les Amériques à bord de la Victoire ».

#### Autres
Le chirurgien et ornithologue français René Primevère Lesson a dédié une espèce d'oiseaux de la famille des Phasianidae à La Fayette en 1831 : le coq de Lafayette (Gallus lafayetii).
À Dangé-Saint-Romain, une ancienne cité de l'armée américaine (période 1945-1966) porte depuis la fin des années 1950 le nom de Résidence La Fayette.

#### La polémique sur la panthéonisation (2007)
Le 7 novembre 2007, le président français Nicolas Sarkozy évoque à plusieurs reprises La Fayette dans son discours au Congrès américain.
Comme le ministre des Affaires étrangères Bernard Kouchner, interpellé l'été précédent par Gonzague Saint Bris dans le cadre de la célébration du 250e anniversaire du marquis à Chavaniac, a dit : « Le Panthéon, ce n’est pas une mauvaise idée » et ajouté qu’il « (porterait) cette idée au sommet de l’État », cette insistance déclenche une polémique sur l'éventuel transfert au Panthéon des cendres de La Fayette, à laquelle Nicolas Sarkozy se déclare favorable[réf. nécessaire].
Jean-Noël Jeanneney s'y oppose, car il n'imagine pas voir reposer aux côtés de soldats tombés pour la Révolution « un général en chef qui n'a jamais été républicain et qui a abandonné son armée en pleine guerre pour passer chez l'ennemi ».
Mais comme il s'appuie sur le témoignage de Napoléon, P. Bercis répond que celui-ci a rétabli l'esclavage et mis fin à la république, alors que La Fayette est resté un militant constant de l'abolition de l'esclavage et de la démocratie.
Gonzague Saint Bris réplique à son tour que « les hommes d’exception ont toujours servi l’intérêt de la France plus que celui d’un régime, que ce soit au temps de la monarchie ou de la république ».
La Fayette figure déjà parmi les personnages représentés sur le fronton du Panthéon par David d'Angers en 1837.

## Armoiries
| Figure | Blasonnement                                                                        |
|        | Armes des Motier de La Fayette : De gueules à la bande d'or ; à la bordure de vair. |

## La Fayette dans la culture populaire

### Littérature
- La Fayette est un des personnages principaux d'un roman policier de la série Augustin Duroc d'Anne Villemin Sicherman, Le Souper de Lafayette, Strasbourg, éditions Le Quotidien, 2016 (réédition : Abreschviller (Moselle), éditions La Valette, 2017  (ISBN 979-10-91590-14-3))
- Guillaume Debré, L'Affaire La Fayette, Paris, Robert Laffont, 2018  (ISBN 978-2-221-21508-1)

### Cinéma
Lafayette est représenté, dans de nombreux films, avec :

#### Films français
- 1923 : L’Enfant-roi de Jean Kemm, avec M. de Savoye ;
- 1927 : Napoléon d’Abel Gance, avec Boudreau ;
- 1944 : La Malibran de Sacha Guitry, avec Jacques Varennes ;
- 1948 : Le Diable boiteux de Sacha Guitry, avec Jacques Varennes ;
- 1955 : Marie-Antoinette, reine de France de Jean Delannoy, avec Guy Tréjan ;
- 1956 : Valmy ou la Naissance de la République (Chronique de l’été 1792) d’Abel Gance, Jean Mauduit et Jean Chérasse avec Maurice Barrier ;
- 1961 : La Fayette de Jean Dréville, avec Michel Le Royer (ce film raconte l'épisode américain de sa vie) ;
- 1965 : La Misère et la gloire d’Alexandre Dumas d’Henri Spade avec Fernand Bercher ;
- 1971 : Le Voyageur des siècles : Le Bonnetier de la rue Tripette de Jean Dréville avec Michel Le Royer ;
- 1976 : La Destinée de Monsieur de Rochambeau de Daniel Lecomte, avec Jean-Noël Dalric
- 1985 : Liberté, Égalité, Choucroute de Jean Yanne, avec Rick Battaglia ;
- 1989 : La Révolution française de Robert Enrico, avec Sam Neill (voix française : Pierre Arditi) ;
- 2018 : Un peuple et son roi de Pierre Schoeller ;

#### Films anglo-saxons
- 1914 : Washington at Valley Forge de Francis Ford et Grace Cunard ;
- 1919 : The Spirit of Lafayette de James Vincent, avec Earl Schenck ;
- 1924 :
  - Pour l'indépendance de David Wark Griffith, avec Paul Doucet ;
  - Janice Meredith de E. Mason Hopper, avec Nicolai Koesberg ;
- 1938 : Marie-Antoinette de W. S. Van Dyke, avec John Burton ;
- 1975 : Valley Forge de Maxwell Anderson, avec Victor Garber ;
- 1984 : George Washington de Buzz Kulik, avec Philip Casnoff ;
- 1995 : Jefferson à Paris de James Ivory, avec Lambert Wilson ;
- 1997 : Liberty! The American Revolution de Ellen Hovde et Muffie Meyer avec Sebastian Roché.

#### Films d'autres pays
- 1922 : Les Lys rouges de Rudolf Meinert, avec Georg H. Schnell ;
- 1935 : Les Cent jours de Franz Wenzler, avec Peter Erkelenz ;
- 1970 : Una coccarda per il Re de Dante Guardamagna, avec Dario Penne.

### Télévision

#### Téléfilms et séries
- 1989 : La Comtesse de Charny, minisérie de Marion Sarrault, avec Olivier Destrez ;
- 1989 : Condorcet de Michel Soutter, avec Franck de Lapersonne ;
- 2002 :
  - Not Yet Begun to Fight! de Judith Reilly et Marsha Goodman, avec Ben Beck ;
  - Liberty's Kids: Est. 1776 de Michael Maliani et Kevin O'Donnell, avec Ben Beck ;
- 2015 : Turn: Washington's Spies de Craig Silverstein, avec Brian Wiles ;
- 2020 : George Washington de Matthew Ginsburg, avec Jeremy Berges.
- 2024 : Franklin (mini-série) interprété par Théodore Pellerin
- 2024 : Outlander saison 7

#### Documentaires
- 2009 : Ce jour-là, tout a changé : L’évasion de Louis XVI d’Arnaud Sélignac, avec Patrice Juiff ;
- 2010 : La Fayette, un héros méconnu de Oren Jacoby, avec Patrick Bauchau ;
- 2011 : Louis XVI, l'homme qui ne voulait pas être roi de Thierry Binisti avec Romain Deroo ;
- 2012 : La Fayette, il était une fois l'Amérique, dans l'émission Secrets d'histoire ;
- 2013 : La Fayette, un héros méconnu, traduction d'un documentaire américain de 2009 (diffusé le 27 mars sur Arte) ;

### Comédie musicale
- 2015 : Hamilton interprété par Daveed Diggs

### Jeux vidéo
La Fayette est un des personnages principaux des jeux vidéo :
- Assassin's Creed III (Ubisoft), qui a pour cadre historique la révolution américaine.
- The Order: 1886 (Ready at Dawn).
- Steelrising
- Civilization VII (2K Games), en tant que dirigeant.

## Sources et bibliographie

### Archives et documents
- Les papiers personnels de la Fayette sont conservés aux Archives nationales sous la cote 252AP[170].
- Chantal de Tourtier-Bonazzi, Lafayette. Documents conservés en France, Paris, Archives nationales, 1976[171].
- Mémoires, correspondance et manuscrits du général Lafayette publiés par sa famille, 6 volumes in-8°.
  - tome 1, Bruxelles, Société belge de librairie, 1837, disponible sur Google Books.
  - tome 2, Bruxelles, Société belge de librairie, 1837 .
  - tome 3, Bruxelles, Société belge de librairie, 1837 .
  - tome 4, Bruxelles, Société belge de librairie, 1837 .
  - tome 5, Paris, Fournier, 1838 .
  - tome 6, Paris, Fournier, 1838 .

Ces volumes sont pourvus de notes de Francisque de Corcelle, époux d'une petite-fille de La Fayette.
Dans cette collection, on remarque la lettre de La Fayette au bailli de Ploën sur la révolution de 1789, celle qu'il écrivit à M. de Latour-Maubourg à l'occasion de la mort de sa femme, une foule de confidences sur les événements remarquables auxquels il a pris part, et sous ce titre : « Mes rapports avec le Premier Consul », dans Mémoires… (lire en ligne), un aperçu sur le caractère politique et militaire de Napoléon Bonaparte.
- Laurent Pierre Bérenger, Mémoires historiques, et pièces authentiques sur M. de La Fayette, pour servir à l'histoire des révolutions, Paris, Le Tellier, 1790, disponible[172]) sur Archive.org.
- Ladislas Mickiewicz (éditeur), Les Discours de Lafayette pour la Pologne, préface de Ladislas Mickiewicz, introduction d'Armand Lévy sur Les devoirs de la France envers la Pologne, Paris, Dentu, 1864, disponible sur Google Books.

### Écrits de contemporains
- Jean-Baptiste Belmont[173], « La Belle Journée ou relation fidèle de la fête donnée à M. le marquis de La Fayette par les habitants de Langeac le 13 août 1786 », Tablettes historiques du Velay, Le Puy, 1872, disponible sur Gallica, réédité en 1976 (Archives et mémoires du Jacquemart langeadois).
- Antoine Rivarol, Vie politique, fuite et capture de M. de Lafayette, 1792, disponible sur Gallica[174]. Une des satires les plus mordantes de cet écrivain.
- Jean-Joseph Regnault-Warin, Mémoires pour servir à la vie du général La Fayette, et à l'histoire de l'Assemblée Constituante, Paris, Hesse, 1824, 2 volumes in-8°[175].
- Histoire du général de Lafayette par un citoyen américain, Paris, 1825, disponible sur Gallica.
- Voyage du général La Fayette aux États-Unis, Paris, 1826, disponible sur Gallica.
- Charles Albert de Moré de Pontgibaud, Mémoires du comte de M***, Paris, Thiercelin, 1828[176], ouvrage disponible (édition de 1898) sur Gallica, réédité en 2012 (Nabu Press).
- Auguste Levasseur[177], Lafayette en Amérique en 1824 et en 1825, Paris, Librairie Baudouin, 1829, 2 volumes, disponible (tome I) sur Gallica.
- Agricol(-Hippolyte de Lapierre de) Châteauneuf, Le général Lafayette, mémoires authentiques, Paris, Dumont, 1831, in-8°, disponible sur Gallica.
- J. Bécherand[178], Histoire complète de la vie civile, politique et militaire, du général Lafayette, contenant de longs développements sur la révolution de 89, Paris, 1831, disponible sur Gallica.
- Jean-Joseph Regnault-Warin, La Fayette en Amérique, Paris, 1832.
- Bernard Sarrans, Lafayette et la Révolution de 1830, Paris, Thoinier Desplaces, 1832, 2-vol. in-8°, disponible (édition de 1833) sur Gallica.
- Jules Cloquet, Souvenirs sur la vie privée du général Lafayette, Paris, Galignani, 1836 (lire en ligne)

### Ouvrages bibliographiques et historiographiques
- Philippe Olivier,  Bibliographie des travaux relatifs à Gilbert du Motier, marquis de Lafayette (1757-1834) et à Adrienne de Noailles, marquise de Lafayette (1759-1807), Clermont-Ferrand, Institut d'études du Massif central, 1979[179].
- (en) Damien Mahiet, Music for Lafayette, 1780s-1830 : A catalog, Ithaca (N.Y.), Cornell University, 2009.
- (en) Louis R. Gottschalk, Phyllis S. Pestieau et Linda J. Pike, Lafayette: A Guide to the Letters, Documents, and Manuscripts in the United States, Ithaca (N.Y.), Cornell University Press, 1975.
- (en) Stuart W. Jackson, La Fayette, a Bibliography, New York, Rudge, 1930.
- (en) Lloyd S. Kramer, « Lafayette and the Historians : Changing Symbol, Changing Needs, 1834-1984 », Historical Reflections / Réflexions Historiques, vol. 11, no 3,‎ automne 1984, p. 373-401 (JSTOR 41298840).

### Ouvrages historiques anciens
- « Gilbert du Motier de La Fayette », dans Louis-Gabriel Michaud, Biographie universelle ancienne et moderne : histoire par ordre alphabétique de la vie publique et privée de tous les hommes avec la collaboration de plus de 300 savants et littérateurs français ou étrangers, vol. 22, Paris et Leipzig, 2e édition, 1843-1865 [détail de l’édition] (lire en ligne), p. 448-473
- R. Dumolin, « Biographie des Officiers-Généraux de la Haute-Loire : M.P.J. Gilbert, marquis de La Fayette-Motier, lieutenant-général », Annales de la Société d'agriculture, sciences, arts et commerce du Puy,‎ 1850 (lire en ligne)
- « Gilbert du Motier de La Fayette », dans Charles Mullié, Biographie des célébrités militaires des armées de terre et de mer de 1789 à 1850, 1852 [détail de l’édition]
- Joseph Pelet de la Lozère, Lafayette en Amérique et en France, Paris, Grassart, 1867, disponible sur Google Books.
- Thomas Balch, Les Français en Amérique pendant la guerre de l’Indépendance des États-Unis 1777-1783, 1872 [détail des éditions]
- A. Ojadias et comte J. de Pusy La Fayette, « Pourquoi La Fayette s'appelait-il La Fayette ? », Almanach de Brioude, Brioude,‎ 1933

### Ouvrages historiques récents

#### Biographies
- Laurent Zecchini, La Fayette : héraut de la liberté, Paris, Fayard, 2019, 570 p. (ISBN 978-2-213-70148-6, présentation en ligne).
- Jean-Pierre Bois, La Fayette : la liberté entre révolutions et modération, Paris, Fayard, 2015, 495 p. (ISBN 978-2-262-04017-8, présentation en ligne).
- Philippe Bourdin (dir.), La Fayette, entre deux mondes, Clermont-Ferrand / Le Puy-en-Velay, Presses universitaires Blaise-Pascal / Conseil général de la Haute-Loire, coll. « Histoires croisées », 2009, 227 p. (ISBN 978-2-84516-413-0).
- Jacques Arlet, Le général La Fayette, gentilhomme d'honneur, Paris, L'Harmattan, 2008
- Étienne Taillemite, La Fayette, Paris, Fayard, 1999, 623 p. (ISBN 2-213-02340-9, présentation en ligne).
- Olivier Bernier, La Fayette : héros des deux mondes, Paris, Payot, 1988 (traduction de Lafayette: Hero of Two Worlds, 1983).
- Duc de Castries, La Fayette, pionnier de la liberté, Paris, Hachette, 1974.
- Arnaud Chaffanjon, La Fayette et sa descendance, Paris, Berger-Levraud, 1976.

#### La Fayette et l'Amérique
- Pascal Payen-Appenzeller, Hommage de l'Amérique au Général Lafayette, Paris, Yvelinédition, 2008.
- Daniel Binaud, L'épopée américaine La Fayette, Paris, La Découverte, 2007.
- Robert Legrand, La Guerre d'indépendance américaine et La Fayette, Abeville, Imprimerie F. Paillard, 2006.
- Bernard Vincent,  La Fayette et la guerre d'indépendance, neuf lettres inédites, Orléans, Université d'Orléans, 2004.
- (en) Marc Leepson, Lafayette: Lessons in Leadership from the Idealist General, New York, Palgrave Macmillan, 2011, 224 p. (ISBN 978-0-230-11565-1)
- (en) Gregory Payan, Marquis de Lafayette : French Hero of the American Revolution, New York, PowerPlus Books, 2002.
- (en) Stanley J. Idzerda, Anne C. Loveland et Marc H. Miller, Lafayette, Hero of Two Worlds : The art and pageantry of his farewell tour of America, 1824-1825, Flushing (N.Y.), Queens Museum, 1989.
- (en) Anne C. Loveland, Emblem of Liberty : the Image of Lafayette in the American Mind, Baton Rouge, Louisiana State University Press, 1971.

#### Autres sujets
- Tugdual de Langlais, Jean Peltier Dudoyer, l'armateur préféré de Beaumarchais, de Nantes à l'Isle de France, Nantes, Coiffard, 2015, 340 p.  (ISBN 9782919339280), pages 271 & 273.
- Patrick Villiers, L'Hermione, La Fayette et Latouche-Tréville, deux hommes et une frégate au service de la guerre d'Indépendance, Nice, éditions Ancre, 2015,  (ISBN 978-2-903179-85-4).
- Patrick Villiers, La Marine de Louis XVI tome I. De Choiseul à Sartine, Grenoble, Debbane, 1983[180].